# Abbaye d'Hautecombe

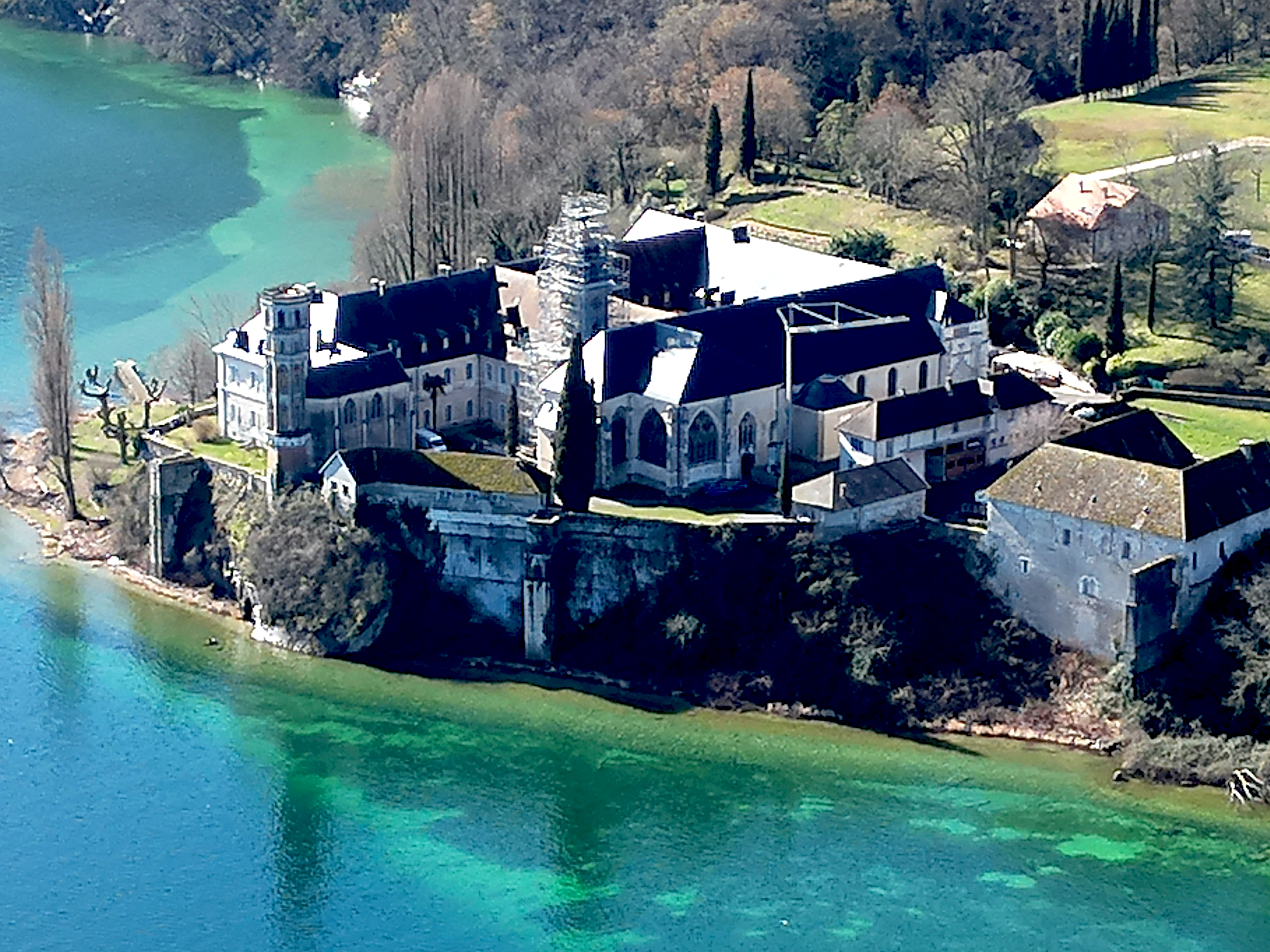
L'abbaye d'Hautecombe vue du ciel.

Vous lisez un « article de qualité » labellisé en 2013.
L'abbaye royale d'Hautecombe est une abbaye en activité située dans la commune de Saint-Pierre-de-Curtille sur la rive occidentale du lac du Bourget, en Savoie.
Elle a été fondée en 1125 par Amédée de Lausanne, avec l'aide du comte Amédée III de Savoie et de sa femme, Mahaut d'Albon, et l'appui de Bernard de Clairvaux, et construite durant le XIIe siècle par des moines cisterciens. Elle est particulièrement connue pour être la nécropole de la maison de Savoie (comtes de Savoie, leur famille, et quelques membres de la famille ducale de Savoie) puis de quelques-uns des rois et reines d'Italie.
Après une période active et prospère jusqu'au début du XVe siècle, l'abbaye, comme nombre d'autres maisons religieuses à cette époque, tombe sous le régime de la commende (gestion des biens matériels par une personne extérieure à l'abbaye), et la piété de la vie religieuse s'en ressent fortement. Les vocations se font graduellement moins nombreuses jusqu'au XVIIIe siècle, et la vocation de nécropole est complètement perdue. La Révolution française (qui agrège la Savoie, indépendante, à la France sous le nom de département du Mont-Blanc) chasse les rares derniers moines et détruit une partie de l'édifice.
L'abbaye revient dans le royaume de Sardaigne après le congrès de Vienne au début du XIXe siècle. Elle est alors reconstruite en style baroque troubadour par la volonté du roi de Sardaigne, Charles-Félix de Savoie (1765-1831) et de Marie-Christine de Bourbon-Siciles. Les travaux sont menés sous la conduite de l'architecte Ernesto Melano. L'abbaye est à nouveau confiée aux cisterciens à partir de 1826 ; elle retrouve sa fonction de nécropole des souverains avec l'inhumation du couple royal.
L'annexion de la Savoie à la France de Napoléon III en 1860 ne modifie pas le régime de l'abbaye. Elle appartient à une fondation privée fondée par Charles-Félix et dirigée par l'abbé de la communauté religieuse qui occupe les lieux. Bien que relativement épargnée par la loi de séparation des Églises et de l'État en 1905, l'abbaye fait face à une crise après la Première Guerre mondiale, qui amène le remplacement des cisterciens par des moines bénédictins de 1922 à 1992. Durant la Seconde Guerre mondiale, Hautecombe héberge temporairement des religieux polonais. Ceux-ci sont arrêtés par la Gestapo dans l'enceinte de l'abbaye.
À la fin des années 1980, les bénédictins décident de quitter l'abbaye d'Hautecombe, devenue trop touristique. Ils partent pour l'abbaye Notre-Dame de Ganagobie et demandent à la communauté du Chemin Neuf de venir les remplacer. Celle-ci accepte de s'y établir en 1992. Cette communauté s’inspire à la fois de la spiritualité de saint Ignace de Loyola et de l’expérience du renouveau charismatique. Elle organise en particulier des sessions de formation théologique.

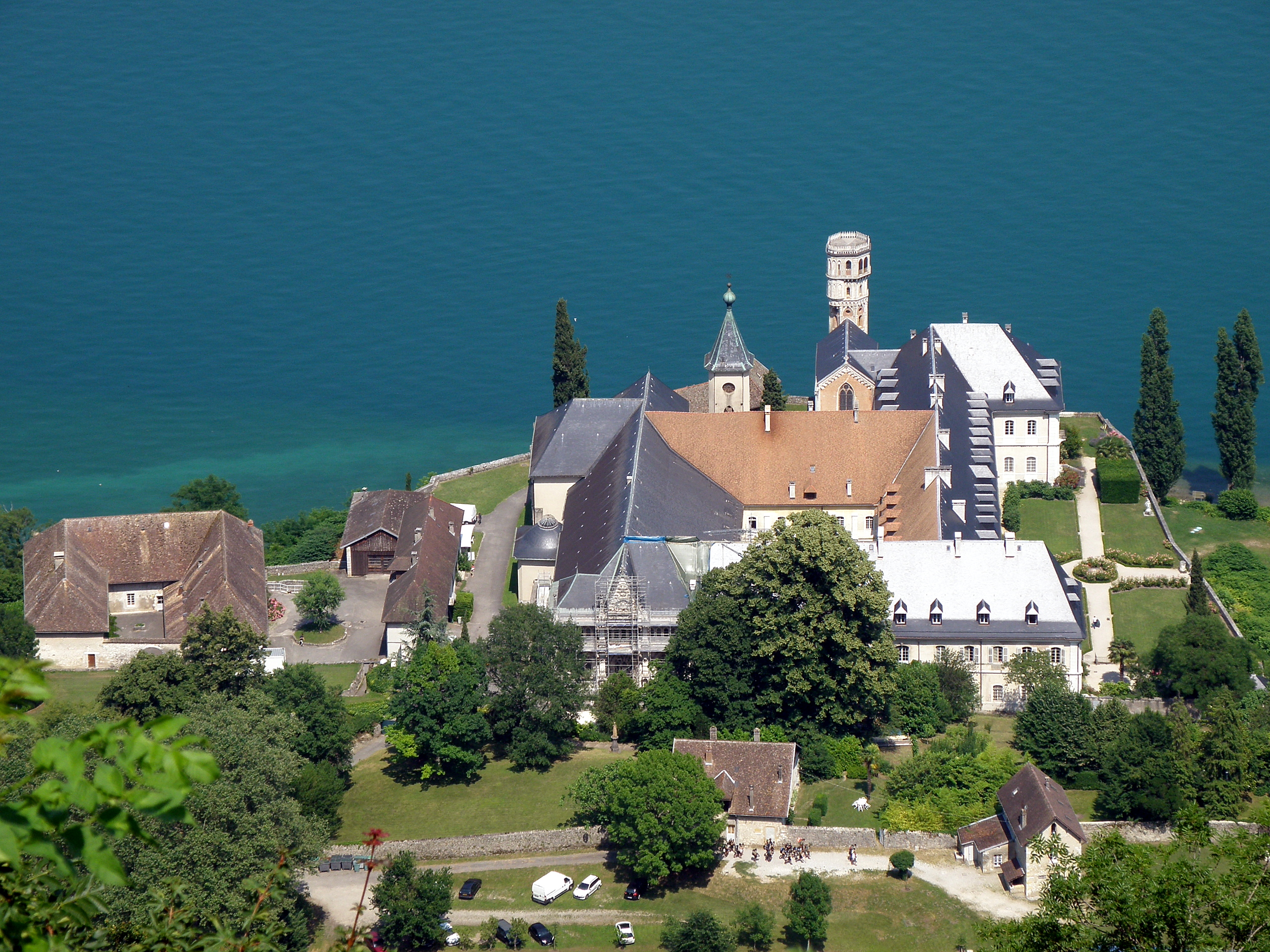
L'abbaye d'Hautecombe au bord du lac du Bourget, vue depuis le belvédère du mont de la Charvaz.

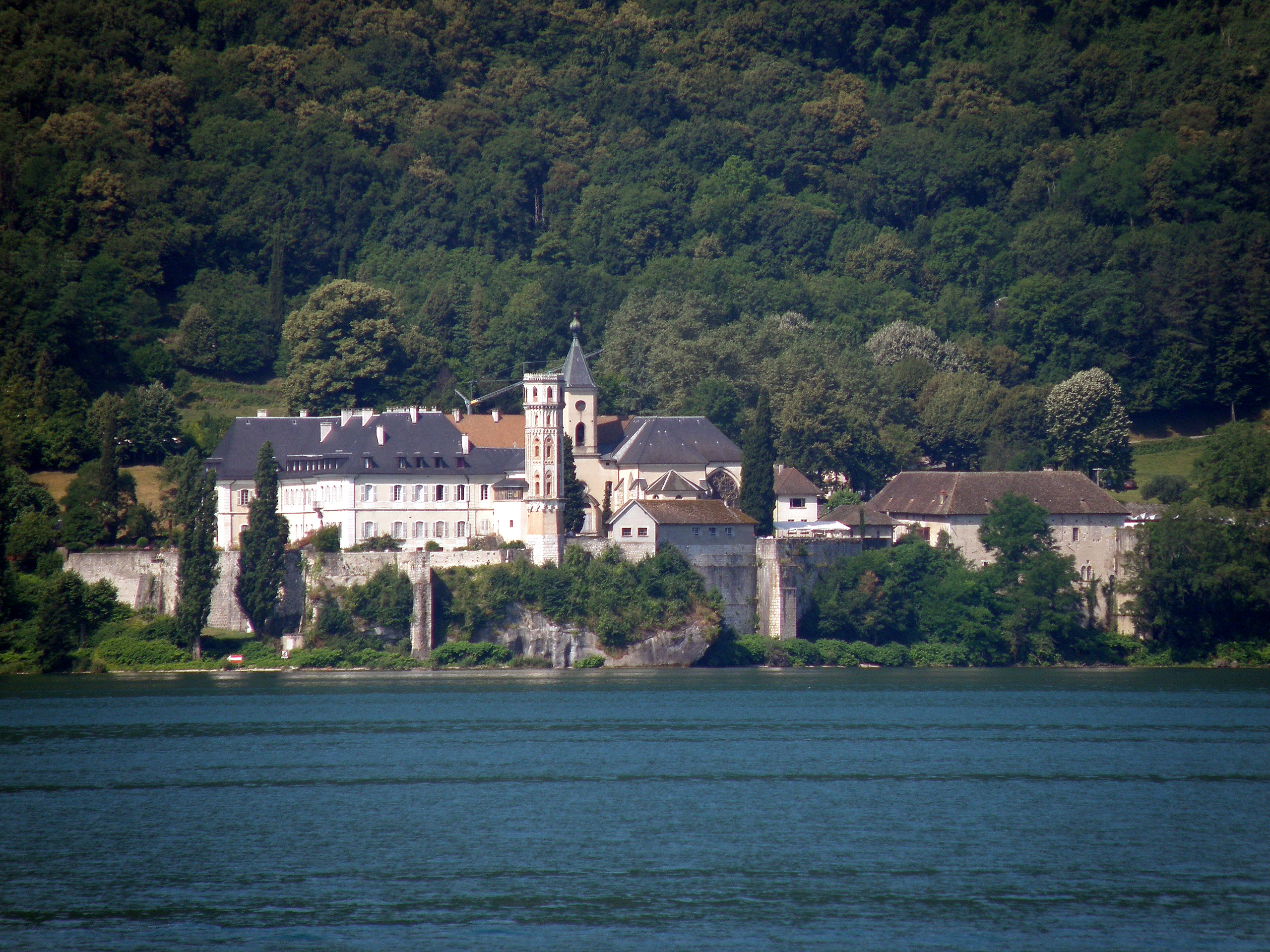
L'abbaye d'Hautecombe vue depuis le lac du Bourget.

## Situation géographique
L'abbaye royale d'Hautecombe, sise sur un éperon de la côte sauvage de la rive occidentale du lac du Bourget, au pied du mont de la Charvaz, est située sur le territoire de la commune de Saint-Pierre-de-Curtille, à cinq kilomètres du centre du bourg et à moins d'un kilomètre de la commune d'Ontex. Elle se trouve à environ dix kilomètres au nord-ouest d'Aix-les-Bains, quinze au nord du Bourget-du-Lac, vingt-cinq au nord de Chambéry, et quarante-cinq au sud-ouest d'Annecy. L'abbaye d'Hautecombe est la seule abbaye cistercienne érigée à proximité immédiate d'un lac naturel.

## Histoire

### Préhistoire
Le site d'Hautecombe, dès avant notre ère, avait paru favorable à l'établissement d'une cité lacustre, édifiée à une époque imprécise, à quelques centaines de mètres au sud de l'abbaye. Cette cité était assez réduite, plus en tout cas que celles édifiées sur les autres rives plus favorables du lac du Bourget. Les modestes restes en ont été découverts à la fin du XIXe siècle, et mentionnés par Laurent Rabut (de la Société savoisienne d'histoire et d'archéologie) dans son premier mémoire Les Habitations lacustres de la Savoie. Ils ont été datés d'entre 3842 et 3835 avant Jésus-Christ.
À ce titre, et avec d'autres sites palafittiques préhistoriques autour des Alpes, le site d'Hautecombe est classé depuis le 27 juin 2011 au Patrimoine mondial de l'humanité sous le numéro F-73-06. Le classement général de l'UNESCO identifie le site d'Hautecombe sous le numéro 1363-067, représentant un site de 2,03 hectares (160 × 60 mètres), complété par une zone tampon de 5,7 hectares, situé dans la baie sud d'Hautecombe (au sud du vieux port). Le classement au patrimoine mondial a par ailleurs amené un classement à l'inventaire des monuments historiques le 24 octobre 2011. À la différence de l'abbaye, qui est propriété de la fondation d'Hautecombe, ce site est propriété de l'État.

### Antiquité
Au Ier siècle de notre ère, un temple gallo-romain dédié à Auguste se dressait à l'emplacement actuel de l'abbaye. Une inscription en témoignait encore au XIXe siècle, notée sur une auge de pierre :
 AUGVST SACRVM

S C FIL VOLTIN SABINUS

(« À Auguste, Sennius Sabinus, de la tribu Voltinia, fils de Caïus, a élevé ce temple »).
Ce nommé Caïus Sennius, surnommé Sabinus, notable de la province sénatoriale de Vienne, est connu pour ses goûts fastueux et sa générosité ; il exerçait la fonction de préfet des ouvriers ; à Genève (Genua), il avait érigé un temple en l'honneur de Mars Auguste, et d'autres dans le pays de l'Albanais,.

### Fondation de l'abbaye

#### Prieuré originel
Au tout début du XIIe siècle (en 1101) est fondé le prieuré d'Hautecombe, situé à Cessens dans le massif de la Chambotte, au lieu-dit plateau de Paquinôt, au pied du Fornet, dans la vallée Sessine. Des moines de l'abbaye d'Aulps, « désirant embrasser la vie érémitique, arrivèrent à un lieu, alors plein d'horreur et de solitude, appelé Hautecombe. Là, ils bâtirent un oratoire et menèrent une vie sainte et solitaire [selon la règle de Saint-Basile]… »
Ce lieu, appelé combe de Vandebert en 1126, combe de Valper au XVIe siècle, est aujourd'hui situé entre les hameaux des Granges et du Topy,.
45,811677, 5,889625
Ce terrain est donné aux moines par Gauthier d'Aix à l'abbé Varrin, vers 1121, mais après qu'ils sont déjà installés : « Au nom du Seigneur, moi, Gauterin, je donne à la bienheureuse Marie des Alpes et au seigneur Varrin, abbé de cette église, pour le repos de mon âme, de celle de tous mes ancêtres et de mon fils Gauterin, une terre autrefois appelée vulgairement le Fornet et aujourd'hui la Combe, située dans le pays d'Albanais, sur la montagne où se trouve le château de Cessens. Rodolphe, du château de Faucigny, sa femme, son père, ses frères et ses fils ont approuvé cette donation », donation qui fut par ailleurs confirmée par Amédée III. De ce prieuré ne restaient à la fin du XVIe siècle qu'« une partie de l'édifice encore debout, plusieurs autres vestiges des bâtiments, tels qu'un puits, un vase vinaire », et, dès le milieu du XIXe siècle, « aucun pan de mur » encore debout,.

#### Changement d'affiliation religieuse
Le 21 mars 1098, Robert de Molesme et vingt-et-un autres moines clunisiens quittent Molesme pour aller fonder l'abbaye de Cîteaux qui aboutit à la création de l'ordre cistercien, promu notamment par Bernard de Clairvaux au début du XIIe siècle. Cette observation plus exigeante de la règle de saint Benoît remporte un franc succès et attire de nombreuses vocations.
Bernard de Clairvaux, pour aller à Rome, appelé par Innocent II, est obligé de traverser les Alpes, notamment la Chambotte, et vient donc à rencontrer les moines de Cessens. Il se méfie de la vie d'ermite, plus susceptible de dérives que la vie en communauté, et conseille en conséquence aux moines de Cessens une évolution de leur vocation. Sous son influence, saint Guérin et les moines d'Hautecombe décident de se rattacher à l'ordre cistercien, ce qui est fait le 14 juin 1135. L'abbaye d'Hautecombe rejoint alors la très prolifique filiation de Clairvaux.
L'emplacement, quoique relativement désert, est considéré par les moines comme trop passant, leur mode de vie étant très retiré. Ils cherchent donc un lieu plus isolé. Suivant les conseils de saint Bernard, qui revenait d'une tournée en Allemagne et en Italie, et après avoir eu la vision d'une lumière s'élevant de Cessens pour éclairer les roches de Charaïa, ils choisissent ce dernier emplacement pour leur nouvelle abbaye, qu'ils appellent également Hautecombe,.
Le nom Hautecombe est donc inadapté à sa situation géographique et ne reflète que le souvenir de son ancienne implantation.

#### Site actuel

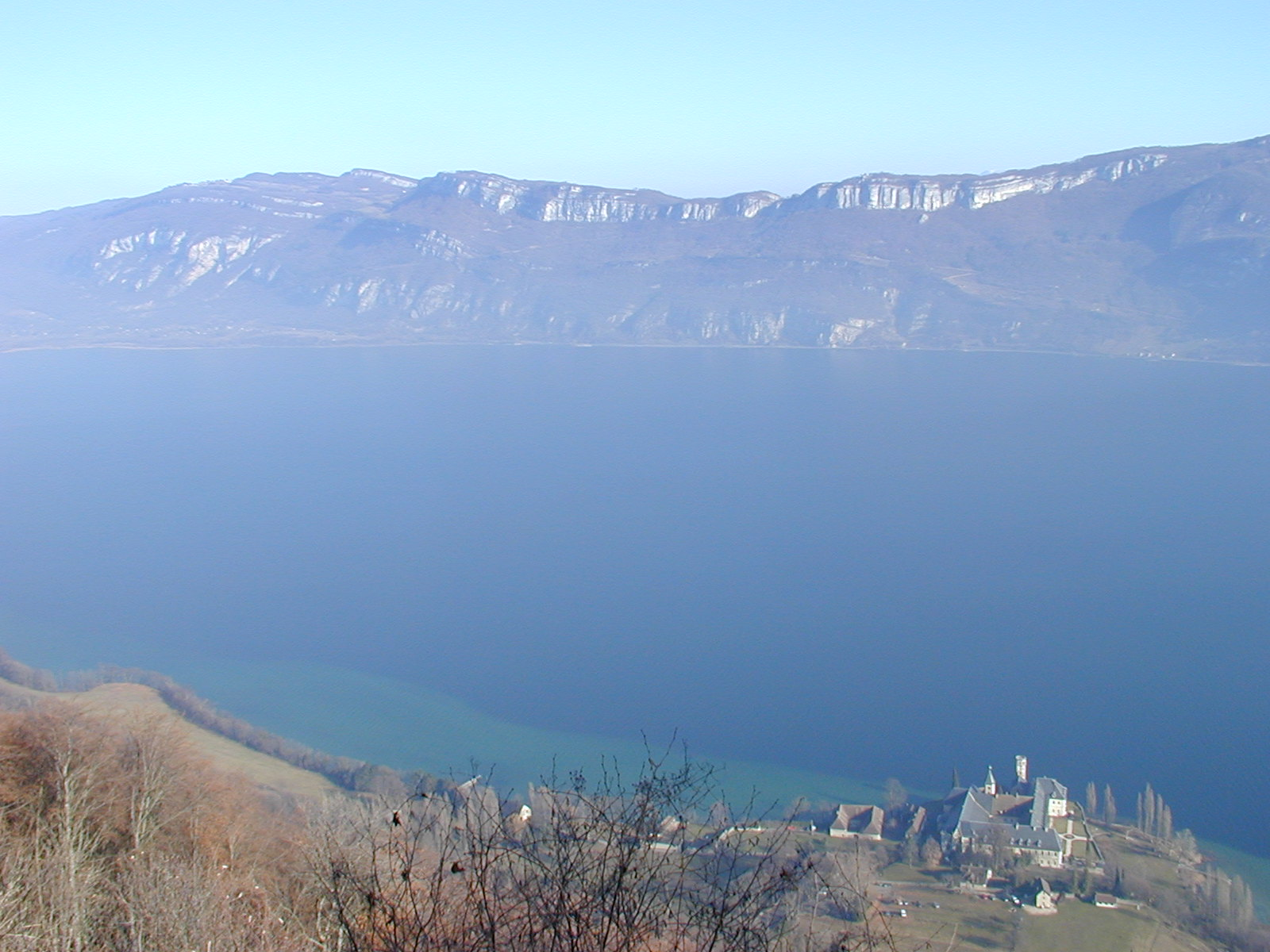
Les deux sites d'Hautecombe : l'ancien (derrière la crête du massif de la Chambotte, au fond) et le nouveau (sur les rives du lac du Bourget, en bas au premier plan).

Claudius Blanchard, se fondant sur la donation faite par Amédée III à l'abbé d'alors, Amédée de Lausanne (futur évêque de Lausanne), et qui passe pour premier abbé d'Hautecombe, estime que le transfert de l'ancien site de Cessens à l'actuel de Charaïa s'est effectué en 1125. On retrouve en effet cette date dans les documents historiques, et elle est généralement admise jusqu'au XIXe siècle. Mais les études historiques depuis Claudius Blanchard s'accordent pour dire que le document a probablement été antédaté (sans doute par Samuel Guichenon). L'acte est plus vraisemblablement de 1139, puisque la donation est faite au nouveau prieur Amédée, successeur de Vivien. Ce dernier était encore novice à Cîteaux en 1125.

La donation est faite en ces termes : 

« Moi, Amédée, comte de Savoie, avec le suffrage de mon épouse, je donne à Dieu et à la bienheureuse Marie, à Amédée, abbé d'Hautecombe, et à ses frères du même lieu, tant présents que futurs, sans aucune restriction frauduleuse, la terre allodiale que j'ai ou que j'ai le droit d'avoir, sur la rive du lac de Châtillon, comprenant prés, champs, arbres fructifères et infructifères, etc., appelée autrefois Charaïa et Exendilles [aujourd'hui « Château Saint-Gilles », environ deux kilomètres au nord de l'abbaye] et actuellement Hautecombe,. »

 En réalité, les sites n'étaient pas déserts : Charaïa et Exendilles étaient deux petits villages, particulièrement pauvres. La chapelle de Charaïa s'élevait à l'emplacement de la chapelle Saint-André actuelle et daterait du XIe siècle ; cette chapelle aurait repris des éléments (sarcophages) datant du VIIe ou du VIIIe siècle. Les moines construisent l'abbaye à Charaïa et une grange à Exendilles.
L'abbaye étant à peu près dénuée de ressources, les princes de Savoie tentent de lui en octroyer, notamment Humbert III, qui « donne à Dieu et à sainte Marie d'Hautecombe, pour le salut de son âme et de celle de ses ancêtres, vingt livres de poivre à prendre chaque année sur le péage de Suse le jour de la Fête de saint André », et Sibaud II de Clermont, son oncle. Une des raisons probables de la donation de Charaïa aux moines est le désir qu'ils contrôlent pour le compte de la maison de Savoie la grande voie de communication que constituent le lac du Bourget et son prolongement du canal de Savières. Le nouveau site d'implantation était tellement difficile d'accès que la première église n'était accessible que par l'eau.
Une des caractéristiques notables d'Humbert III est sa piété et son attirance vers le mode de vie monastique. Après le décès de sa troisième épouse, Clémence de Zähringen, il veut faire vœu monastique, mais comme il n'a pas de descendance, ses sujets lui demandent de se remarier. Après de longues tergiversations, il épouse donc Béatrice de Vienne, dont il a un fils, Thomas, qui est son héritier sur le trône de Savoie. Il aurait pris l'habit monastique peu avant sa mort, survenue à Hautecombe ou à Chambéry le 4 mai 1189.

### Moyen Âge

#### Organisation

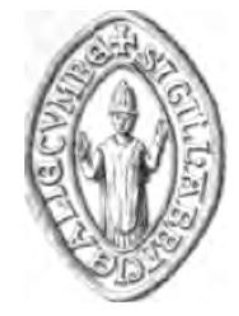
Sceau de l'abbaye d'Hautecombe (document datant de 1220).

La prospérité de la nouvelle abbaye est précoce (il semble que l'église abbatiale était en voie d'achèvement en 1153 et l'essentiel des bâtiments déjà construit en 1159), à tel point que saint Bernard, surpris de cet accroissement, aurait prononcé ces paroles fatidiques : « Altacumba, nimis alta cades » (« Hautecombe, tu es trop prospère, le jour de ta chute arrivera »). Cependant, il semble évident à Romain Clair que ces paroles ont été attribuées à Bernard a posteriori. Quoi qu'il en soit, les travaux de l'église abbatiale commencent très probablement dès 1139 ou 1140, et sont certainement achevés à la mort de saint Bernard (1153), ce qui correspond à une moyenne très raisonnable parmi les églises cisterciennes d'époque.
La croissance de la nouvelle fondation est en tout cas telle que, dès 1135, l'abbaye de Fossanova, jusqu'alors bénédictine, s'affilie à celle d'Hautecombe, qui y envoie de nombreux moines pour constituer ce qui est alors, sinon la première fondation cistercienne en Italie, du moins la première de la filiation de Clairvaux. Soixante ans plus tard, et à l'occasion des croisades qui offrent de nouvelles possibilités d'évangélisation en Orient, l'abbaye d'Hautecombe envoie des moines en Achaïe ; ceux-ci fondent l'abbaye de Zaraka et peut-être celle d'Isova, ; plus à l'est encore, à l'occasion de la quatrième croisade, les religieux d'Hautecombe fondent l'abbaye Saint-Ange de Pétra en 1214. Dans les deux cas, cette aventure « orientale » dure peu de temps : les Byzantins chassent les croisés de Constantinople en 1261, détruisent l'abbaye d'Isova en 1263 et l'abbaye de Zaraka est fermée vers 1275.
La liste complète des moines n'est systématiquement dressée qu'à partir du début du XVIe siècle. Avant, le nombre et l'identité des moines demeurant à Hautecombe n'est connue que par fragments. On sait qu'en 1190 l'abbaye compte dix-sept moines (dont quatre convers) ; en 1201, vingt-deux (dont deux convers) ; en 1356, trente-huit ; trente-neuf en 1395, nombre qui redescend à vingt en 1422. Cette dernière baisse est probablement à mettre en rapport avec la forte mortalité européenne du début du XVe siècle, due entre autres à la peste noire. Le nombre de moines toujours inférieur à quarante s'explique peut-être par l'obligation, édictée par Benoît XII (dans ses bulles Fulgens sicut stella et surtout Summi magistri dignatis, pour tout monastère cistercien comptant plus de quarante religieux, d'envoyer un moine faire des études de théologie à Paris. Dom Joseph-Marie Canivez a cependant recensé la trace de plusieurs passages de moines étudiants au collège des Bernardins, au moins un au studium de Toulouse et un à l'abbaye de Berdoues.
La plupart des moines sont originaires de la région (Chautagne, Albanais, Combe de Savoie, Bugey) ; cependant, on en trouve venant de régions un peu plus éloignées (Lyonnais, Bourgogne, Dauphiné ; d'Italie, et même au moins un moine du Yorkshire). Il n'est d'ailleurs pas rare, surtout au cours de la période de prospérité de l'abbaye, que certains moines soient mis au service des paroisses environnantes (notamment Saint-Pierre-de-Curtille et Saint-Innocent).

#### Revenus, possessions et influence
À ses débuts, les possessions de l'abbaye ne se constituent que de Charaïa, c'est-à-dire de trente hectares environ donnés par Amédée III. Mais ces maigres possessions, principale ressource des moines, s'accroissent très rapidement, principalement par des dons. On relève, en 1125, parmi ses bienfaiteurs, Bernard de Chevelu. Les terres possédées par l'abbaye se trouvent principalement en Chautagne, sur les rives du lac du Bourget, dans le massif des Bauges, dans l'Albanais, le Bugey : mais également des terres situées « dans le plus grand éloignement » : dans la région de Lyon, le Genevois, le Dauphiné, les Baronnies et jusqu'à Pierrelatte.
Une autre source de revenus se constitue à Hautecombe dès le règne d'Humbert III, qui aime beaucoup venir y prier. En effet, sa femme Clémence de Zähringen étant morte prématurément, il en conçoit un grand chagrin et souhaite fréquemment se recueillir sur sa tombe ; aussi il demande, et obtient, que se femme soit enterrée dans le cloître d'Hautecombe. Puis, logiquement, à sa mort, il veut être enterré à ses côtés, et la tradition se perpétue. Ainsi l'abbaye devient-elle la nécropole de la maison de Savoie (voir ce paragraphe, ci-dessous). Le monastère reçoit en conséquence une rente annuelle pour prier pour l'âme des défunts.
Durant le début du XIIIe siècle, l'abbaye reçoit de nombreuses donations, surtout dans le pays de l'Albanais et le haut pays d'Aix. Le fils d'Humbert III, Thomas Ier, lui accorde de nombreux privilèges concernant le commerce, la possession foncière, la chasse, et lui fait de multiples donations directes ; notamment le 11 novembre 1203, où il octroie à l'abbé une charte et, en 1209, où, toujours dans une charte, le comte accorde à l'abbaye des privilèges. Sous Robert, abbé d'Hautecombe au début du XIIIe siècle, l'abbaye reçoit de nombreux dons, surtout en terrains de la région. L'évêque Anselme de Patras en Grèce donne de l'argent qui sert à l'aménagement intérieur de l'église, et deux reliques : la tête de sainte Irène de Thessalonique, qui devient la patronne de l'abbaye et des bateliers du lac, ainsi qu'un doigt de saint André,,.

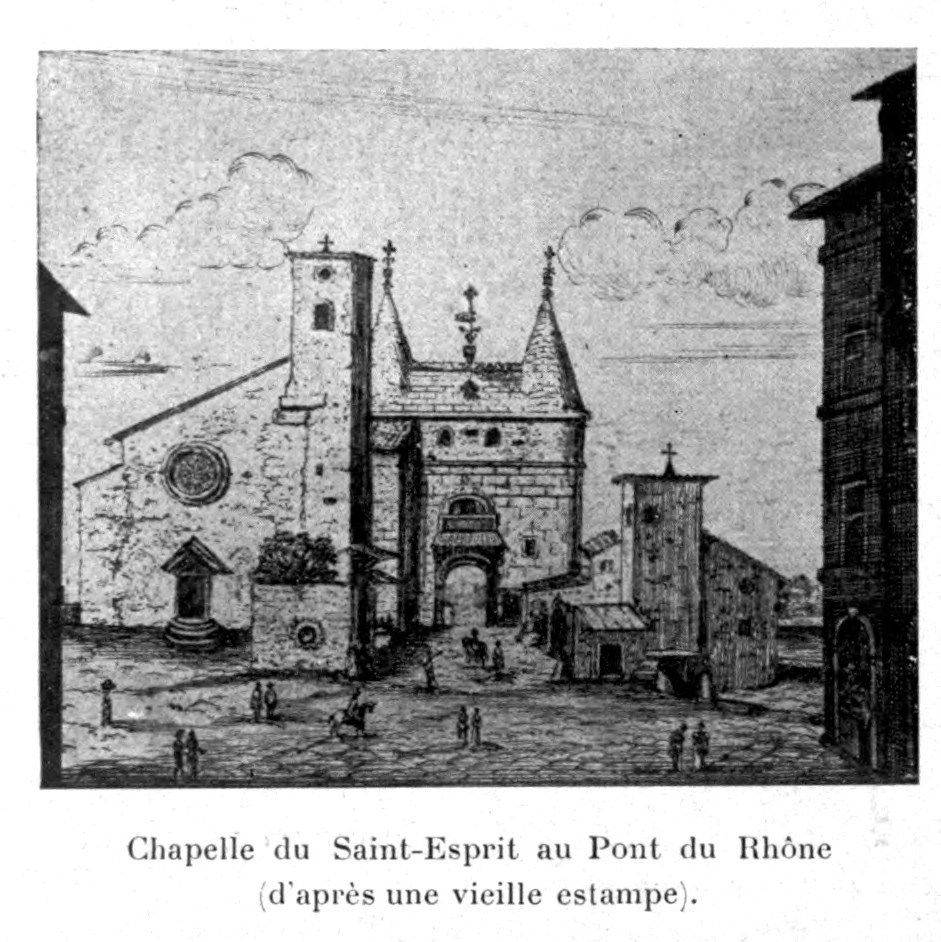
La chapelle des religieux du Saint-Esprit à l'entrée du pont sur le Rhône, géré par l'abbaye d'Hautecombe. Gravure d'après une ancienne estampe issue d'Histoire des églises et des chapelles de Lyon, Introduction, page.

À la fin du règne d'Amédée V, l'abbaye d'Hautecombe est une véritable puissance féodale, détentrice de nombreux droits suzerains, sauf ceux spécifiquement comtaux, notamment en matière d'urbanisme et de justice. Ses possessions s'agrandissent fortement, notamment dans les Bauges (sur les pentes du mont Margériaz, à Jarsy, Arith, Bellecombe-en-Bauges, etc). Les archives de Turin gardent la trace de nombreux litiges territoriaux entre l'abbaye et les juges des châtellenies et bailliages de Lavours et Lignin.
Au début du XIVe siècle, c'est Conrad qui est abbé d'Hautecombe, avant de prendre en charge l'hôtel-Dieu de Lyon puis de devenir, en 1313, abbé de Clairvaux. Outre l'hôtel-Dieu, l'abbaye reçoit la charge de l'aumône générale de Lyon, établissement destiné aux pèlerins, et celle de l'entretien du pont voisin jeté sur le Rhône, devenu aujourd'hui le pont de la Guillotière. Cet établissement hospitalier avait été fondé par Jean de Faverges qui le confie aux cisterciens d'Hautecombe, sous la juridiction desquels il reste environ trois siècles. À l'apogée de sa prospérité, les dons et legs faits à l'abbaye lui permettent d'étendre les terres qu'elles contrôle du Genevois à Pierrelatte.
D'autre part, les abbés sont parfois choisis par les souverains de Savoie comme exécuteurs testamentaires. L'abbé Robert reçoit une mission spéciale du pape Grégoire IX concernant les indulgences relatives aux aumônes destinées à la construction de la grande église de Genève, les travaux de construction de celle-ci étaient interrompus du fait de la révocation des indulgences initialement promises. Par la suite, l'abbé Robert se voit confier par le pape d'autres missions diplomatiques, au premier rang desquelles son action de 1233 (conjointe avec celle de l'archevêque de Sens Gaultier le Cornu) auprès du roi Louis IX pour lui conseiller de ne pas entrer en guerre contre l'Angleterre d'Henri III, mission couronnée de succès.
Liste des abbés réguliers d'Hautecombe,.
- 1135-1139 : Vivien ;
- 1139-1144 : Amédée de Clermont d’Hauterives ;
- 1144-1159 : Rodolphe (en tout cas, il est attesté abbé en 1156) ;
- 1160-1176 : (le futur cardinal) Henri de Marcy ;
- 1176 : Gonard[64] ?
- 1176-1188 : Geoffroy (Gaufridus, Goderridus, Gaufred) d’Auxerre (attesté abbé en 1180 et 1188) ;
- 1188-1198 : Étienne ? Ou Burnon de Voiron ? (ce dernier attesté abbé en 1188 et 1190) ;
- 1198-1204(?) : Pierre (attesté abbé en 1201 et 1204) ;
- 1204 (?) -1209 : Hélie (attesté abbé en 1204) ;
- 1209-1215 : Guy[51] (attesté abbé à ces deux dates) ;
- 1215-1230 : Robert[note 2](attesté abbé en 1224) ;
- 1230 : Humbert ;
- 1230-1240 : Robert (attesté abbé en 1230 et 1236) ;
- 1240-1251 : Bouchard ou Burchard ;
- 1251-1264 : Robert (attesté abbé en 1253) ;
- 1263-1287 : Humbert (attesté abbé en 1264 et 1272) ;
- 1287-1299 : Jean (attesté abbé à ces deux dates) ;
- 1299-1313 : Conrad de Metz (attesté abbé en 1308 et 1313) ;
- 1314-1317 ? : Étienne de Verdet ;
- 1317 ?-1320 : Étienne de Saint-Germain ;
- 1320-1346 : Jacques François (attesté abbé en 1327 et 1346) ;
- 1346-1351 (?) : Étienne Bonczan ou Bouczan ;
- 1351-1353 : Humbert de Seyssel ;
- 1353-1361 : Jean de Montclar ;
- 1361-1367 : Jacques ;
- 1367-1375 ? : Hugues ;
- 1376-1424 : Jean de Rochefort (attesté abbé en 1376 et 1422) ;
- 1424-1437 : Jacques de Moyria (dernier abbé régulier).

#### Hautecombe et les papes

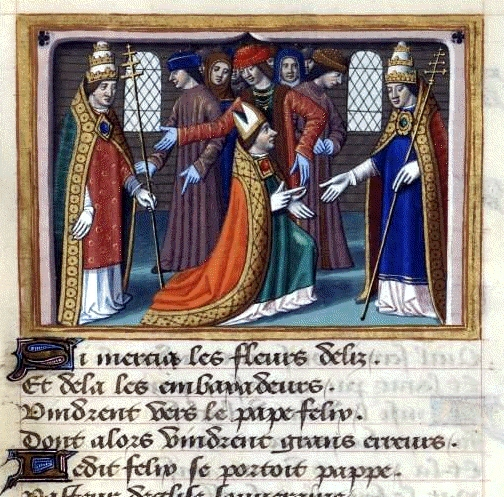
L'antipape Félix V se soumettant au pape Nicolas V. Miniature issue du manuscrit de Martial d'Auvergne, Les Vigiles de Charles VII, vers 1484, BNF, f.134r.

Durant la première moitié du XIIIe siècle, un moine d'Hautecombe devient pape : Goffredo Castiglioni est d'abord moine à l'abbaye d'Hautecombe ; par la suite, Grégoire IX le crée cardinal-prêtre au titre cardinalice de San Marco en 1227 puis cardinal-évêque en 1239 du diocèse suburbicaire de Sabina. Il est élu pape en 1241 sous le nom de Célestin IV, mais il meurt dix-sept jours plus tard.
En 1244, le pape Innocent IV fait halte à Hautecombe dans la route qui le mène de Rome, via Gênes, le Mont-Cenis et Chambéry, au premier concile de Lyon. Il est par ailleurs avéré que des évêques séjournent régulièrement dans l'abbaye, puisque c'est à Hautecombe que meurt Aymon de Menthonay, évêque de Genève.
Nicolas III, pape de 1277 à 1280, né Giovanni Gaetano degli Orsini, aurait été élevé à Hautecombe, sans toutefois avoir pris l'habit cistercien. Cependant, Leopold Janauschek conteste le séjour des deux futurs papes Célestin IV et Nicolas III à Hautecombe.
En 1322, Benoît XII entreprend une vaste réforme des ordres religieux, et en premier lieu de celui de Cîteaux, en pleine crise. Les bulles pontificales Fulgens sicut stella (du 12 juillet 1335, qui fait obligation aux moines de pratiquer pauvreté, mortification et travail manuel) et plus particulièrement Summi magistri dignatis (du 20 juin 1336, adressée directement aux Cisterciens) sont l'expression de cette volonté, imposant notamment aux frères une formation théologique solide, formation qu'au moins un frère d'Hautecombe va suivre en 1422 au collège des Bernardins à Paris.
Le 13 février 1353, Jean de Montclair devient abbé. Le choix de l'abbé, à partir de cette date, n'est plus du ressort de l'abbaye de Cîteaux, l'abbaye-mère d'Hautecombe, mais directement du Saint-Siège (à l'époque situé à Avignon), par décision du pape Innocent VI. Jean de Montclair reste abbé jusqu'au 1er novembre 1361, date à laquelle Jacques II est nommé abbé, titre qu'il conserve jusqu'à sa mort en 1367. Hugues, moine d'Hautecombe, est son successeur.
Le premier duc de Savoie Amédée VIII (dit « le Pacifique ») est élu pape par quelques cardinaux lors du concile de Bâle en 1440, et intronisé dans la cathédrale de Lausanne sous le nom de Félix V. Mais seuls les cardinaux schismatiques, refusant un concile où participeraient les Orthodoxes, participent à cette session et à cette élection. Pendant ce temps, le concile œcuménique se poursuit à Ferrare. Félix V est donc considéré comme un antipape. Il fait soumission au pape Nicolas V en 1449 et meurt en 1451. Amédée VIII, premier duc de Savoie, marque donc la fin de la période comtale ; c'est également la fin de la période de plus grande prospérité d'Hautecombe.

### Le lent déclin d'Hautecombe
Au début du XVe siècle, le régime de la commende s'étend dans les abbayes cisterciennes, et notamment à Hautecombe. Ce régime, disparu au XIXe siècle, permettait à un ecclésiastique séculier (à l'origine un évêque seulement) ou même à un laïc de prendre le contrôle financier et juridique d'une abbaye, même s'il n'a aucune influence sur la discipline régulière (monastique). Ce régime, existant depuis le haut Moyen Âge, est combattu par de nombreux papes, notamment Benoît XII, mais réapparaît plusieurs fois, notamment à la suite d'évènements comme l'invasion de la Corse par les Sarrasins ou la papauté d'Avignon. À Hautecombe, le premier abbé commendataire est Pierre II Bolomier, nommé en 1438, par Félix V. Gabriel Pérouse considère que ce régime ne s'installe qu'à partir de Claude d'Estavayer au début du XVIe siècle.
La réputation du monastère se détériore assez rapidement, à tel point que l'ordre cistercien essaie en 1473 de supprimer la commende; toutefois, le chapitre général réuni à Cîteaux n'obtient pas le soutien escompté du pape Sixte IV qui s'avoue impuissant à combattre ces excès. C'est en particulier cette crise qui amène à la création de la branche des Trappistes. Par décret de l'antipape Félix V, l'abbaye d'Hautecombe annexe le 6 mars 1443 le prieuré bénédictin de Saint-Innocent, qui connaît alors la même décadence.
Par la suite, Perceval de La Baume, évêque de Belley (1444), est également abbé commendataire, puis Jean des Chênes (1453) et Sébastien d'Orlier (1482). Ce dernier, grâce à une famille puissante, peut requérir des privilèges supplémentaires pour l'abbaye, en particulier le droit d'élever des gibets et la juridiction sur les étrangers, droit qui avait toujours été refusé aux abbayes (en tant que privilège exclusif du souverain). L'abbaye se constitue ainsi en puissance féodale et non plus seulement spirituelle.
Le duché de Savoie est alors en proie à une grande instabilité politique ; du fait de nombreux décès, le trône change de main sept fois en vingt ans, ce qui entraîne également une grande instabilité monastique à Hautecombe. En 1504, le pape Jules II bataille pour imposer Claude Ier d’Estavayer, abbé commendataire, contre us et coutumes d'alors, comme abbé régulier d'Hautecombe, publiant jusqu'à sept bulles le 24 janvier 1504 pour passer outre aux convenances du chapitre de Cîteaux. Cet abbé est notamment connu pour avoir fait construire le vestibule de l'église abbatiale, appelé aujourd'hui chapelle de Belley ou chapelle du Roi, et dédiée à saint Bernard. Cet ouvrage s'ouvrait au nord, et fut très décrié au XIXe siècle ; à la restauration de l'abbaye, il fut maintenu mais son ouverture rétablie à l'ouest. Une chronique date du 31 mars 1521, jour de Pâques, le passage de dom Edme, abbé de Clairvaux, et de sept de ses compagnons, de retour d'Italie ; l'état spirituel du monastère y est décrit comme assez mauvais : « les religieux dudit monastère mangent de chair, de quoi mondit seigneur fut fort marry. Il y avait audit monastère XXXIII religieux, tous peu savants et assez ingrats à ce que j'en su connaître ».
À la disparition de Claude, Paul III fait nommer abbé son neveu, le cardinal Alexandre Farnèse, dont on n'a aucune preuve qu'il soit jamais venu à Hautecombe. Le déclin s'accentue donc.
Les abbés commendataires d'Hautecombe jusqu'à Alexandre Farnèse et la vacance de trois ans du siège abbatial,.
- 1438-1444 : Pierre Bolomier (premier abbé commendataire) ;
- 1444-1453 ? : Perceval de La Baume (ou de la Balme) ;
- 1453-1482 : Jean des Chênes (attesté abbé en 1453 et 1469) ;
- 1482-1498 : Sébastien d’Orlier (ou d'Orlyé)[80] ;
- 1498-1504 : François de Colombier ;
- 1504-1534 : Claude d'Estavayer ;
- 1535-1538 : Alexandre Farnèse, non présent : vacance du siège abbatial[note 3].

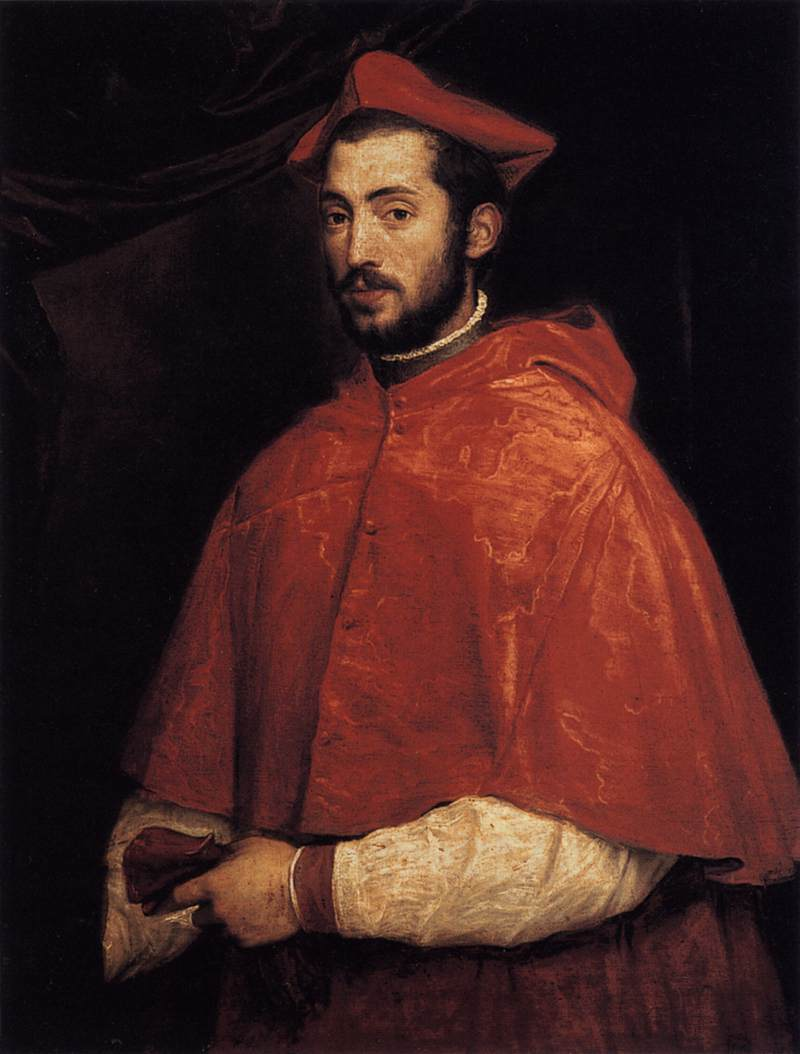
Le cardinal Alexandre Farnèse, abbé d'Hautecombe sans y être jamais allé.

Le cardinal de Saint-Georges, en accord avec le supérieur de l'ordre cistercien, s'efforce de mettre un frein aux pratiques « exécrables » des moines d'Hautecombe. En témoigne une lettre datée du 3 juin 1549, du « frère Jean, abbé de Cîteaux », tentant de s'opposer à un siècle de régime de commende, et qui reçoit le soutien du roi de France Henri II. Cette lettre réaffirme l'interdiction de propriété personnelle des moines, convers comme rendus. Il s'ensuit un abandon de nombreux privilèges matériels de l'abbaye, privilèges qui ne disparaissent pas pour autant puisqu'ils passent à l'abbé commendataire ; le sentiment d'une mainmise religieuse sur les terres et biens environnants perdure donc, alors que le monastère s'appauvrit.

#### Un bref et partiel renouveau avec Alphonse d'Elbène
« Je chante les travaux, les faicts et la valeur

Du généreux Amé, qui des monts de Savoye

En Orient alla secourir l'empereur,

Lorsque le Turc félon, issu du sang de Troie,

Vint ravager l'Europe et s'en faire seigneur,

Bouleversant la Grèce et la mettant en proye. »
L'abbé Alphonse d'Elbène s'inscrit en faux contre cette décadence constante de l'abbaye. Entré comme moine à l'abbaye vers 1560, à 22 ans, il se fait rapidement remarquer pour ses dons littéraires (publication d'un recueil de poésie avec Adrien Turnèbe, rédaction d'une épopée – inachevée – sur Amédée VI). Il est nommé abbé notamment grâce à l'appui de sa compatriote (florentine) Catherine de Médicis.
Ami de Pierre de Ronsard et de Juste Lipse, il est incorporé à l'Académie florimontane d'Annecy par Antoine Favre et François de Sales ; c'est le premier historiographe de l'abbaye d'Hautecombe (et un important historiographe de la maison de Savoie). Il reste abbé d'Hautecombe jusqu'en 1603.
La période à laquelle il est abbé d'Hautecombe correspond à celle du règne du duc Emmanuel-Philibert, qui déplace la capitale de ses États de Chambéry à Turin puis crée le Sénat de Savoie. Alphonse d'Elbène milite avec succès pour que l'abbé d'Hautecombe en soit non seulement membre de droit, mais ait le titre de premier sénateur. Malgré tout, d'Elbène est plus soucieux de l'importance politique et de la richesse matérielle de l'abbaye que de sa piété ; il s'empresse d'accepter le siège épiscopal d'Albi en 1589.
Les bons rapports qu'ont Alphonse d'Elbène avec le duc de Savoie suivant, Charles-Emmanuel Ier, ne survivent pas aux guerres de religion. En effet, Charles-Emmanuel aurait été membre d'un vaste complot visant Henri IV, qui aurait eu pour but de le détrôner le roi, de diviser la France en plusieurs États placés sous la suzeraineté de l'Espagne, et de céder au duc de Savoie la Provence, le Lyonnais et le Dauphiné. Alphonse d'Elbène aurait eu connaissance de ce complot, dont il avertit la France en 1594, à la suite de quoi Charles-Emmanuel aurait privé l'abbaye de ses revenus. Cette disgrâce dure au moins jusqu'en 1601, malgré une première et vaine ambassade d'Henri IV auprès du pape. L'affaire aboutit en 1603 à l'échange des abbayes d'Hautecombe et de Maizières, Alphonse d'Elbène étant (de droit, puisqu'en réalité il siégeait dans son évêché d'Albi) muté dans cette dernière abbaye, jusqu'à sa mort en 1608.

#### L'inéluctable déclin avec les abbés de Saluces
En 1588, durant les guerres de religion, la Savoie conquiert le marquisat de Saluces (Saluzzo). Le traité de Lyon de 1601 annexe à la France victorieuse la Bresse et le Bugey, mais affermit l'emprise savoyarde sur les terres de Saluces. Sylvestre de Saluces est nommé abbé commendataire par bulle du 1er février 1605. Un inventaire fait à ce moment rapporte notamment que « les murailles et les toitures du vieux couvent où les religieux faisaient autrefois leur demeure sont entièrement ruinées et abattues. Quant aux autres logis, ils sont partout dégradés ou lézardés : les uns doivent être reconstruits entièrement, les autres fortement consolidés ».
La plupart des ordres monastiques sont alors en pleine décadence, ce qui est un des objets de la requête de François de Sales, coadjuteur de l'évêque de Genève, en 1599 à Rome. François s'y plaint de la dissolution des moines et moniales qui ont, à l'exception des chartreux et des ordres mendiants, largement abandonné leur règle monastique, soit en quittant leur cloître, soit en y vivant mais dans la négligence des règles qui ont prévalu à la constitution de leur ordre. Il déplore surtout que cette négligence cause un grand scandale chez les habitants alentour et donne des arguments aux détracteurs des monastères et de la foi.
Pour François de Sales (qui s'y rend le 3 juillet 1606), la rédemption des moines d'Hautecombe est inenvisageable en l'état. De fait, en 1640, au début de la seconde vacance (qui dura onze ans), il ne reste que onze moines à l'abbaye. Le prieur Brunel, dans une lettre de 1649 à la duchesse Christine, implore une aide « affin que tous de bonne compagnie nous puissions advancer en la voie du ciel ». La maison de Savoie, en la personne de Charles-Emmanuel II, répond en 1651 par la nomination de dom Antoine de Savoie (son oncle, fils illégitime de Charles-Emmanuel Ier) comme abbé, qui demeure en poste trente-sept ans et est considéré comme un bon gestionnaire.
Un autre signe du déclin d'Hautecombe est son repli territorial : ainsi, en 1608, Henri IV confie toutes les léproseries du royaume à l'ordre de Notre-Dame du Mont-Carmel. L'hôtel-Dieu de Lyon et le pont de la Guillotière sont ainsi retirés de la charge d'Hautecombe. Sous la mandature de dom Antoine, la gestion de la léproserie de la Guillotière par l'abbaye d'Hautecombe est également remise en cause ; elle s'était déchargé de cette tâche depuis des années sur des laïcs. Mais elle fait valoir que, d'une part, la charge lui en avait été confiée hors de la juridiction du roi de France, en 1319, par les États de Savoie ; et d'autre part qu'on ne pouvait constater aucun défaut de service même si les moines n'étaient plus eux-mêmes responsables de l'établissement. À cette époque, Christine de France, désolée du manque de piété des religieux d'Hautecombe, et effarée de leur outrecuidance (l'abbé va jusqu'à faire couper des bois ne leur appartenant pas, et dont elle doit elle-même régler le prix au plaignant, le comte d'Entremont), envisage à partir de 1636 de soumettre les cisterciens dissolus à la réforme des Feuillants alors en plein essor ; mais en vain.
En conséquence de quoi la maladrerie reste sous juridiction de l'abbaye. Ce cas reste assez exceptionnel : à cette période, l'abbaye d'Hautecombe est plus généralement contrainte de faire de nombreuses concessions aux seigneurs locaux (droits de pêche dans le lac, droits du seigneur de Cessens sur les domestiques du monastère, etc.). À la mort de dom Antoine, en 1688, un nouvel inventaire est fait, alors que ne restent que douze moines à l'abbaye. Il révèle que les réparations préconisées en 1640 ont bien été effectuées, mais « pas toujours heureusement dirigées. Les chambres du dortoir, situées au-dedans du cloître, sont tellement petites et mal éclairées que, malgré leur récente construction, elles sont inhabitables pour les religieux. ». Malgré tout, l'abbaye, si elle est en déshérence spirituelle, conserve une importante propriété foncière, puisqu'elle possède encore des terres sur les territoires de 54 paroisses.

#### Dernier abbé commendataire et vacance prérévolutionnaire
Jean-Baptiste Marelli, alors étudiant à Turin, futur conseiller d'État et président général des finances de la monarchie, est nommé abbé commendataire pour remplacer dom Antoine. La guerre avec la France de Louis XIV ruine la Savoie et fait perdre encore de nombreuses sources de ses revenus à l'abbaye, puisque ces dernières sont désormais situées en France. Effrayé par le mauvais état de l'abbaye, le nouvel abbé commendataire n'y habite pas mais s'y fait représenter. En outre, il ne s'oppose pas à la mainmise du Sénat de Savoie sur les revenus de l'abbaye, lequel Sénat en gère désormais les affaires économiques. En 1706, il reste dix religieux à l'abbaye. Un ordre de Victor-Amédée II réduit le 1er janvier 1727 ce nombre à quatre. Le bref d'Alexandre VII sur la réforme des cisterciens ne fait qu'accélérer la décadence de l'ordre.
Au cours de la fin de la commende de Jean-Baptiste Marelli, de nombreux revenus et possessions de l'abbaye sont encore aliénés, notamment à Yenne, pendant que le nombre de moines reste en permanence égal ou inférieur à dix. Entre 1727 et 1749, en particulier sous l’occupation espagnole, de notables réparations sont pourtant accomplies dans l'abbaye, sous l'impulsion de Victor-Amédée II et sous la conduite du sénateur Bonaud. Des travaux sont menés lentement sur l'église abbatiale d'Hautecombe, remplaçant souvent le style gothique originel par des voûtes en plein cintres, plus basses d'environ quatre mètres. À la mort de Marelli, en 1738, plus aucun abbé n'est nommé, et l'abbaye d'Hautecombe finit par dépendre d'autres établissements religieux. En 1742, les bâtiments conventuels sont à leur tour reconstruits, ainsi que le cloître actuel et la grande façade sud donnant sur le lac.
La guerre de Sept Ans épuise les fonds qui auraient pu être consacrés aux réparations ; l'un des chantiers de reconstruction est entièrement détruit et aucune reconstruction n'est envisagée. La bulle de Benoît XIV du 1er avril 1752 unit et incorpore tous les biens et revenus de l'abbaye d'Hautecombe à la mense du chapitre de la Sainte-Chapelle du château de Chambéry, ce qui affecte la plupart des recettes restantes à l'entretien de cette dernière. Seuls quatre des tombeaux originels sont encore en bon état à l'époque. Les réparations, menées à leur terme par Victor-Amédée III, se terminent en 1788,.
Liste des abbés commendataires de la Renaissance à la Révolution,.
- 1545-? : Claude de la Guiche ;
- 1547-1559 : Jérôme Capodiferro ;
- 1560-1603 : Alphonse d'Elbène ;
- 1603-1616 : Sylvestre de Saluces de la Mante ;
- 1616-1640 : Adrien de Saluces de la Mante ;
- 1640-1651 : Vacance ;
- 1651-1688 : Dom Antoine de Savoie ;
- 1688-1738 : Jean-Baptiste Marelli ;
- 1738-1826 : Vacance puis suppression.

### Destruction à la Révolution

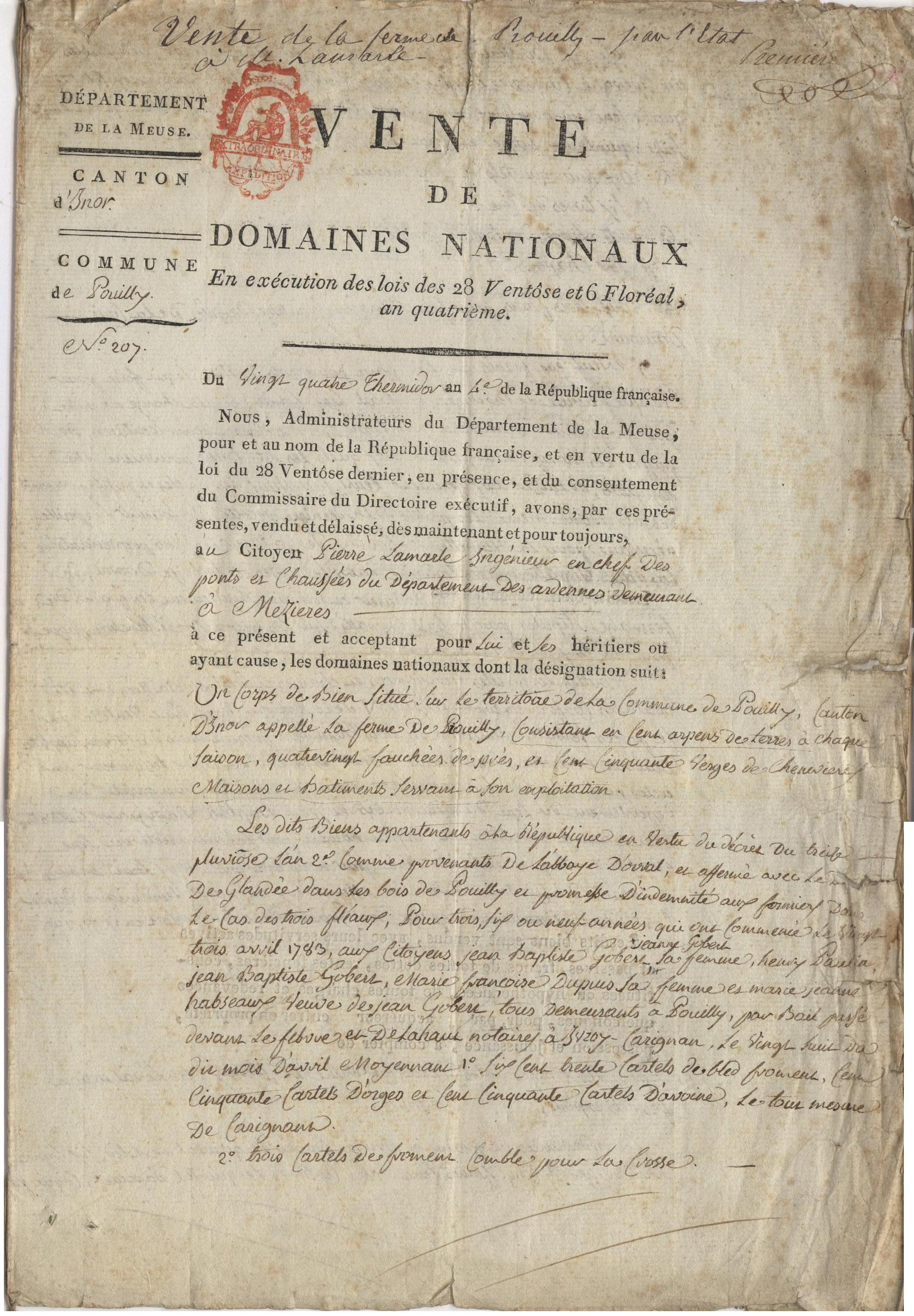
Exemple de vente d'édifice religieux comme bien national.

Le samedi 22 septembre 1792 (1er vendémiaire an I, jour d'entrée en vigueur du calendrier républicain), les troupes révolutionnaires arrivent en Savoie ; le 26 octobre 1792 (5 brumaire an I), un décret est publié à la nouvelle Assemblée nationale des Allobroges, décidant que « tous les biens du clergé tant séculier que régulier passent en propriété à la nation », qu'un inventaire de ces biens sera fait, qu'ils seront sous la surveillance des communes ; le même décret interdit l'augmentation des effectifs et la prononciation de nouveaux vœux religieux, et exige un recensement précis de tous les religieux avec leur état-civil, leurs dates d'établissement local et de profession religieuse.
Les révolutionnaires arrivant à l'abbaye, le 4 novembre 1792 (14 brumaire an I) n'y trouvent que six moines, qui sont expulsés le 10 avril 1793 (21 Germinal an I). Avant cela, un inventaire des biens de l'abbaye est fait, et ceux-ci sont réquisitionnés au profit de la République. Avant même la saisie, de nombreux biens sont volés ou détruits par les habitants des environs. En 1794, un agent national, nommé Morel, venu à Hautecombe et ayant fait ouvrir le grand ossuaire de la chapelle des princes, y trouve un cercueil qui est convoyé à Chambéry, le préservant ainsi de la destruction. En réalité, contrairement à ce qu'on aurait pu craindre, les tombeaux sont relativement épargnés par les déprédations, car le nouveau propriétaire des lieux (voir ci-dessous), à la demande du révérend Rolland, avait fait recouvrir de terre ceux de la chapelle des princes. Les religieux enterrés à l'abbaye, quant à eux, l'étaient à l'extérieur, derrière le chœur de l'église, mais leurs tombes ne sont pas spécialement visées.
Tous les bâtiments de l'ancienne abbaye, avec 512 arpents attenants, d'un seul tenant, et 31 arpents du domaine de Porthoud, sont vendus comme bien national, le 25 thermidor an IV (13 août 1796), aux citoyens Léger Henry, Louis et Joseph Landoz frères, deux Aixois habitant à Lyon, pour le prix de 50 942 livres. Les bâtiments religieux, jugés invendables, sont transformés en 1799 en faïencerie, qui prend le nom « Dimier, Henry et Landoz », ce qui achève de ruiner le sanctuaire.
La description départementale de 1806 indique : « On y a fait avec succès quelques essais d'une faïence imitant celle d'Angleterre. [Les argiles sont tirées] des communes voisines, telles que celles de Tresserve, de Méry et de Vivier. Il n'y a qu'un fourneau. On y fait ordinairement quatre cuites par mois. La fabrication peut s'élever à une cinquantaine de mille francs. Les ateliers occupent douze ouvriers à l'année, on en emploie au moins dix-huit au-dehors, ce qui fait en tout trente ouvriers. ». La faïencerie d'Hautecombe représente, à elle seule, le tiers de la production des huit établissements du département du Mont-Blanc. Elle a des dépôts à Lyon, à Grenoble, à Chambéry, et exporte à Vienne, à Saint-Étienne et à Turin. La production est diversifiée : poêles, vases décoratifs pour terrasses et jardins, encriers, pots de fleurs, vaisselle, majoritairement de style Louis XV, plus quelques imitations de style étrusque. Des exemplaires des œuvres produites à la faïencerie d'Hautecombe sont visibles aujourd'hui au Musée savoisien de Chambéry, notamment à travers les dons de Claudius Blanchard et du docteur Guilland, arrière-neveu de M. Landoz. Toutefois, l'activité artisanale ne dure guère et la faïencerie cesse sa production en 1804. La voûte, non entretenue, s'effondre.
La propriété de l'abbaye évolue rapidement : M. Landoz acquiert le quart appartenant à M. Léger et le quart appartenant à M. François, par divers actes passés entre l'an VI et l'an XIII. Le quart de M. Fleury parvient, en 1821, aux demoiselles Marie-Anne et Jeanne-Françoise Landor, sœurs de Louis Landoz, dont il est le mandataire pour la vente de 1824. À partir de 1804, M. Landoz étant devenu le principal propriétaire des lieux, il en fait le centre d'une exploitation agricole, en particulier viticole, et en reboise les pentes.

### Restauration auXIXesiècle

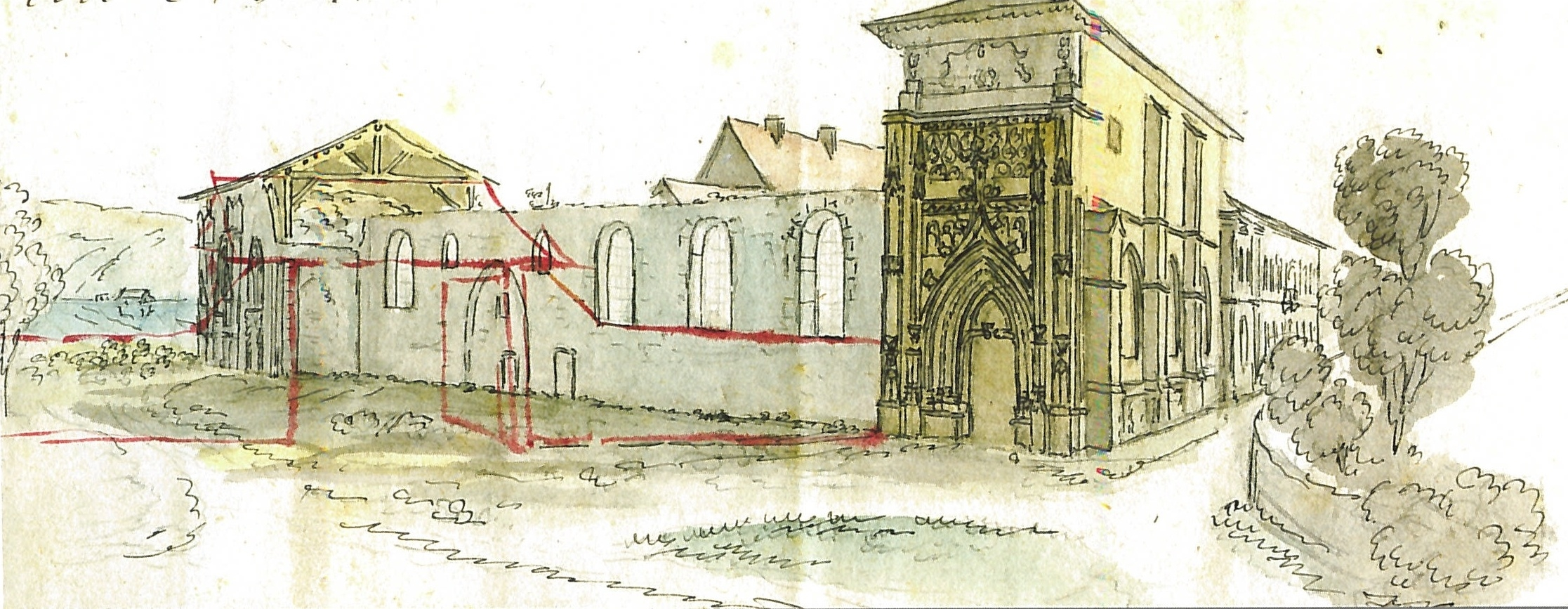
L'église abbatiale ruinée en 1824, vue de l'entrée (aquarelle de Marie Despine) : au premier plan, la chapelle de Belley, qui sert aujourd'hui de vestibule.

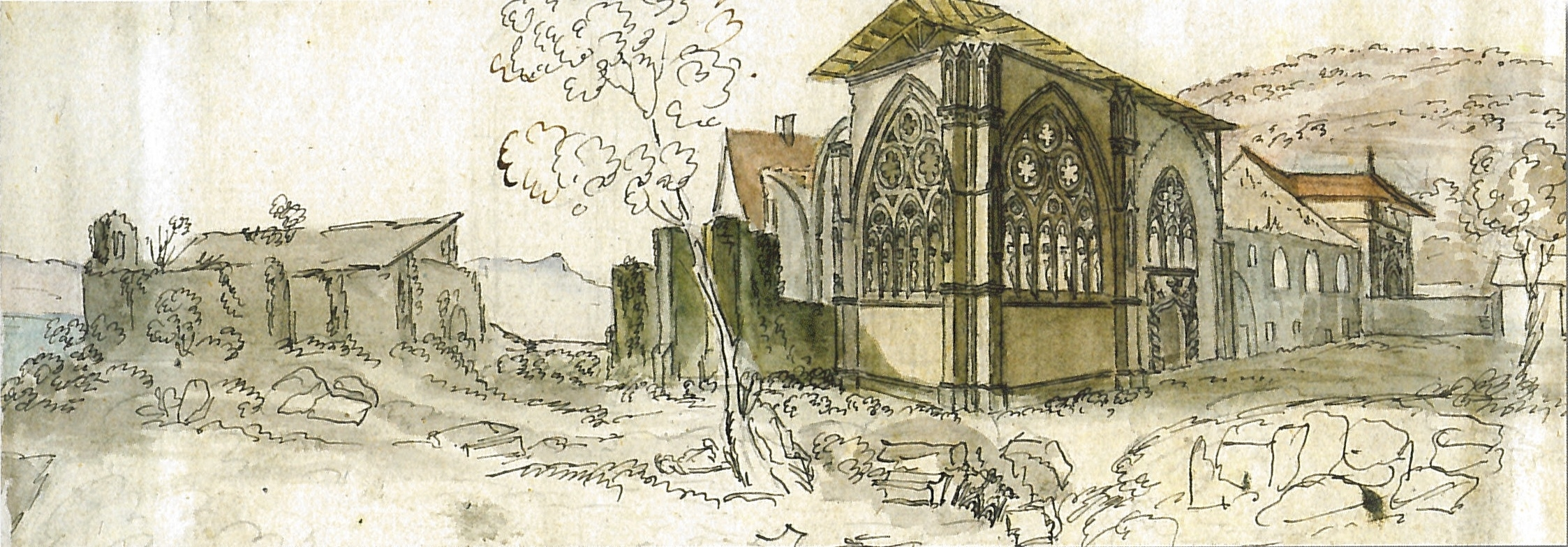
L'église abbatiale ruinée en 1824, vue de la cour Saint-André (aquarelle de Marie Despine) : au premier plan, la chapelle des Princes, une des rares parties à peu près intactes.

#### Contexte
Par le traité de Vienne du 20 novembre 1815, la Savoie est rattachée à nouveau au Piémont, et détachée de la France. Charles-Emmanuel IV ayant abdiqué en 1802, son frère Victor-Emmanuel Ier est roi jusqu'au 13 mars 1821, date à laquelle il remet à son tour la couronne à son frère Charles-Félix, onzième enfant de Victor-Amédée III et de Marie-Antoinette d'Espagne.
Le 19 juillet 1824, le nouveau souverain, en visite dans ses terres cisalpines, est accueilli à Chambéry et à Aix-les-Bains, d'où il contemple, de l'autre côté du lac, les ruines d'Hautecombe. Il fait savoir à M. Landoz son désir de racheter l'abbaye. Le 28 août 1824, Thomas Ferrero de la Marmora achète au nom du roi tout ce que la famille Landoz possède des anciennes propriétés de l'abbaye, pour le prix de 80 000 livres, par un acte passé devant maître Jérôme Nicoud, notaire à Chambéry. En outre, la forêt (500 hectares environ) est achetée moyennant une somme de 8 600 livres. La volonté du roi est de faire de l'abbaye une propriété strictement privée, indépendante du domaine de la couronne et a fortiori du domaine public ou de l'État ; il se considère comme un simple particulier accomplissant un acte de piété filiale en faisant relever à ses frais les tombeaux de sa famille.
Il confie la restauration de l'église à un architecte piémontais, Ernesto Melano, capitaine du génie et ingénieur de la province de Savoie, qui adopte le style du baroque troubadour. Il semblerait qu'il n'ait choisi ce style architectural que contraint par les exigences précises de Charles-Félix, qui s'inspire du gothique romantique alors à la mode ; le style préféré de Melano, qui s'exprime plus librement dans la cathédrale Saint-Pierre de Moûtiers, est plutôt le néo-classicisme, même si sur ce point Melano est moins rigide que ses confrères de l'Accademia Albertina. En réalité, la technique structurelle de l'architecture gothique n'a pas encore à cette époque été redécouverte par Eugène Viollet-le-Duc (ce qui sera le cas à la fin des années 1830), ce qui explique en partie le peu de hauteur des voûtes actuelles de l'abbatiale.

#### État des lieux

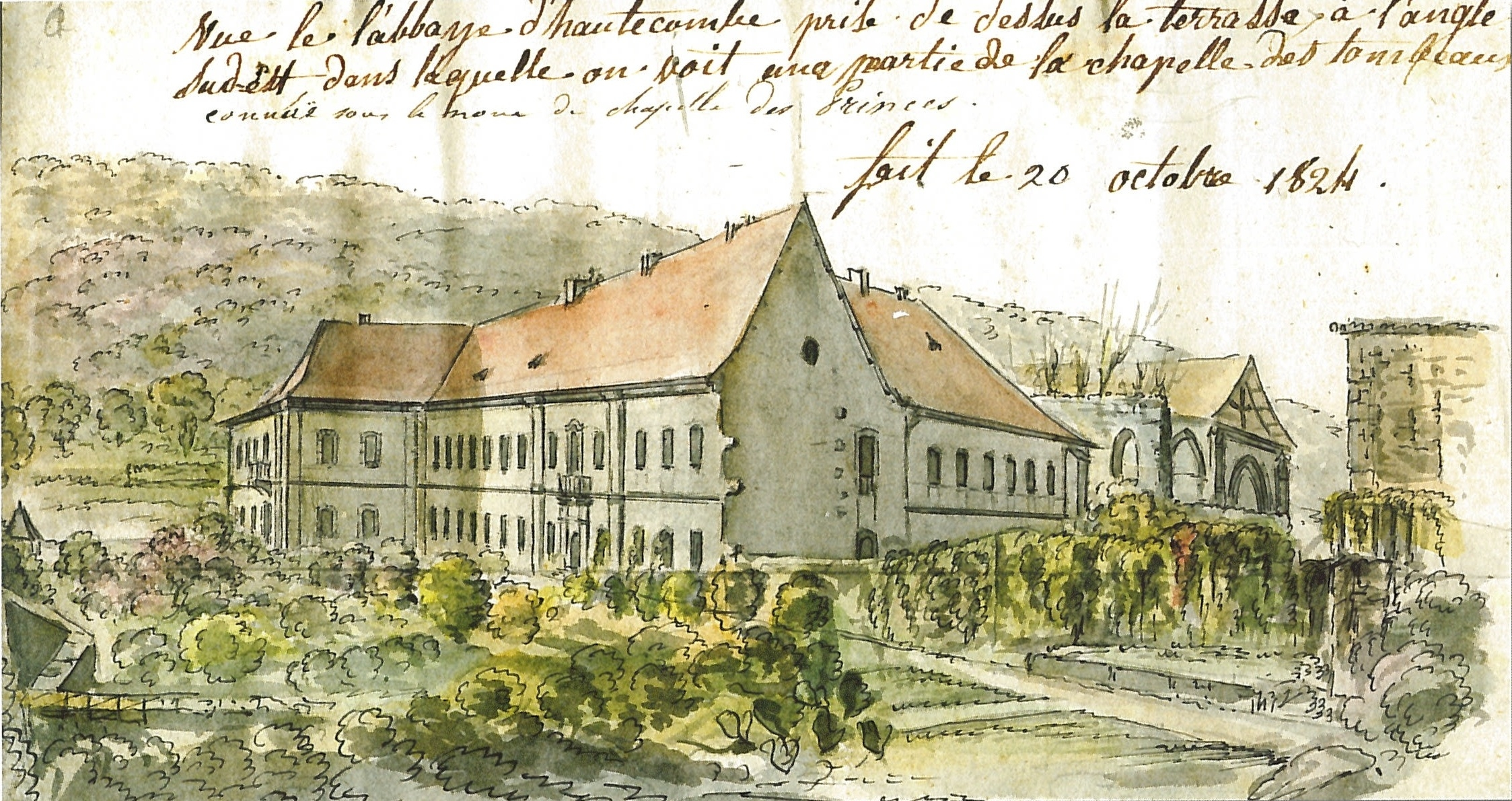
Aquarelle de Marie Despine représentant l'abbaye d'Hautecombe en 1824. Au premier plan, l'actuelle terrasse et les bâtiments conventuels (façade sud et avant-corps ouest) ; au second plan, l'église, en ruine.

Le désir de Charles-Félix n'est pas de reconstruire une nouvelle église, mais d'adopter le plan de l'église préexistante : « ainsi l'architecte devra s'en tenir à suivre, soit dans les constructions de la voûte, soit dans les réparations nécessaires aux murailles, le même dessin et la même architecture gothique qui l'ont jadis rendue, dans son genre, un des plus beaux monuments [en conservant] tout ce qui restait de l'ancienne construction, même son irrégularité ; de lui présenter un projet de restauration de l'édifice ; de ne rien construire sans son approbation préalable et de mettre la main d'abord aux murs du couvent, afin d'empêcher la mine de la partie restée debout ».
Ernesto Melano, dans son rapport au roi, en vertu des pouvoirs qu'il reçoit d'étudier les travaux à faire pour la restauration de l'ancienne nécropole et de lui communiquer ses idées à ce sujet, rapport daté de Chambéry le 4 septembre 1824, relève les dimensions et les caractéristiques de l'abbatiale (voir ci-dessous le paragraphe ancienne abbatiale) : les dimensions ont peu changé en sept cents ans, sauf pour la hauteur ; le style d'origine est « gothique », mais le dôme est effondré, la chapelle des princes en partie ruinée, les piliers « écroulés » ou trop peu solides pour recevoir une nouvelle voûte, le sol encombré de matériaux. Seule la chapelle de Belley est à peu près en bon état.

#### Travaux

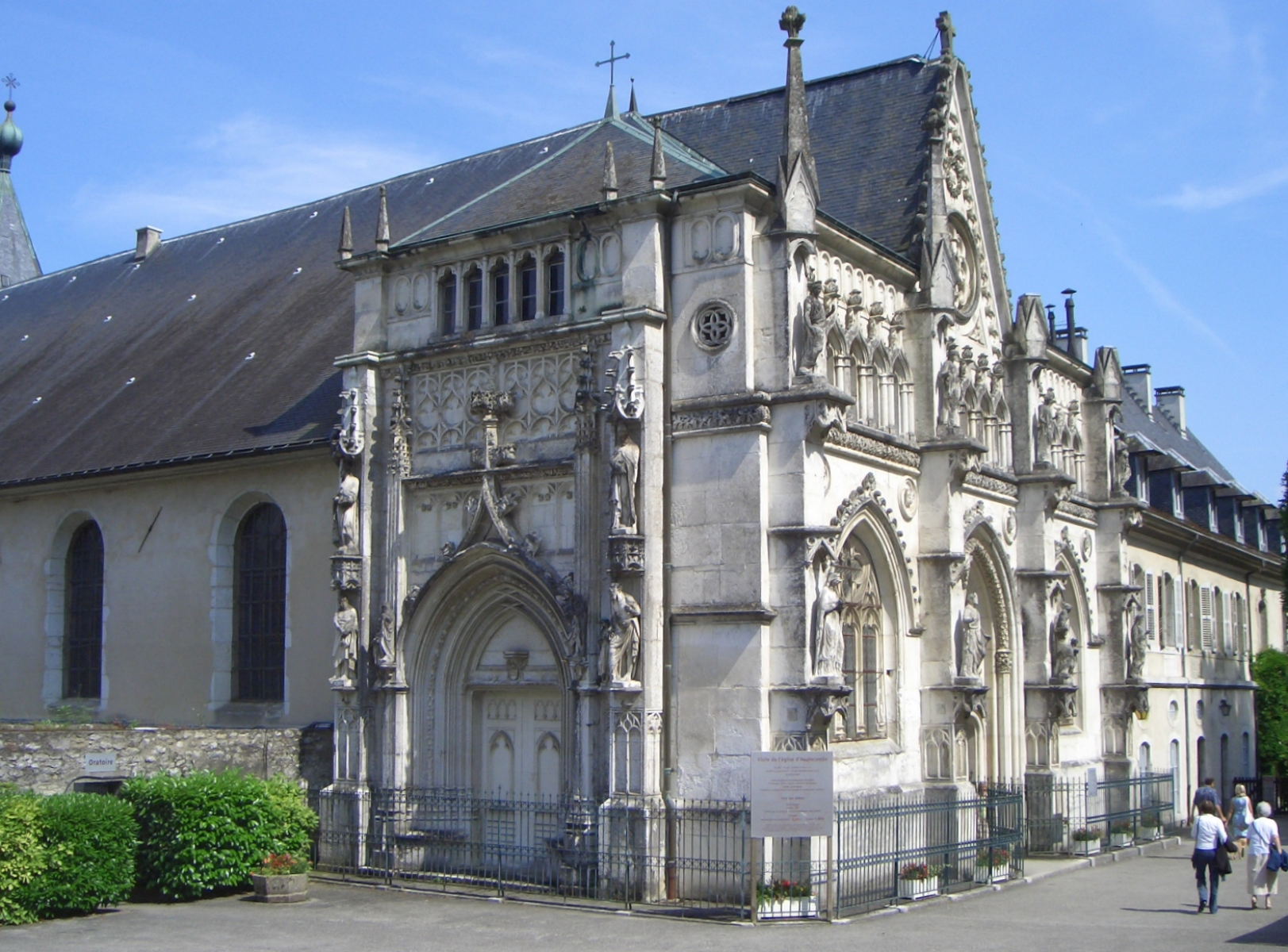
La façade occidentale (chapelle de Belley ou d'Estavayer) de l'église abbatiale, achevée en 1837. À gauche, l'ancienne porte créée par Claude d'Estavayer.

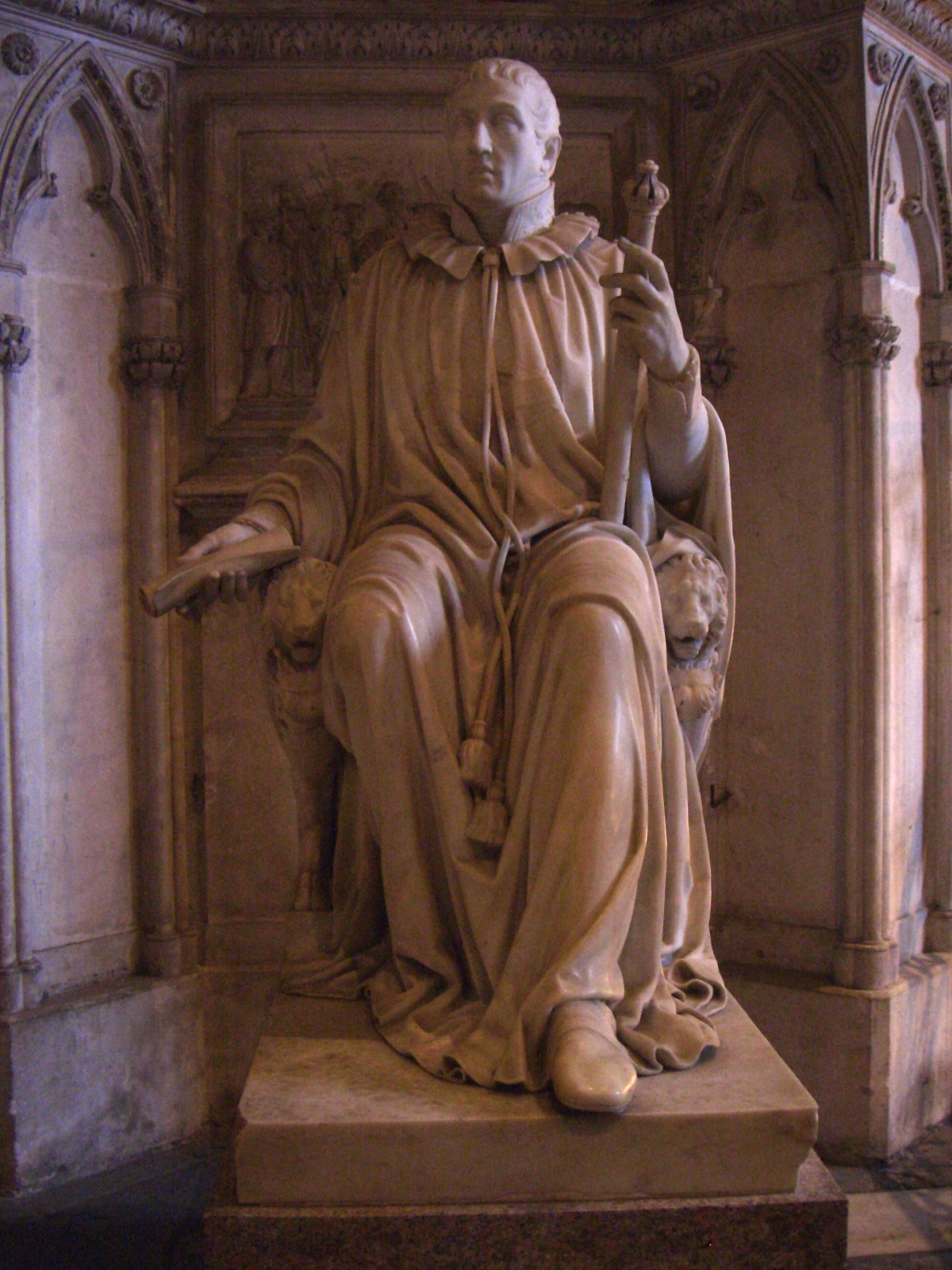
Charles-Félix de Savoie par Benedetto Cacciatori.

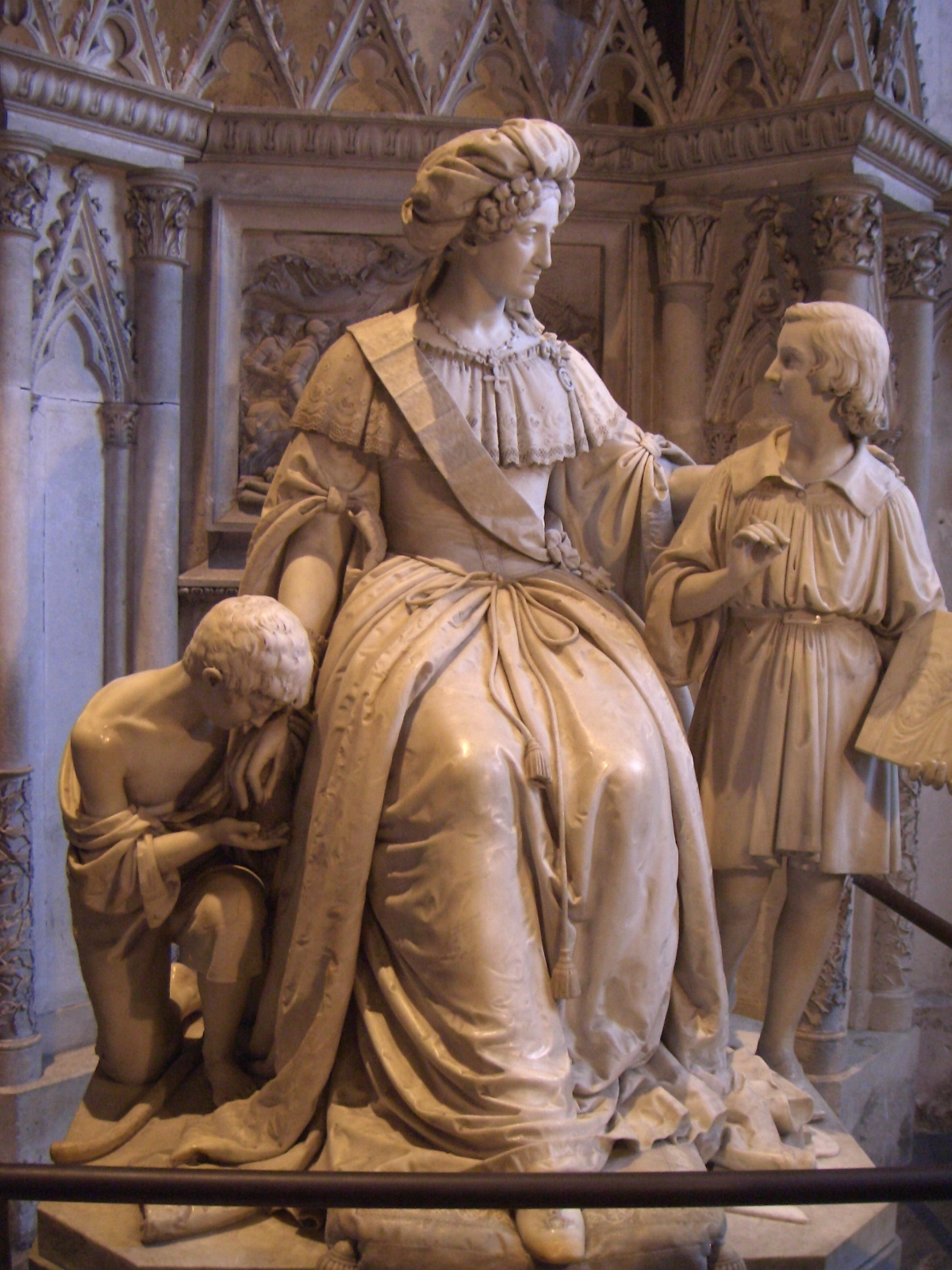
Statue de Marie-Christine de Bourbon-Siciles par Giovanni Albertoni.

La première tâche est le déblaiement des gravats, ouvrage qui est entrepris immédiatement et jusqu'au 12 janvier 1825. Du 12 au 17, un travail de fouille est entrepris pour retrouver les squelettes des personnes enterrées dans l'église. Le 31 mai 1825, François Bigex célèbre une messe de requiem à la mémoire de tous les défunts, et pose la première pierre de la nouvelle construction.
Les travaux de gros-œuvre sont menés très rapidement par l'entrepreneur Yanni : durant l'été 1826, l'église est déjà prête à être rendue au culte. Elle est presque entièrement reconstruite et décorée. Les anciens monuments ont été relevés ; les bâtiments du monastère, également restaurés, sont aménagés pour recevoir les religieux et la cour de Turin. Il est à noter que les murs initiaux de l'église sont pour une bonne partie d'entre eux réemployés dans la construction du nouvel édifice.
Le roi s'était fait aménager un appartement dans l'angle sud-est du bâtiment (angle dans lequel on trouve encore aujourd'hui l’appartement du Roi, le salon du Roi et la cuisine du Roi), décoré en trompe-l’œil selon la mode piémontaise. La chambre de la reine est aujourd'hui en l'état, mais l'appartement du roi a été divisé en plusieurs chambres pour accueillir les retraitants par les bénédictins.
Les sculptures sont l'œuvre des frères Cacciatori, Benedetto (qui réalise notamment une sculpture de Charles-Félix et une pietà) et Candido (1804-1837), ainsi que de Giovanni Albertoni (qui réalise la statue de Marie-Christine), les peintures de Luigi Vacca et de Francesco Gonin, les stucs d'ornement des frères Borioni, par Morgante et Sciollile, les vitraux de la chapelle des princes (décrivant l'enfance et la passion du Christ) du verrier viennois Anton Kothgaßner,.
Du 3 au 9 août 1825, Charles-Félix et sa femme Marie-Christine sont à Hautecombe et se déclarent satisfaits de l'avancée des travaux. François Bigex, arrivé le 4 août à l'abbaye, y consacre l'église abbatiale le 5 ; le 6, la totalité des restes mortuaires retrouvés est transférée en grande pompe dans les tombeaux qui leur étaient destinés. Le 7 août 1826, l'abbaye est remise à dom Léandre Siffredi, ancien abbé du sanctuaire de la Consolata de Turin et procureur général de l'ordre de Cîteaux auprès de la cour de Piémont-Sardaigne, par une charte solennelle. Celle-ci précisait :

« que le roi gardait le droit de nommer et présenter l'abbé titulaire ; que le monastère devrait toujours entretenir douze religieux, dont huit au moins seraient prêtres [nombre que sa femme voulut porter à douze dans son testament, mais cela lui fut refusé par l'ordre cistercien] ; que les obligations de ceux-ci consisteraient essentiellement dans l'acquittement des services funèbres pour les princes de la famille de Savoie, dans le secours des personnes en danger sur le lac [une embarcation fut donnée aux moines par le roi à cet effet] et enfin dans des aumônes et du soutien spirituel aux paroisses voisines. »

Charles-Félix revient trois fois à Hautecombe : du 31 août au 6 septembre 1826, séjour durant lequel les habitants de Chambéry veulent honorer leur souverain en jouant sur le lac une reconstitution navale de l'expédition de Tripoli, le 17 septembre 1825 ; en 1828 ; enfin du 25 juillet au 5 août 1830, où il a connaissance des Trois Glorieuses qui venaient d'avoir lieu à Paris.
Le 27 avril 1831, il meurt ; il est enterré à Hautecombe le 10 mai. Charles-Albert de Savoie-Carignan lui succède.
En 1832 et 1833, la reine Marie-Christine fait à son tour des séjours dans l'abbaye. Elle fait poursuivre les travaux engagés par son mari ; en 1833 par le prolongement de la façade méridionale (celle qui donne sur la terrasse) du monastère vers l'est, côté lac, et en faisant reconstruire la chapelle Saint-André, ainsi que la tour du Phare ; en 1837, l'ancien portail de l'église est rétabli (celui qui datait d'avant la commende de Claude d'Estavayer et le déplacement du portail sur le côté nord), on ajoute les stalles des moines dans la nef ; enfin en 1841 et 1842 l'aile orientale de l'abbaye, celle qui donne sur le lac, est achevée. Elle effectue un dernier séjour de deux mois en 1843 à Hautecombe, avant d'y être enterrée après sa mort survenue en 1849.

#### Face aux aléas politiques duXIXesiècle

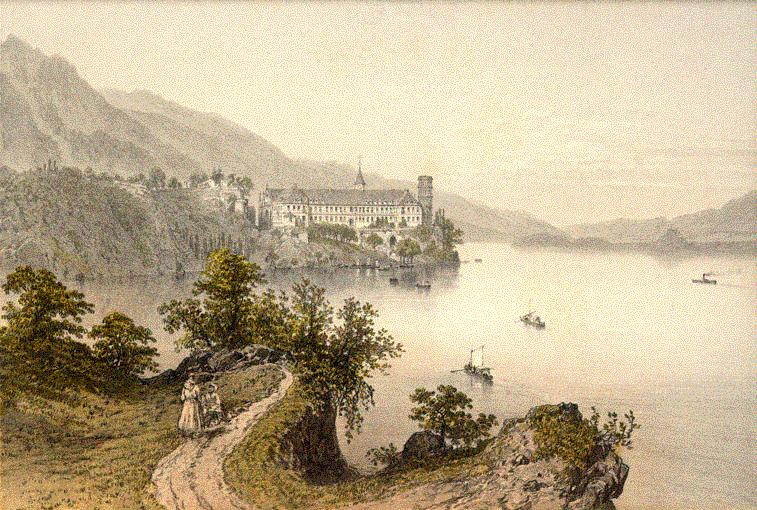
L'abbaye au XIXe siècle, vue depuis le sud.

Dans la nuit du 3 au 4 avril 1848, une vingtaine d'habitants de Saint-Pierre-de-Curtille, inspirés par le printemps des peuples, veulent imposer la république à la Savoie et s'introduisent à Hautecombe, avant d'être dispersés par les gendarmes.
En 1850, les lois Siccardi sur l'abolition des privilèges des communautés religieuses abolissent les trois grands privilèges que sont le tribunal ecclésiastique (qui soustrait les hommes d’église à la justice laïque), le droit d’asile, l'impunité juridique de ceux qui demandent refuge à l’église, et la mainmorte. Par cette loi, tous les établissements religieux autres qu'hôpitaux, écoles et églises paroissiales cessent d'être reconnus comme personnes morales, et sont donc dépossédés de leurs biens ; pour autant, la plupart des maisons religieuses ne sont pas confisquées ni les ordres interdits, et les moines peuvent continuer à vivre selon leur règle, mais aux frais de la caisse ecclésiastique, c'est-à-dire des dons des fidèles.
Néanmoins, des corporations sont supprimées, parmi lesquelles les « moines de Cîteaux ». En vertu de quoi Hautecombe est à nouveau vouée à la fermeture. Le 28 juillet 1850, un inventaire est fait des richesses de l'abbaye, ainsi qu'une saisie de ses biens immobiliers. Un procès s'ensuit, lequel est gagné le 29 juillet 1856 par les religieux. Entretemps, les moines avaient vécu de leurs ressources agricoles et de dons. Le 19 mai 1857, le cardinal de Genga nomme à nouveau Alexis Billiet délégué apostolique.

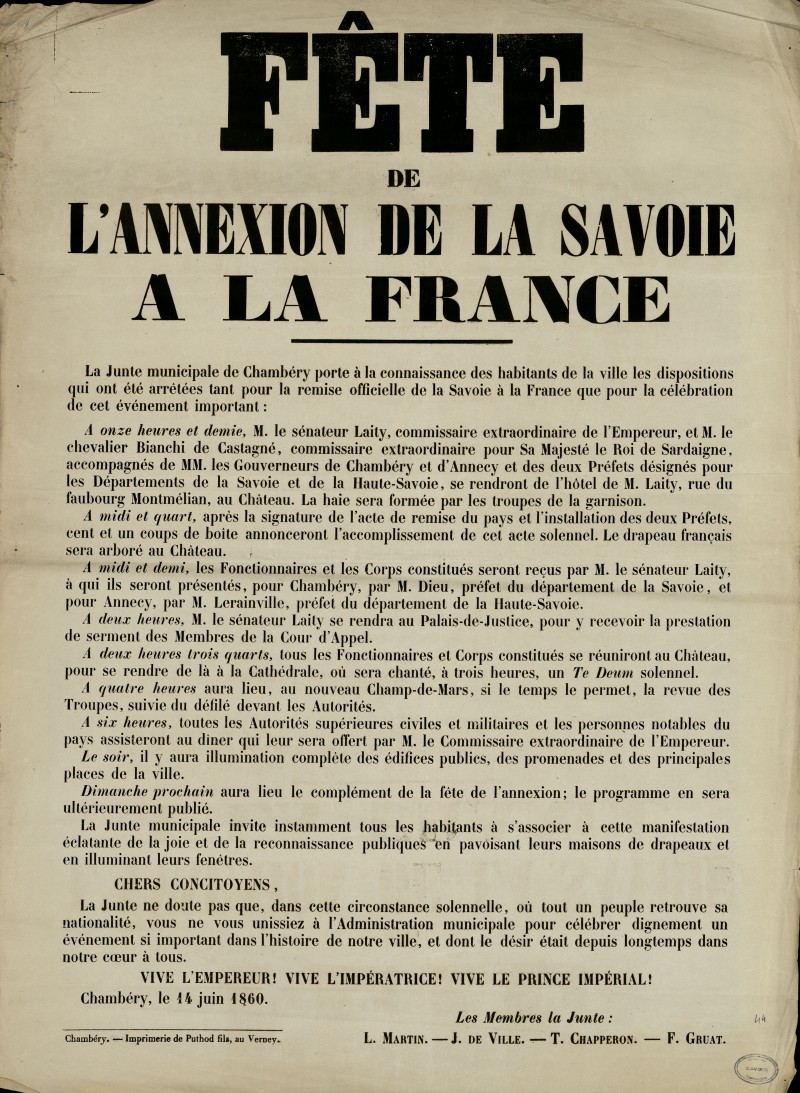
Affiche annonçant l'annexion de la Savoie à la France en 1860.

En 1859, une décision de la Cour suprême italienne, cassant un arrêt de la Cour de Gênes, supprime toutes les maisons religieuses contemplatives, quelles que soient leurs raisons pour prétendre le contraire. Mais l'annexion de la Savoie à la France, ratifiée par le traité de Turin le 24 mars 1860, vient de nouveau changer la donne. Le comte Ferdinando Avogadro di Collobiano demandant au Sénat italien ce qu'il adviendra de l'application des lois Siccardi en Savoie, se voit répondre par le comte Alfieri, président du Sénat, que des négociations sont en cours avec la France à ce sujet, représentées côté français par les maréchaux Canrobert et Randon, tous deux défenseurs de la cause d'Hautecombe. Le 20 décembre 1860 paraît un décret impérial déclarant abandonnées toutes les poursuites en revendication de propriétés, intentées, au nom de l'ancienne caisse ecclésiastique, contre les différentes communautés de Savoie et entre autres contre les cisterciens. La communauté monastique d'Hautecombe devient donc (à travers la Fondation d'Hautecombe) légitimement et entièrement propriétaire de l'abbaye, à l'exception des appartements royaux sur lesquels le roi d'Italie de l'époque, Victor-Emmanuel II, conserve un droit.
Une convention est publiée le 4 août 1862 et signée à Paris par Édouard Drouyn de Lhuys, ministre des affaires étrangères, et Costantino Nigra, ambassadeur d'Italie, le 19 février 1863. Elle stipule que les religieux d'Hautecombe soient rétablis dans tous les droits dont ils jouissaient avant la loi du 29 mai 1855, à la charge par eux d'exécuter fidèlement les services religieux et les autres conditions imposées par les patentes royales du 7 août 1826 ; que le roi prenne à sa charge le payement de la rente qui leur sera servie à dater de l'annexion de la Savoie à la France et dont le capital restera dans son patrimoine particulier ; que cependant il se réserve aussi le droit de mettre à Hautecombe les religieux qui lui plairont, dans le cas où les religieux actuels cesseraient de desservir l'abbaye ; enfin que l'archevêque de Chambéry conserve sur la communauté ses droits de délégué apostolique.

#### Communauté religieuse entre 1824 et 1922
Liste des abbés cisterciens d'Hautecombe de la restauration à 1922,.
- 1826-1827 : Placide Tingault-Desmarets ;
- 1827-1830 : Archange Arcasio ;
- 1830 - 17 octobre 1834 : Émile Comino ;
- 17 octobre - 14 novembre 1834 : Joseph Marquet ;
- 15 novembre 1834 - 1840 : Hilaire Ronco ;
- 1840-1842 : Jean Lacroix ;
- 1842-1848 : Claude Marie Curtet ;
- 1848 - 8 octobre 1851 : Charles Gotteland ;
- 8 octobre - 18 novembre 1851 : Camille Bouvier ;
- 18 novembre 1851 - 1856 : Felix Prassone ;
- 1856-1864 : Pierre Bovagnet ;
- 1864-1874 : Archange Dumont ;
- 1875-1878 : Athanase Martin ;
- 1878-1883 : Célestin Gillet ;
- 1883-1888 : Maur Fignes ;
- 1888-1910 : Marie-Symphorien Gaillemin ;
- 1911-1922 : Jean Marcadier.

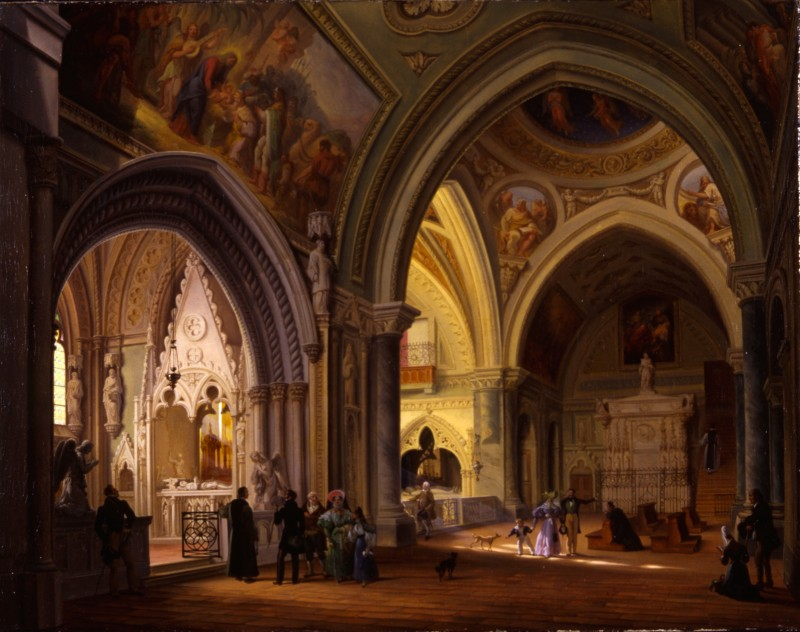
Tableau de Giovanni Migliara représentant l'intérieur (actuel) de l'église abbatiale.

Les premiers religieux arrivés à la restauration d'Hautecombe sont tous italiens et se considèrent donc en exil en Savoie. Leurs plaintes à ce sujet remontent jusqu'à Grégoire XVI, qui nomme, par bref du 19 juin 1832, Antoine Martinet, archevêque de Chambéry, supérieur de cette maison, avec le titre de délégué apostolique. Celui-ci fait notamment venir des novices français à l'abbaye. Les rapports sont difficiles entre les moines italiens, partisans de la règle de la Consolata, et les Français, partisans du régime préconisé par le délégué apostolique. En 1841, ils doivent faire appel au père Tassini, président général des cisterciens, et au cardinal Ostini, préfet de la congrégation des réguliers. Alexis Billiet, archevêque de Chambéry, replace le monastère d'Hautecombe sous la juridiction de la province d'Italie. Ainsi, quand le vicaire général de l'ordre cistercien, l'abbé Marchini, bénit le nouvel abbé d'Hautecombe en 1847, il lui confère le titre d'abbé in partibus de Lucedio, dans le Piémont.
L'abbaye d'Hautecombe est pressentie à la fin des années 1850 pour devenir l'abbaye-mère d'une fondation cistercienne dans les Dombes (la future abbaye Notre-Dame-des-Dombes). En effet, elle est à l'époque la seule fondation cistercienne d'importance du côté cisalpin. Mais, là encore, l'origine italienne de la communauté ne plaide pas en la faveur de leur installation ailleurs qu'à Hautecombe ; d'autre part, la Savoie est alors encore italienne, et faire venir des religieux savoyards en Dombes est considéré comme maladroit à l'époque où le rattachement de la province à la France commence à être envisagé.
Le 18 novembre 1851, dom Félix Prassone, prieur de l'abbaye de Staffarda, est nommé abbé d'Hautecombe, après une année d'instabilité. Le 21 juillet 1856, il reçoit de dom Marie-Bernard Barnouin, futur restaurateur de l'abbaye de Sénanque, la demande d'une affiliation de celle-ci à Hautecombe (incluant la possibilité pour ses moines de venir y faire quelques mois de noviciat). Dom Félix répond que cette décision ne lui appartient pas, et la proposition reste sans suite pendant quelques années. Néanmoins, la communauté d'Hautecombe est tentée par cet arrangement, qui permettrait d'une part de renforcer la communauté encore fragile et d'autre part aux moines italiens de revenir à terme du côté piémontais. Et, le 6 juin 1861, les moines réunis en chapitre décident à l'unanimité moins une voix de demander à être progressivement remplacés par les moines de Sénanque (qui sont des cisterciens de la congrégation de l'Immaculée-Conception). Teobaldo Cesari, supérieur général de l'ordre cistercien, cherche à en profiter pour faire revenir pleinement Hautecombe dans le giron cistercien en écartant le système de délégation apostolique. Le pape (Pie IX) et le roi (Victor-Emmanuel II) ayant tous deux donné leur accord le 16 janvier 1864, les nouveaux moines commencent à arriver à partir du 9 mai 1864. Ils sont quinze dès l'année suivante,.

### Au cours duXXesiècle

#### Troubles du début du siècle
En 1909, confrontés à de grandes difficultés économiques, les moines de l'abbaye de la Grâce-Dieu, très liés à l'abbaye Notre-Dame de Tamié, se replient à Hautecombe. En effet, l'abbaye de Tamié a été fermée et ses moines expulsés le 29 mars 1880 en vertu du deuxième décret proposé par Jules Ferry, ministre de l’instruction publique, et promulgué par Charles de Freycinet, président du Conseil. Ce décret impose aux congrégations « non autorisées » de se mettre en règle dans un délai de trois mois, sous peine de dissolution et de dispersion. Le projet de François Dubillard, proche de l'ancien prieur de la Grâce-Dieu, Augustin Dupic, est d'utiliser ces forces disponibles pour revitaliser Hautecombe, qui dépérissait faute de renouvellement. Cependant, les différences canoniques de statut entre cisterciens (de la « commune observance ») et trappistes (de la « stricte observance ») font échec à ce projet. Par ailleurs, la question de la nomination de l'abbé par le roi d'Italie pose problème. Les trappistes repartent donc à Tamié et Hautecombe reste en crise jusqu'en 1922.

#### Arrivée des bénédictins
Fondée à Marseille en 1865 par Prosper Guéranger, la communauté bénédictine Sainte-Marie-Madeleine de Marseille, communauté dépendant de Saint-Pierre de Solesmes, doit fermer en 1901, lors de la seconde expulsion des congrégations, et les moines s'exilent en Italie, dans le diocèse de Brescia. En 1922, l'apaisement des tensions liées aux lois anticléricales, d'une part, et le manque de vocations à Hautecombe, d'autre part, incite l'archevêque de Chambéry, Dominique Castellan, à faire venir les bénédictins à l’abbaye d’Hautecombe. Bernard Laure (1873-1946) en est le premier abbé ; sous son gouvernement, l'abbaye d'Hautecombe est assez florissante, puisqu'il y a 31 professions entre 1923 et 1941.
La communauté accueille notamment en 1931 Marc Lacan (né le 25 décembre 1908, mort en 1994), le frère de Jacques Lacan, et qui prend lors de sa profession le nom de Marc-François en hommage à François d'Assise ; il est ordonné prêtre le 1er mai 1935. Cette entrée au monastère est très mal vécue par son grand frère athée. Cependant, ils continuent à garder des liens fraternels, notamment épistolaires, conservés à Hautecombe puis à Ganagobie ; et c'est Marc-François qui préside la messe d'obsèques de son frère le 10 septembre 1981,. Par ailleurs, Marc-François Lacan participe en 1970 à la rédaction du Vocabulaire de théologie biblique ; ses autres écrits sont publiés de manière posthume en 2010 aux Éditions Albin Michel en deux volumes : Dieu n'est pas un assureur et La vérité ne s'épuise pas. Jean Baptiste Gaï, écrivain régionaliste, est également moine à l'abbaye à partir de 1925.

#### Durant la Seconde Guerre mondiale

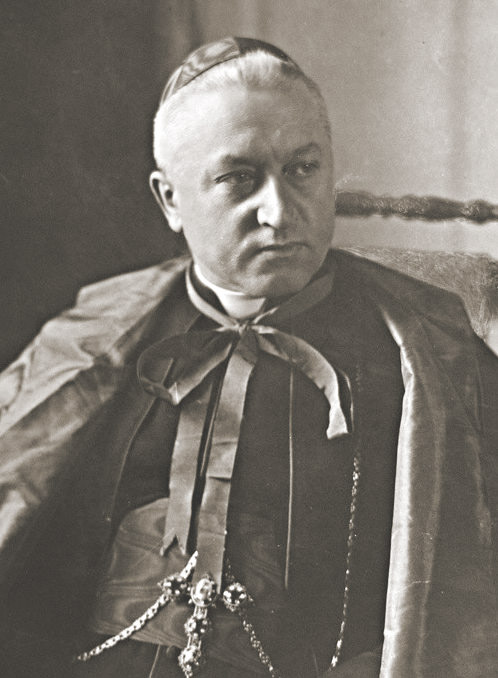
August Hlond, primat de Pologne, accueilli pendant la guerre à Hautecombe.

Quand les nazis envahissent la zone libre le 11 novembre 1942, ils exigent des autorités françaises l'expulsion de tous les étrangers des régions frontalières, ordre exécuté relativement docilement, à quelques exceptions près ; le cardinal Hlond, archevêque de Poznań-Gniezno, primat de Pologne, est une de ces exceptions que la France hésite à expulser. Le cardinal, lui-même conscient des hésitations des autorités françaises, quitte Lourdes où il était réfugié le 6 avril 1943 pour Hautecombe avec son aumônier Boleslaw Filipiak et son secrétaire Antoni Baraniak. Mais, le 3 février 1944, il est arrêté en compagnie de l’abbé Filipiak par deux membres de la Gestapo venus à l’abbaye d'Hautecombe. L’emprisonnement du primat de Pologne est annoncé le 9 février 1944 par Valerio Valeri, et repris dans un article intitulé « Une infamie » en première page du numéro 8-1944 du Cahier français du Témoignage chrétien no 555. Les deux hommes sont emmenés à Chambéry et, le soir même, transférés à Paris; par la suite, ils sont emprisonnés à Bar-le-Duc, et enfin emmenés en Allemagne.

#### Après la guerre
Après la guerre, l'abbaye d'Hautecombe est un des deux centres pastoraux dédiés aux Polonais du département de la Savoie, l'autre étant à Aix-les-Bains.
L'abbaye a été accusée d'avoir hébergé le milicien Paul Touvier pendant sa longue fuite, mais son abbé publie un démenti le 29 mai 1989, affirmant que Touvier « n'a jamais séjourné à l'abbaye d'Hautecombe, [même s'il] a eu des contacts personnels avec le père Édouard Dupriez, [alors] abbé de ce monastère jusqu'en 1978 », et d'autre part que « le père Michel Pascal, actuel abbé d'Hautecombe, et toute la communauté, récemment informée, réprouvent énergiquement les actes dont Paul Touvier est accusé et les idéologies qui les ont suscités ». En 1992, des historiens, dirigés par René Rémond, remettent le rapport, Paul Touvier et l'Église, au cardinal Albert Decourtray. L'abbaye d'Hautecombe est bien citée dans celui-ci pour appartenir aux « réseaux » de soutiens ecclésiastiques. À partir de 1949, Paul Touvier est reçu par Édouard Dupriez plusieurs fois par an. Par ailleurs ce dernier s'associe aux demandes de grâce de 1963 et 1970. Après 1972, Dupriez prend l'initiative de démarches auprès des autorités politiques.
Le statut juridique particulier d'Hautecombe est précisé dans les années 1960 par Raoul Naz, prêtre canoniste du diocèse de Chambéry : elle est un des rares lieux concernés par l'article 15 de la loi de séparation des Églises et de l'État. En effet, ce dernier précise que

« dans les départements de la Savoie, de la Haute-Savoie et des Alpes-Maritimes, la jouissance des édifices antérieurs à la loi du 18 germinal an X […] sera attribuée […] aux associations cultuelles. »

Raoul Naz montre que la survivance des personnes morales subsistant dans les deux Savoie et dans les Alpes-Maritimes après les annexions de 1860 n'a pas à être remise en cause par l'administration, et que dans le cas d'une telle remise en cause, le tribunal peut s'appuyer sur la jurisprudence du jugement du tribunal administratif de Grenoble du 31 décembre 1958. Cela explique que, contrairement à l'immense majorité des édifices religieux construits avant la promulgation de la loi de 1905, l'abbaye d'Hautecombe ne soit pas soumise à l'article 4 de cette loi : les propriétés foncières et immobilières de l'abbaye ne sont propriété ni de l'État, ni de la commune, mais de la seule Fondation d'Hautecombe.
Publication des moines
L'immédiat après-guerre est marqué dans l'Église catholique par des questions inhérentes à la liturgie. En 1947, Pie XII publie l'encyclique Mediator Dei afférente à ces questions, tandis que le Saint-Siège approuve, en 1947, à la demande des évêques français, un rituel latin-français. L'abbaye s'attelle alors, ainsi que d'autres abbayes de pays francophones, à la réalisation de missels, dont la première édition paraît en 1949 sous le nom de « missel d'Hautecombe »,.
Les moines de l'abbaye participent en 1968 à la réédition de la traduction en français de la Bible dite « la Sainte Bible » (dite « Bible de Maredsous », car la première traduction avait été commencée par les moines de cette abbaye).
Enfin, les moines d'Hautecombe, sous la direction de Marc Lacan et de Daniel-Rops, publient en 1961 un recueil de textes bénédictins sous le titre Saint Benoît et ses fils.
Liste des abbés bénédictins de l'abbaye d'Hautecombe de 1922 à 1992,.
- (1920-)1922 : Léon Guilloreau ;
- 1922-1941 : Bernard Laure ;
- 1941-1943 : André Cabassut ;
- 1943-1978 : Édouard Dupriez ;
- 1978-1992 : Michel Pascal.

### Départ des moines et arrivée du Chemin Neuf

#### Le départ des bénédictins à Ganagobie

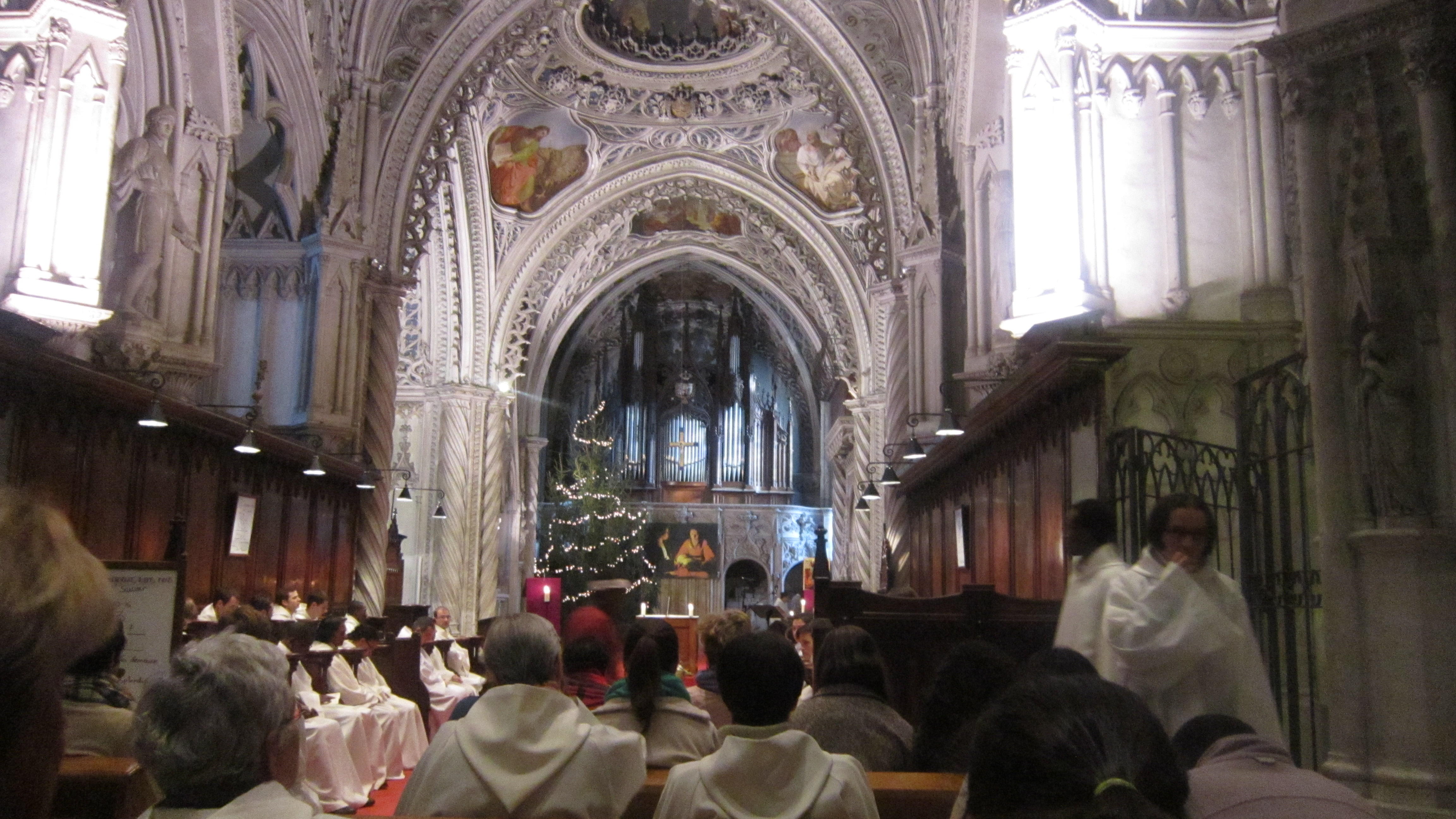
Église abbatiale d'Hautecombe durant une célébration de l'Avent ; les membres de la Communauté du Chemin Neuf sont en aube blanche.

Le 22 juillet 1987, la communauté bénédictine, trop prise par les exigences des visites touristiques et réclamant plus de paix pour vivre sa vocation monastique, vote son transfert en Haute-Provence, au monastère clunisien de Ganagobie, fondé en 930 dans le diocèse de Digne.
L'archevêque de Chambéry d'alors, Claude Feidt, et le père abbé demandent à la communauté du Chemin Neuf, communauté charismatique fondée en 1973, de venir à Hautecombe pour y assurer quatre tâches principales : maintenir la tradition de prière en assurant la célébration des offices et de la messe chaque jour dans l’église abbatiale ; assurer l’entretien du monument et du site d’Hautecombe ; continuer l’accueil des visiteurs ; faire de ce lieu un centre de formation chrétienne et de ressourcement. Le Chemin Neuf, après deux refus successifs, accepte cette demande. En 1992, les moines bénédictins, assurés de la présence d'une communauté priant à Hautecombe, partent donc pour s'établir à Ganagobie.

#### L'abbaye et le Chemin Neuf
Listes des responsables de l'abbaye
- 1992-1999 : Anne-Cathy Graber ;
- 1999-2008 : Olivier Turbat ;
- 2008-2014 : Sonia Béranger ;
- 2014-2017 : Olivier Turbat ;
- Depuis 2017 : Étienne de Beaucorps.

##### Une maison de formation
La communauté du Chemin Neuf, conformément à la demande des bénédictins, a fait de l'abbaye une maison de formation internationale, accueillant des jeunes de tous pays en quête de formation spirituelle. Durant les vingt premières années de sa présence à Hautecombe, le Chemin Neuf a accueilli et formé environ 1 400 personnes.

##### L'accueil touristique

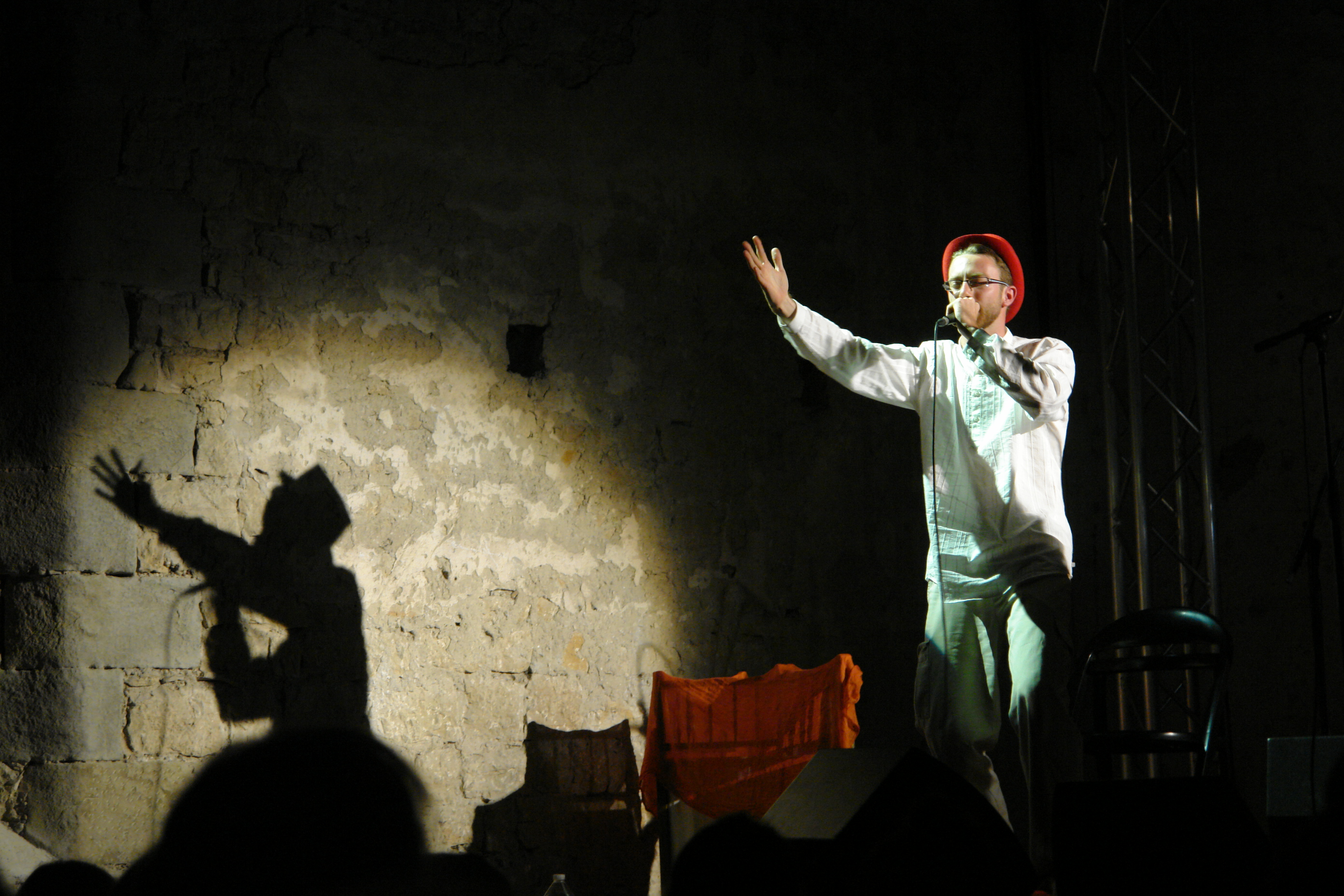
Les nuits d'Hautecombe, concert à la grange batelière, en août 2008.

La communauté a également repris la partie touristique, en prenant à sa charge l'accueil, l'organisation des visites (en 2012, elles sont ainsi disponibles en sept langues), ainsi qu'une partie de la restauration de l'abbaye. Fin 2012, Hervé Gaymard, président du Conseil départemental de la Savoie, note que la « présence [du Chemin Neuf] a apporté une utilité renouvelée à [l'abbaye d'Hautecombe], en pleine conformité avec la Charte de Venise ».
En temps ordinaire, seule l'abbatiale est visitable, afin de ne pas troubler la prière et la formation de la communauté ; une fois par an, lors des Journées européennes du patrimoine, l'ensemble de l'édifice et des jardins est ouvert à la visite. En 2014, l'abbaye accueille ainsi 4 273 visiteurs les 21 et 22 septembre.
Les frais engagés par le Chemin Neuf pour la restauration de l'abbaye sont ainsi estimés à un million d'euros sur la période 1992-2005,,, et à un million et demi d'euros pour la période 1992-2012. Le montant total des travaux sur la période 1992-2012 est quant à lui de 4 683 000 euros (sans tenir compte des travaux d'entretien, qui s'élèvent par exemple à 437 239 euros pour la période 2008-2012), et les travaux prévus à partir de 2013 (réfection des toitures de l'abbatiale) sont estimés à deux millions d'euros supplémentaires. Pour la réfection de la toiture, la répartition des frais s'était faite ainsi : 40 % des frais sont respectivement à la charge du Ministère de la Culture et du Conseil départemental de la Savoie, les 20 % restants à celle de la fondation d'Hautecombe.
À ce titre, une expérimentation sociale a été effectuée durant ces travaux, en partenariat avec le SPIP afin de faire travailler sur ce chantier des personnes détenues et de les réinsérer par le travail,.
Une partie des restaurations a été menée par la commune de Saint-Pierre-de-Curtille, comme pour les appartements du roi.
En 2017, dans le cadre de l'émission Le Monument préféré des Français, l'abbaye est présélectionnée par les internautes pour représenter la Savoie. En compétition avec treize autres sites pour représenter la région Auvergne-Rhône-Alpes, elle est finalement écartée au profit de la cathédrale du Puy-en-Velay ; néanmoins, elle fait partie des monuments recréés en 2018 en maquette Lego par la société ERC Briques basée à Ormoy,.

##### La perpétuation des productions monastiques

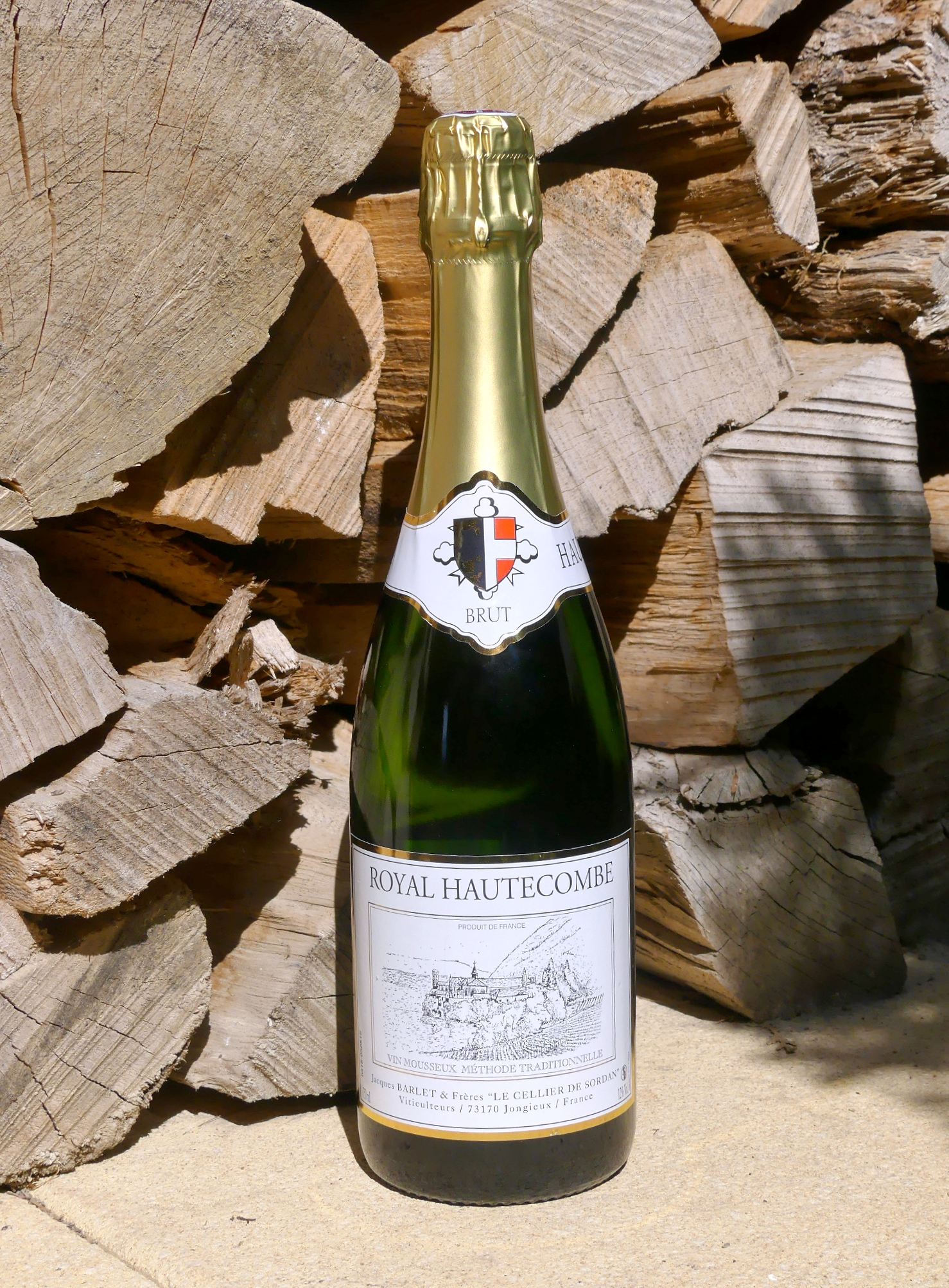
Bouteille de « Royal Hautecombe ».

Le Chemin Neuf a notamment repris certaines productions des moines bénédictins : reproduction d'icônes sur bois, fabrication de bougies, de pâtes de fruits, de confitures et de miel. En revanche, elle a confié à un viticulteur extérieur la gestion de la vigne et de la vinification du « Royal Hautecombe ». Le 5 juin 2020, l'abbaye, en lien avec le brasseur Pascal Moreau implanté à Chanaz, lance une marque de bière.

##### La vie de prière
La communauté anime chaque jour les laudes, l'eucharistie et les vêpres, ouvertes à tous, voisins ou visiteurs de passage, sauf le mardi. C'est une des six maisons d'accueil spirituel du diocèse de Savoie.
Arrivé à l'abbaye d'Hautecombe, le Chemin Neuf perçoit le potentiel du site pour l'organisation de rassemblements estivaux de jeunes. Le premier rassemblement européen, en 1993, voit l'inscription de mille participants, nombre qui monte à deux mille (de trente nationalités, avec une prédominance des Européens de l'Est) en 1996. Lors de ces rassemblements, la journée est partagée en deux, avec une matinée consacrée aux enseignements et témoignages, et une après-midi ouverte sur des temps d'ateliers et de forums. Un accent particulièrement fort est mis sur l'unité et la réconciliation. À partir de l'été 2012, le rassemblement estival d'Hautecombe est transformé, prenant le nom de « Welcome to paradise »,.

##### Un lieu de rencontres œcuméniques
En particulier, l'abbaye est un lieu de formation et de rencontre œcuméniques. Les sept premières années pendant lesquelles Hautecombe est confiée au Chemin Neuf, c'est une mennonite, Anne-Cathy Graber, qui en assure la responsabilité. Des rencontres, conférences et séminaires de formation sur l'œcuménisme y sont régulièrement organisés. L'abbaye est en relation avec les communautés catholique, protestante et orthodoxe des environs.

## Abbaye

### L'abbaye médiévale

#### Organisation générale
L'organisation spatiale des bâtiments de l'abbaye médiévale différait assez peu de l'actuelle, la reconstruction ayant cherché à préserver la structure préexistante. Néanmoins, certaines transformations sont intervenues.
Une double enceinte entourait au Moyen Âge les constructions monastiques côté montagne. L'enceinte extérieure ceignait environ huit hectares, et ne fut entièrement démolie qu'en 1834. Elle allait, en gros, de l'ancien port à l'actuel, en pénétrant d'environ trois cents mètres à l'intérieur des terres. Elle comprenait donc, outre l'abbatiale et le cloître, la grange batelière, les bâtiments agricoles du petit plateau situé immédiatement au-dessus de l'église. L'enceinte intérieure, qui subsiste de nos jours, circonscrit l'abbaye proprement dite (un peu plus de deux hectares), et s'ouvre au nord vers ce qui est le parking actuel.
Hautecombe est bâtie sur un promontoire rocheux que les moines durent étayer et aplanir afin d'y construire leur abbaye. Aussi trouve-t-on des traces de soutènement côté lac. Certains murs descendent jusqu'à la grève prendre appui sur une base solide, et mesurent une vingtaine de mètres de hauteur, pour une épaisseur dépassant parfois deux mètres. La première construction de ce gros œuvre, très dégradée, dut être entièrement refaite aux XIIIe et XIVe siècles. Encore plus tard, on assura la durabilité de l'ensemble en construisant plusieurs gros contreforts, qui furent aménagés en belvédères.
L'abbaye, fidèle au modèle cistercien, s'organise autour du cloître carré. L'abbatiale est au nord. À l'est, dans le prolongement sud du transept, le bâtiment des moines, construit directement sur le roc : il comprenait comme aujourd'hui la sacristie, mais aussi le parloir et la grande salle des moines. Au premier étage se situait le dortoir. Au sud, bâtis sur des fondations complétant l'assise calcaire se situaient (comme dans le bâtiment actuel) les cuisines et le réfectoire, mais aussi le four et le chauffoir (à l'emplacement de la salle à manger du roi actuelle). Enfin, à l'ouest du cloître (à l'emplacement actuel du magasin) se situait le bâtiment des convers.

#### L'ancienne abbatiale

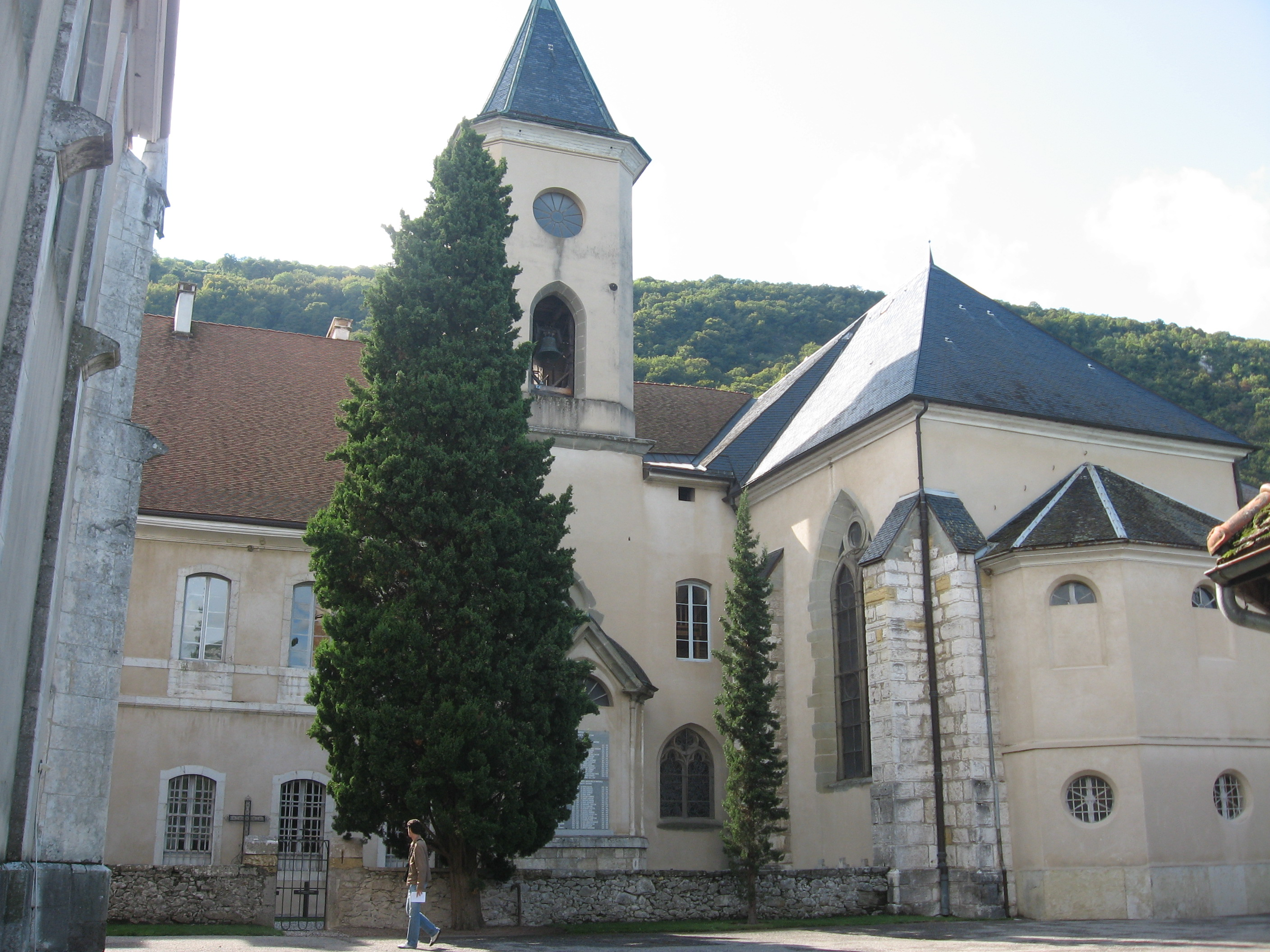
Le chevet et le clocher de l'église abbatiale vus depuis la cour Saint-André. Au premier plan, le cimetière des moines.

L'église médiévale, mis à part le style architectural infiniment plus dépouillé, ne différait de l'actuel édifice que par deux caractéristiques principales : la hauteur des nefs, plus grande, et l'absence de vestibule (l'église était cependant dotée d'un porche, mais moins profond que la chapelle de Belley et communiquant vers la nef et les bas-côtés par trois portes). Édifiée à peu près en même temps que les abbayes de Bonmont et de Fontenay, l'église d'Hautecombe reprend leur plan général, un peu plus grande que Bonmont et plus petite que Fontenay. La longueur totale de l'abbatiale est de 56,75 mètres ; la largeur de la nef est de 7,35 mètres, et la largeur totale de 15,75 mètres avec les bas-côtés ; le transept a à peu près la même largeur que la nef, 7,30 mètres, pour une longueur de 25,90 mètres. À la croisée de la nef et du transept s'élevait une coupole surmontée du clocher (aujourd'hui, il est situé au-dessus de la chapelle Alphonse de Liguori).
L’irrégularité du plan témoigne d'une certaine transgression de la rigueur géométrique. La plus visible entorse à cette dernière est la déviation du chœur vers le nord mais on peut noter aussi l'irrégularité du carré du transept. Il est possible que ces petites imprécisions soient dues notamment à une construction comprenant deux chantiers simultanés, l'un, à l'est, côté lac, entamé directement ; et l'autre, côté montagne, forcé de commencer par des travaux de terrassement (les fondations descendent à cinq mètres).
Le matériau utilisé est extrait sur place, ce qui ne va pas sans poser des problèmes à long terme. En effet, la pierre locale est une molasse de mauvaise qualité, qui contraint les moines des siècles suivants à de nombreuses réparations. Très rapidement, dès la seconde moitié du XIIe siècle, les moines recherchent une pierre plus durable, et se tournent vers une pierre de calcaire jaune issue des environs, et qui sert principalement pour la grange batelière. Les moellons constituant les murs sont peu dégrossis et une quantité importante de mortier est utilisée.
Les murs gouttereaux ont toujours été exempts de contreforts, ainsi que l'ont révélé les décapages pratiqués en 1956 et 1968. En revanche, le transept, lui, en a conservé cinq petits en molasse. Le chœur aussi était probablement soutenu par ces mêmes contreforts, mais ils ont été remplacés lors de la restauration du XVIIIe siècle (celle de Victor-Amédée III).
La lumière pénétrait dans l'église par les trois petits oculi de la façade ouest, ainsi que par six petites fenêtres donnant sur les bas-côté, et deux plus grandes à l'extrémité nord du transept. Le cloître étant assez exigu et la façade ouest donnant sur la montagne, l'église devait donc être particulièrement sombre, sauf si — mais c'est une hypothèse non avérée — le mur du chevet de l'église était ajouré de fenêtres, ce qui n'est plus le cas aujourd'hui. L'église était donc volontairement dépouillée et sobre d'apparence, suivant les principes cisterciens. Tout y était conçu pour faciliter la vie de prière des moines, comme l'escalier reliant directement le dortoir au chœur des moines, ou encore le mur séparant celui-ci de la nef réservée aux convers.

#### Les chapelles

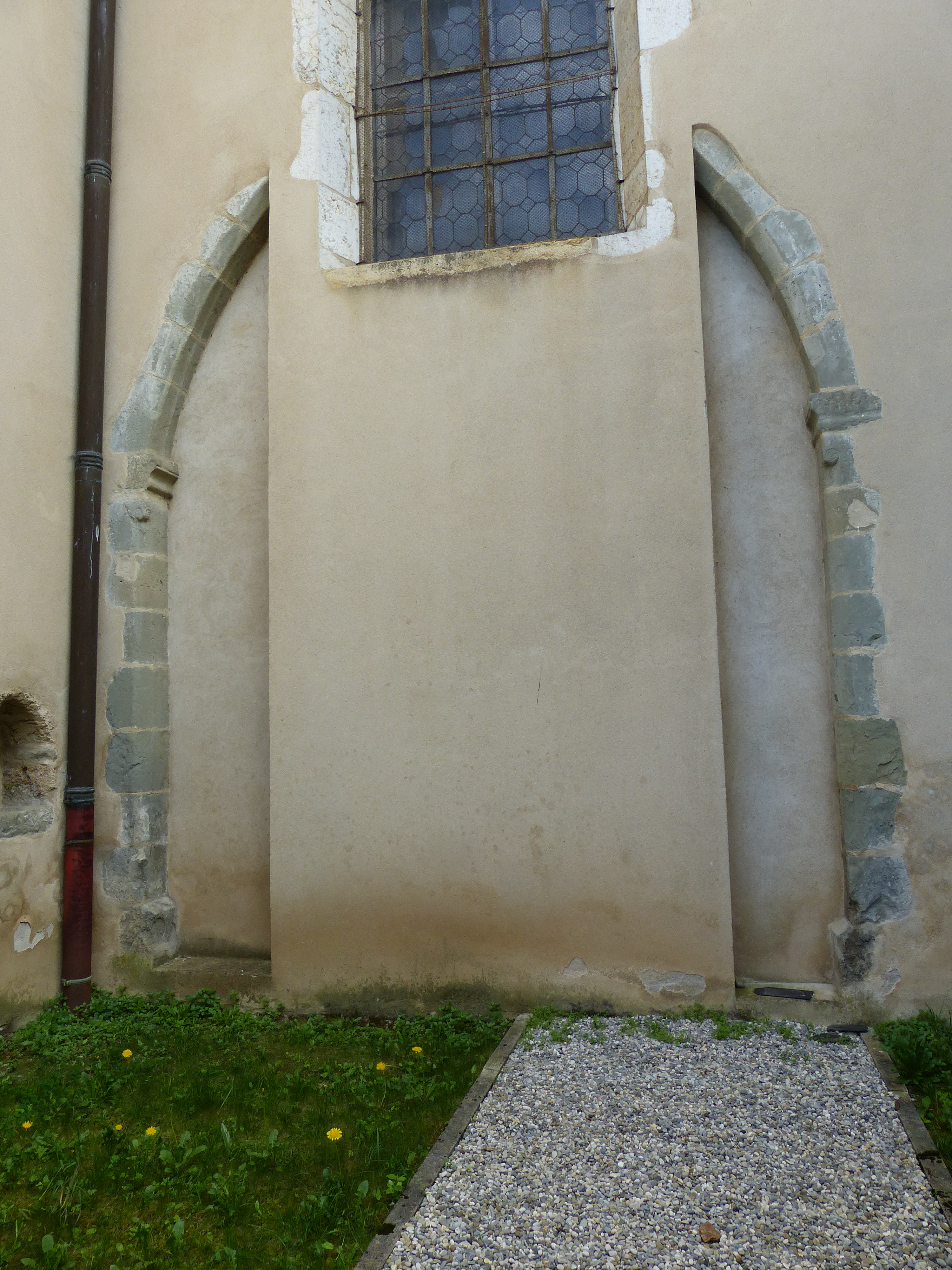
Arc marquant l'ouverture de l'ancienne chapelle de Chevelu, dans le bas-côté septentrional.

À la jonction du transept et du bas-côté nord existait une chapelle dite « de Chevelu », aujourd'hui détruite, de forme carrée ; elle aurait été fondée par le seigneur du château de Lucey, le chevalier Torestan de Chevelu — d'où son nom —, bienfaiteur avec son père Bernard de l'abbaye. À côté de celle-ci, entre l'ancienne chapelle de Chevelu et l'actuelle chapelle saint-Félix, se situait la chapelle de Romont, édifiée par Humbert de Savoie, comte de Romont (d'où son nom) ; étant né hors mariage, il ne pouvait prétendre à la chapelle des princes, mais escomptait bien cependant être enterré à Hautecombe.
Suivant l'usage cistercien, le transept s'ouvrait sur deux chapelles tournées vers l'est de chaque côté du chœur. Les deux chapelles du nord n'existent plus, car elles ont été remplacées par la chapelle des Princes au XIVe siècle (voir ci-dessous § “nécropole de la maison de Savoie”). Les deux chapelles symétriques, au sud du chœur, dédiées à Alphonse de Liguori et saint Michel sont en revanche restées à peu près en l'état. D'après Claudius Blanchard, qui reprend les observations d'Ernesto Melano, celle d'Alphonse de Liguori aurait été un temps consacrée à saint Benoît et saint Bernard, selon la volonté de Bonne de Bourbon ; mais l'emplacement n'a pu en être confirmé avec certitude.

#### Le cloître et les bâtiments des moines

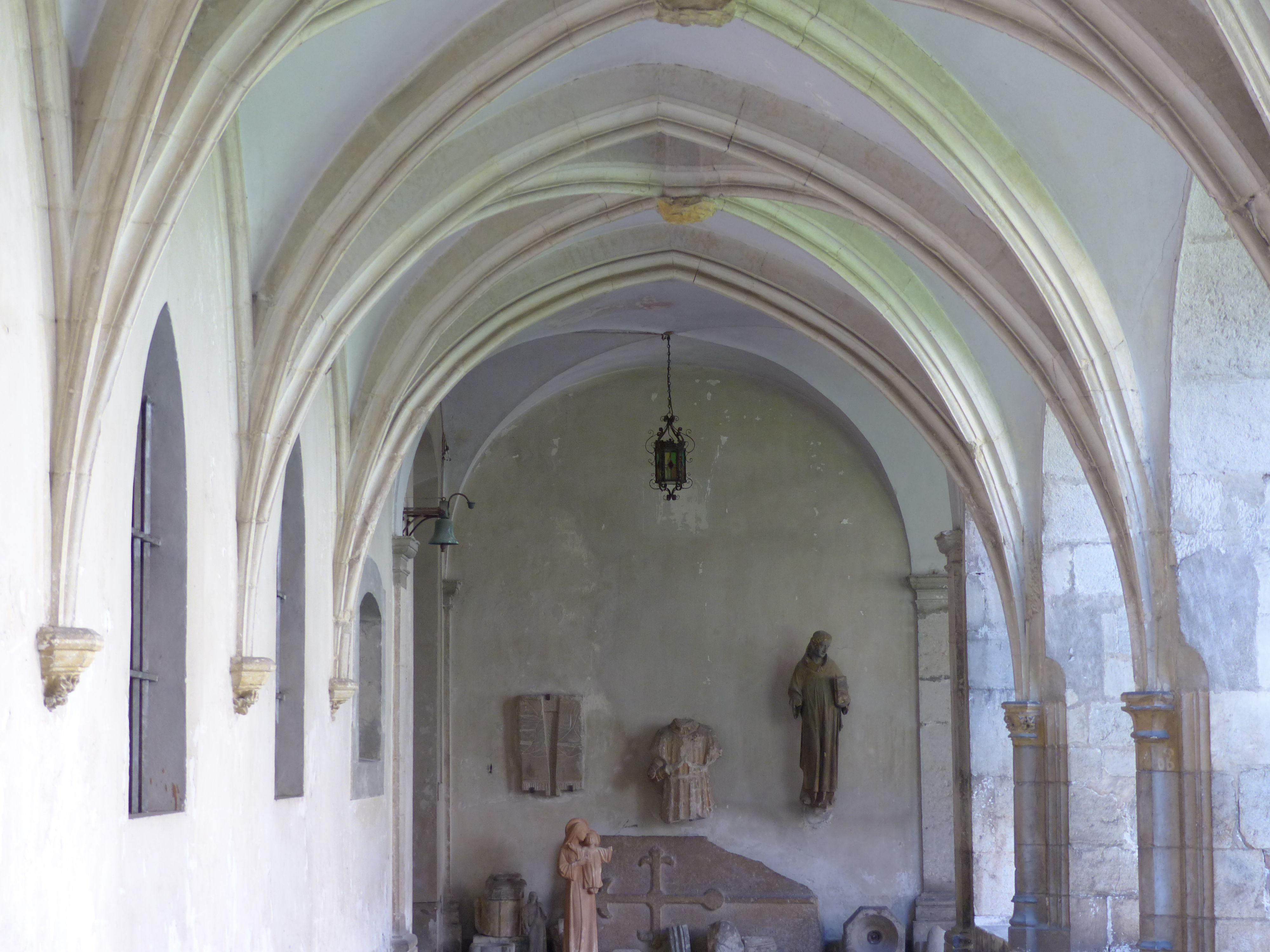
La partie occidentale du cloître (donnant anciennement sur le bâtiment des convers) ; seul témoin de la restauration menée au XVe siècle par Jacques de Moyria. Les autres coursives du cloître datent du.

Le cloître était à peu près le même qu'au XIe siècle. Il ne fut reconstruit qu'une seule fois, alors qu'il menaçait ruine, au début du XVe siècle, par Jacques de Moyria, dernier abbé régulier. À l'ouest, côté lac, il était bordé par le bâtiment des moines, comprenant sacristie, bibliothèque, salle capitulaire et salle des moines au rez-de-chaussée. La bibliothèque n'était à l'origine qu'une simple armoire dans la sacristie : les livres étaient rares, l'imprimerie n'ayant alors pas encore été inventée. La salle capitulaire était le lieu où on lisait la règle monastique, en laissant la porte toujours ouverte pour que les convers situés à l'extérieur pussent entendre. Elle servait aussi de tombe aux abbés, qui sont ensevelis sous le dallage de la pièce. La salle des moines (auditorium ou encore parloir) était le lieu de rassemblement des moines pour toutes les tâches communes. Le dortoir et la cellule de l'abbé étaient situés au premier étage du bâtiment. À partir de l'adoption du régime de la commende, au cours du XVe siècle, les moines, contre les usages de la règle cistercienne, cloisonnèrent le dortoir en chambres individuelles ; et l'abbé quitta sa petite cellule située au-dessus de la sacristie contre un logis qu'il occupait les rares fois où il venait séjourner à Hautecombe.
Au sud du cloître étaient situés les cuisines, le réfectoire, le chauffoir, la cuisine et l'empâterie. Parmi ces pièces, la plus vaste, et de loin, était l'immense réfectoire (vingt-sept mètres de longueur, dix mètres de largeur et vingt de hauteur), voûté et sans charpente supérieure : les tuiles reposaient directement sur la voûte. Il s'effondra faute d'entretien entre 1700 et 1729. À cette époque, cuisine et réfectoire sont réaménagés dans la salle des moines. À l'ouest du cloître (côté montagne) s'étendait le bâtiment des convers, comprenant le cellier ainsi que le réfectoire (au rez-de-chaussée) et le dortoir (au premier étage) de ces derniers.

#### Les autres bâtiments
À l'est du noyau que constituaient l'église, le cloître et les bâtiments le bordant, s'étendait comme aujourd'hui la cour Saint-André et la chapelle du même nom, ainsi que le cimetière. On y trouvait aussi le noviciat et l'infirmerie. D'après un rapport de l'abbé de Salerne, ces bâtiments n'existaient plus en 1486, et furent rétablis par la suite ; le petit bâtiment servit en outre de dortoir, lorsque les moines devenus trop peu nombreux refusèrent de dormir dans le dortoir monastique menaçant ruine au XVIIe siècle. À partir du début de la commende, s'établit aussi dans cette cour le logis de l'abbé. Cette construction audacieuse était bâtie à l'extrême pointe du roc, au-dessus du lac, et accessible directement depuis le port par un escalier ; ainsi, l'abbé commendataire pouvait-il gagner son logis sans avoir à se mêler aux moines. C'était un bâtiment monumental de 26 mètres de façades au sud et au nord, prolongeant le bâtiment sud de l'abbaye. En outre, au XVIIIe siècle, ce logis annexa le chauffoir des moines, seul lieu chauffé en permanence.

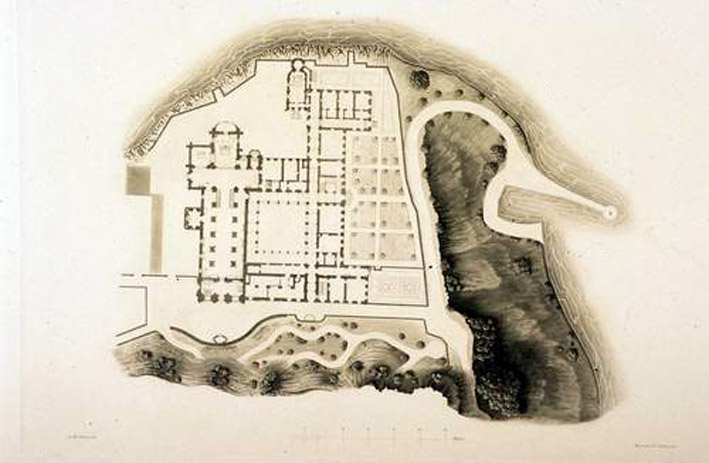
Plan de l'intérieur des bâtiments, dressé en 1844. La principale différence entre ce plan et le plan actuel est l'envasement du vieux port, dû à sa désaffectation.

Le portail actuel de l'enceinte de l'abbaye (portail construit vers 1430 par le dernier abbé régulier, Jacques de Moyria) était jadis plus haut, couvert d'un mâchicoulis et d'une charpente en bâtière (toit à deux pentes), et surmonté à l'une de ses extrémités par une tourelle. Cela est sans doute dû à un des abbés commendataires, au cours du XVe siècle, à l'époque où les monastères étaient souvent assaillis par des pillards, parfois des bandes éparses issues des combats de la guerre de Cent Ans ; cette construction est probablement à lier avec le droit de vie et de mort acquis par l'abbé commendataire à cette époque. Le long de cette porte se tenait le bâtiment de la porterie, tenue par le frère portier.
Plus haut, à la limite de l'enceinte intérieure, à une soixantaine de mètres de la porte principale, se dressait la porte de l'aumône, de laquelle subsiste un montant d'un portail actuel ; elle était ainsi nommée en raison des aumônes qui y étaient organisées pour les nécessiteux ; à proximité se dressait un grand bâtiment (trente mètres de longueur sur dix mètres de largeur), qu'on suppose construit par Amédée VI pour servir d'écurie, et dont il ne reste que deux petits pans de murs. Toujours dans l'enceinte intérieure, mais à un emplacement incertain, devait logiquement, comme dans toutes les abbayes comparables, se trouver une hôtellerie pour accueillir les voyageurs de passage. Sur le petit plateau dominant l'abbaye, se trouvaient les bâtiments d'artisanat : paneterie, grenier, cellier et forge. À partir du XVIe siècle, les frères convers se faisant rares, ils furent remplacés par des laïcs (les « rendus » ou « donnés ») qui logeaient dans des petites maisons individuelles construites aux XVe et XVIe siècles.
L'extérieur de la petite enceinte comprenait aussi plusieurs bâtiments : notamment une boucherie (bâtiments à étage, avec plusieurs pièces) attenant à une étable, qu'on tenait éloignée de l'abbaye à cause des odeurs ; mais aussi une hôtellerie réservée aux femmes, qui ne pouvaient dormir dans l'enceinte monastique. Toutes les abbayes n'en étaient pas dotées, mais Hautecombe, accueillant de nombreuses cérémonies d'inhumation, y était contrainte. Ces bâtiments sont aujourd'hui détruits et leur emplacement incertain, mais leur existence avérée. L'eau potable, quant à elle, était captée dans une source située à trois cents mètres à l'ouest de l'abbatiale, mais à l'intérieur de la grande enceinte, et acheminée par des conduites de bois. Enfin, à l'extérieur des deux enceintes, se trouvaient trois moulins et une scierie ; les moulins subsistèrent jusqu'au XIXe siècle, et l'un s'entre eux, dit « moulin blanc » à cause de la qualité de sa farine, ne fut détruit qu'en 1909. D'autres bâtiments, en ruine lors de la restauration de 1824, et dont des décombres affleurent par endroits, avaient préexisté mais on ne peut que supposer leur fonction.
La grange batelière est par contre aujourd'hui conservée, et c'est un bâtiment rarissime par sa conception. En effet, comme son nom l'indique, cette grange de 35,85 mètres sur 12,70 mètres bâtie sur le lac était accessible par des barques, qui pénétraient à l'étage inférieur voûté par une des quatre ouvertures (deux à l'est, une au nord et une à l'ouest). Des anneaux leur y permettaient de s'amarrer et de demeurer à quai et à l'abri en cas de tempête. Un puits de communication permettait de transvaser le contenu des barques de l'étage inférieur au supérieur, qui était un vaste grenier. Cette grange date, suivant les sources, de la fin du XIIe siècle ou du milieu du XIIIe siècle.

### L'abbaye aujourd'hui

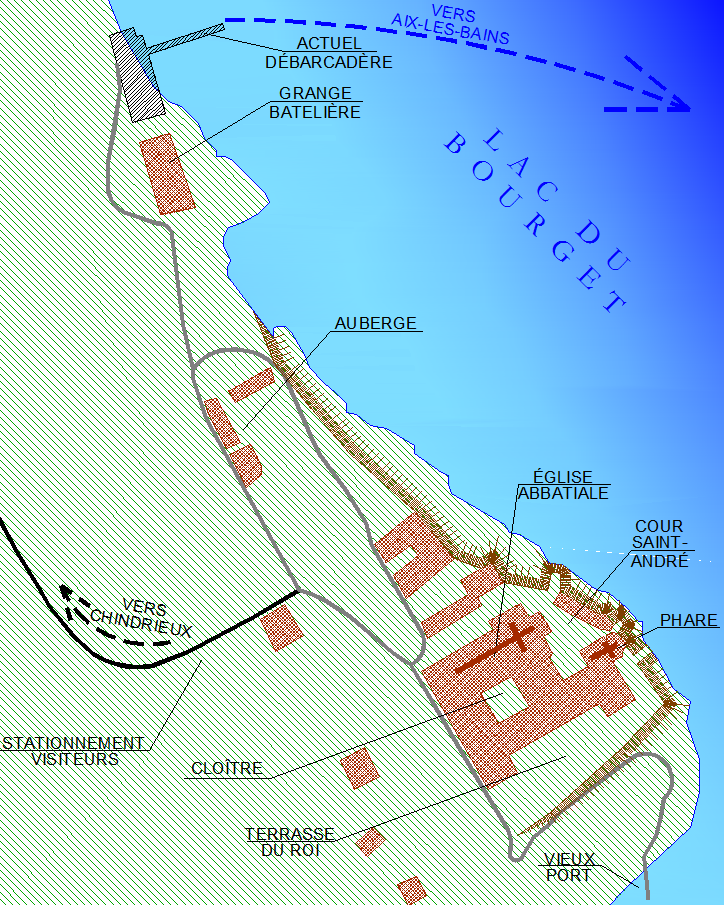
Plan de l'abbaye et de ses environs immédiats.

L'abbaye s'organise autour de l'église abbatiale et du cloître qui la jouxte, selon le plan classique des abbayes. Cependant, des spécificités propres à Hautecombe existent, dues notamment à l'exiguïté du site.
L'église abbatiale est orientée environ 30° au nord par rapport à une stricte orientation Est-Ouest classique. Au nord et à l'est, elle est entourée de la cour Saint-André, qui surplombe directement le lac. Cette cour abrite entre autres le cimetière des moines bénédictins, qui se trouve juste derrière le chevet de l'église. Juste derrière ce cimetière, la construction la plus orientale de l'abbaye est la chapelle Saint-André, surmontée de son phare, tous deux construits sur l'initiative de Marie-Christine, pour guider les pêcheurs en difficulté. Le cloître est situé au sud de l'église, entouré des bâtiments principaux (réfectoire, bibliothèque, scriptorium, salle capitulaire, etc.) ; la terrasse est au sud du cloître.
De l'autre côté, au nord de la cour Saint-André, se situe un grand corps de bâtiment traditionnellement nommé « la ferme », et qui dut donc avoir cette fonction à une époque récente ; ce bâtiment abrite notamment une grande salle voûtée, que les membres du Chemin Neuf ont baptisée Marcel Callo, et qui abrite une partie des formations qu'elle organise. En dehors de l'église, des cours situées devant et derrière, du cloître, des bâtiments qui ceinturent ce dernier et de la terrasse, le site est en forte pente. Notamment, en face du porche de l'église abbatiale, la pente monte fortement vers les anciens sites agricoles (ruches, vignes) ; les vignes ont d'ailleurs été ponctuellement arrachées et le site aplani pour implanter le chapiteau sous lequel le Chemin Neuf accueille des rassemblements estivaux.

#### L'église abbatiale

##### Caractéristiques générales

Plan détaillé de l'église abbatiale d'Hautecombe, avec descriptif des différents éléments. D'après Joseph Jacquemoud.

L'église abbatiale adopte un plan classique de croix latine à une nef de six travées et deux bas-côtés, avec un transept et un chœur. La seule particularité notable dans la structure de l'église est l'emplacement de l'orgue, situé non au-dessus de l'entrée, mais au fond du chœur, qui est donc aveugle. Ce dernier est très légèrement désaxé au nord. Raymond Oursel remarque que l'église abbatiale d'Hautecombe reprend le plan classique cistercien déployé en particulier à l'abbaye de Fontenay.
La largeur et la longueur de l'édifice sont exactement les mêmes que celle de l'église d'origine, détruite à la Révolution. En revanche, les voûtes de l'ancienne église étaient beaucoup plus hautes (environ 14 mètres) que celle de l'église actuelle (environ 10,4 mètres). La façade d'origine, qui se situe entre la nef et la chapelle de Belley (six mètres environ en arrière de la façade de Claude d'Estavayer), peut encore être vue depuis les combles de l'édifice. Les traces des anciennes voûtes des XIIIe et XIVe siècles (cette dernière un peu plus basse) sont encore visibles, respectivement au-dessus d'un mur « peint en ocre rouge » et d'une autre partie du mur « blanchi[e] à la chaux ».
Claudius Blanchard (à la page 68 de Histoire de l'abbaye d'Hautecombe en Savoie), analysant la structure du nouvel édifice, qui reprend exactement celle de l'ancien, en déduit que l'église d'origine, remontant« aux temps d'Humbert III, … fut un des premiers édifices gothiques, non seulement des vallées alpestres, mais encore du sol français ». Il semble que ce soient les cisterciens qui aient importé cette nouveauté architecturale en territoire français : « Les cisterciens, qui possèdent en 1209 dix monastères en Savoie, introduisent en Savoie le berceau brisé. ».
Les études plus récentes, en revanche, sans remettre en question la réalité des croisées d'ogives présentes dès la construction de l'église initiale, ne concluent plus cependant à une structure gothique. La Savoie étant à un carrefour d'influences architecturales, et les sites d'implantation d'églises étant souvent très contraints (manque de place, matériau friable), de nombreuses adaptations architecturales ont vu le jour. Le père Romain Clair, moine bénédictin d'Hautecombe et spécialiste de l'histoire de celle-ci, rapporte ainsi que la nef centrale originelle était voûtée en « un berceau très légèrement brisé » alors que les bas-côtés étaient dotés « de berceaux longitudinaux en plein cintre », système assez rare dans l'architecture cistercienne.
Entre les deux avant-derniers piliers de la nef (cénotaphes respectivement de Jean de Savoie et de Philippe Ier de Savoie) et les deux derniers, qui donnent sur le transept, la nef comporte deux rangs de stalles de chaque côté, destinés à l'origine aux moines et désormais aux membres de la communauté du Chemin Neuf. Un des plus importants ajouts à l'édifice originel est la chapelle dédiée à saint Félix (le saint patron de Charles-Félix de Savoie, probablement Félix IV), s'ouvrant sur le bas-côté nord, et dont le style classique tranche sur le gothique troubadour du reste de l'édifice.

##### Ornementation
Les très nombreux entrelacs de la voûte sont, au contraire de la technique savoyarde déployée à la cathédrale de Chambéry et à la chapelle du château de Chambéry (Chapelle du Saint Suaire), en relief, en stuc, et non en trompe-l'œil : « Les voûtes à fond bleu sont recouvertes d'entrelacs en stuc. ». Les allèges sont ainsi souvent recouvertes de bas-reliefs représentant des scènes de bataille.
Cependant, de très nombreux autres éléments sont en trompe-l'œil : « L'usage, peu parcimonieux, du trompe-l'œil néogothique vise bien sûr à frapper les imaginations : il doit cristalliser l'identité savoyarde en un lieu pour le moins singulier. ». Les fresques de la coupole représentent la vie de Bernard de Clairvaux.

##### L'orgue
Comme il a été écrit précédemment, l'orgue possède la rare particularité d'être situé au fond du chœur de l'église abbatiale. En revanche, la console est située, elle, à l'intersection de la nef et du transept, sur le côté droit de la nef. Il existe donc une distance d'une quinzaine de mètres entre l'organiste et son instrument, ce qui induit un léger décalage temporel ne facilitant pas le jeu. L'orgue a été construit en 1843 par les frères Agati et sa dernière restauration remonte à 1985.

#### Le cloître

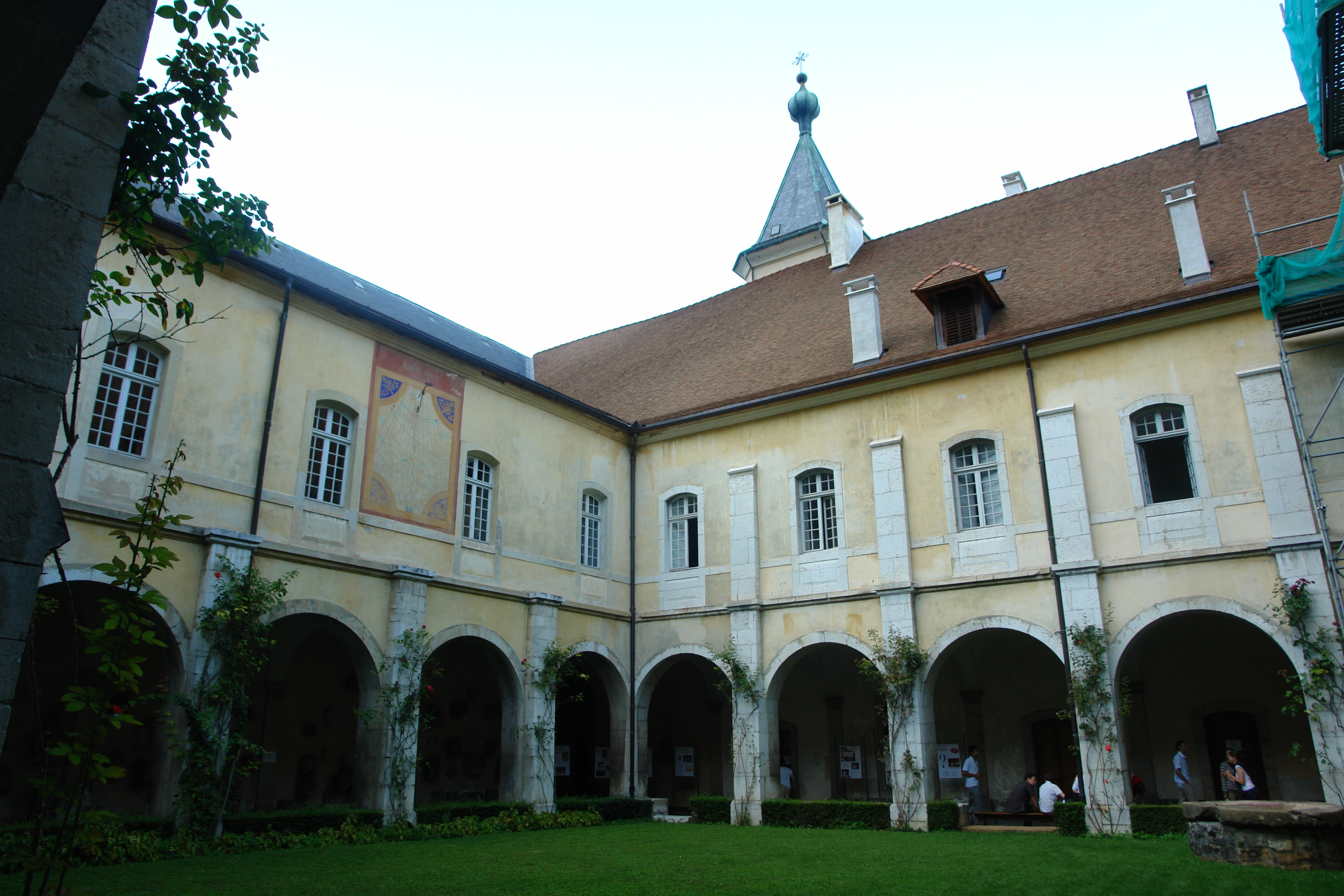
Le cloître de l'abbaye.

Le cloître de l'abbaye d'Hautecombe a été construit en 1742 ; il a bien supporté la Révolution et a été globalement peu modifié par les restaurations de Charles-Félix et de sa femme. Il est situé du côté sud de l'église abbatiale. De dimensions assez réduites (26,5 × 27,35 mètres), il est entièrement clos pour ne permettre aucune distraction aux moines qui l'arpentaient. Au centre du cloître se trouve un petit jardin au milieu duquel trône un puits, profond de 11,2 mètres, qui alimentait la communauté en eau potable dans des temps antérieurs ; depuis, le puits a été remplacé par une fontaine actionnée par une pompe à main. Quelques pierres, vestiges de l'ancienne abbaye (d'avant la Révolution) sont exposées sur un des murs.
Autour du cloître (au rez-de-chaussée) sont situés, au nord l'église abbatiale, à l'est l'ancienne salle du chapitre, transformée sous l'égide du Chemin Neuf en oratoire œcuménique, à l'ouest la boutique de l'abbaye, au sud le réfectoire des moines, enfin au sud-ouest la salle à manger dite « du Roi », car conçue dans l'esprit de Charles-Félix pour servir de lieu propre à l'accueillir lors de ses visites à l'abbaye. De même, au premier étage, les appartements du roi sont situés au sud-est du cloître ; au nord du cloître (le long de l'abbatiale) se situe en particulier la bibliothèque, contenant environ 10 000 volumes.

#### La terrasse

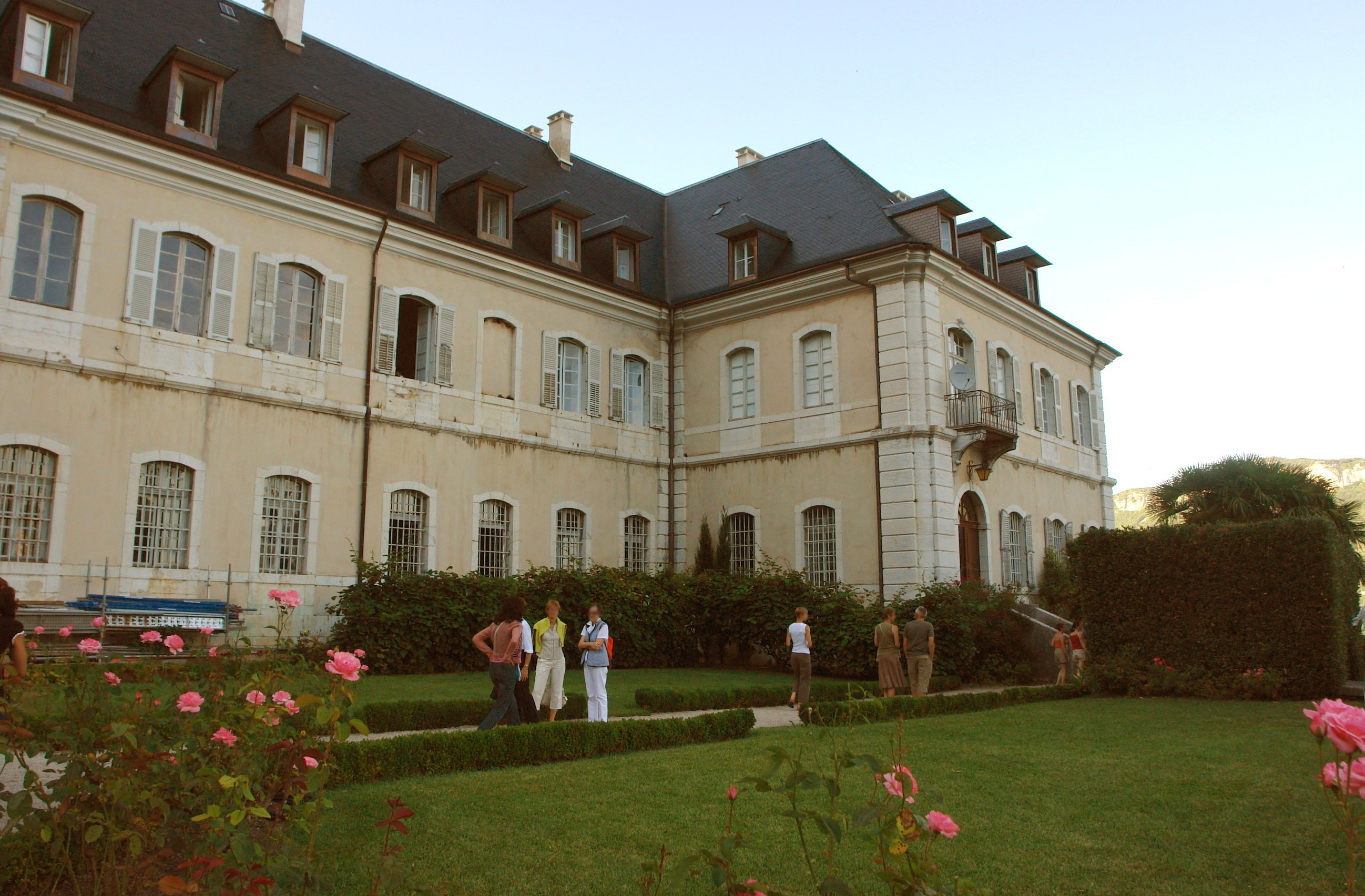
Terrasse de l'abbaye.

La terrasse de l'abbaye, au sud du cloître, a été aménagée durant les travaux de rénovation de l'abbaye au XVIIIe siècle. Elle surplombe d'une vingtaine de mètres le vieux port, ancien embarcadère des bateaux en provenance d'Aix-les-Bains, aujourd'hui désaffecté. Elle a été représentée en particulier (« terrasse de l'ancienne Abbaye d'haute-Combe ») par Lancelot Théodore Turpin de Crissé, chambellan de Joséphine de Beauharnais, durant le séjour à Aix de l'impératrice qui venait d'être répudiée.
La terrasse et le cloître sont ouverts à la visite chaque année pour les Journées du patrimoine.

#### La chapelle Saint-André et le phare
La chapelle Saint-André est située à l'extrême est. Elle est surmontée du phare d'Hautecombe ; tous deux ont été construits lors de l'achèvement des travaux de restauration, par Marie-Christine en 1833. Le phare servait à aiguiller les mariniers se trouvant sur le lac, dans le cadre de la mission d'assistance aux bateaux qu'avaient à remplir les moines. La chapelle Saint-André existait déjà avant les travaux de Melano, et sa structure (arcs en plein cintre) est chargée de décorations qui ne peuvent pas être rapportées à une architecture cistecienne. Romain Clair fait l'hypothèse qu'une chapelle préexistante à l'arrivée des Cisterciens avait été construite sur le site de Charaïa, peut-être au XIe siècle ; et éventuellement même que cette chapelle aurait repris des éléments (sarcophages) datant du VIIe ou VIIIe siècle.
Le phare a été restauré en 2007 par le Chemin Neuf grâce au mécénat (18 000 €) du Crédit Agricole,.

#### La grange batelière

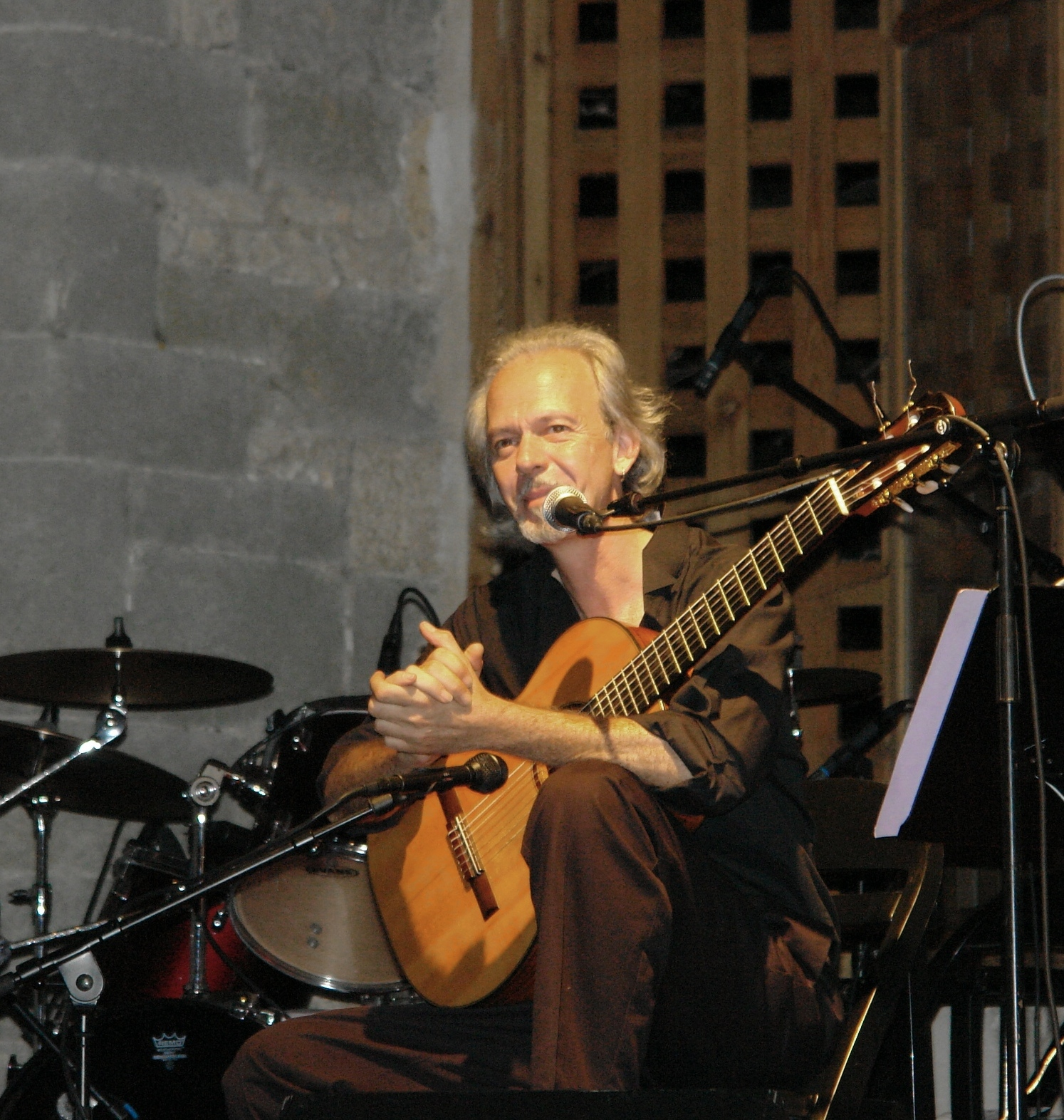
Le guitariste américain Anthony Glise en 2008 aux nuits d'Hautecombe, dans la grange batelière.

La grange batelière est située à côté du nouvel embarcadère de l'abbaye ; elle date de la fin du XIIe siècle. Ce bâtiment à usage de grenier a gardé comme principale caractéristique sa construction sur deux niveaux, le niveau inférieur pouvant à l'origine communiquer avec le lac pour que les barques puissent entrer et charger ou décharger leurs produits.
Elle a été classée monument historique en 1875, et restaurée en 1984, ; son réaménagement en 2007 l'a transformée en lieu consacré à la culture, avec l'organisation régulière de concerts (principalement de musique classique ou sacrée) et d'expositions de peinture ou de photographie, notamment en août avec les « Nuits d'Hautecombe »,,.

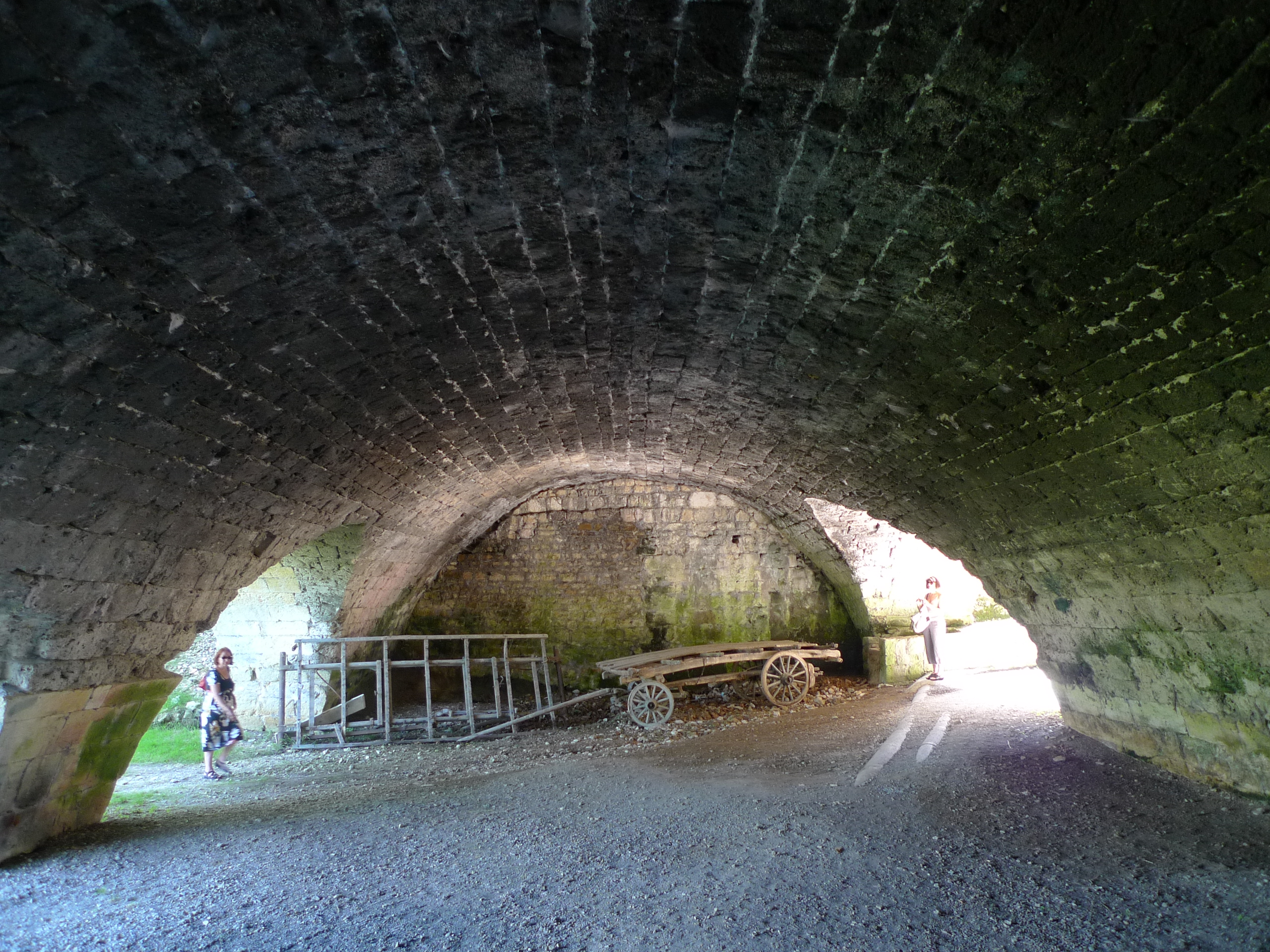
L'ancien débarcadère sous la grange batelière.

#### Autres
En 2022, une statue du Christ-Roi est nettoyée de la végétation qui la recouvre et restaurée. Cette statue se trouve au sud de l'abbaye, près de la pointe de Bourdeau, et fait face au lac.

### La nécropole de la maison de Savoie

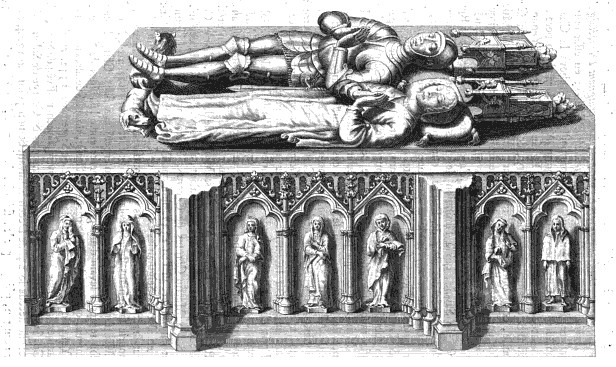
Tombe d'Aymon de Savoie et Yolande de Montferrat par Samuel Guichenon.
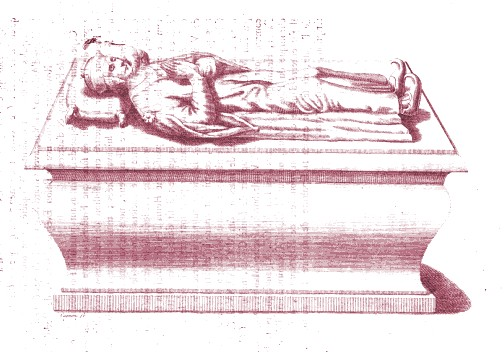
Gisant d'Humbert III de Savoie.
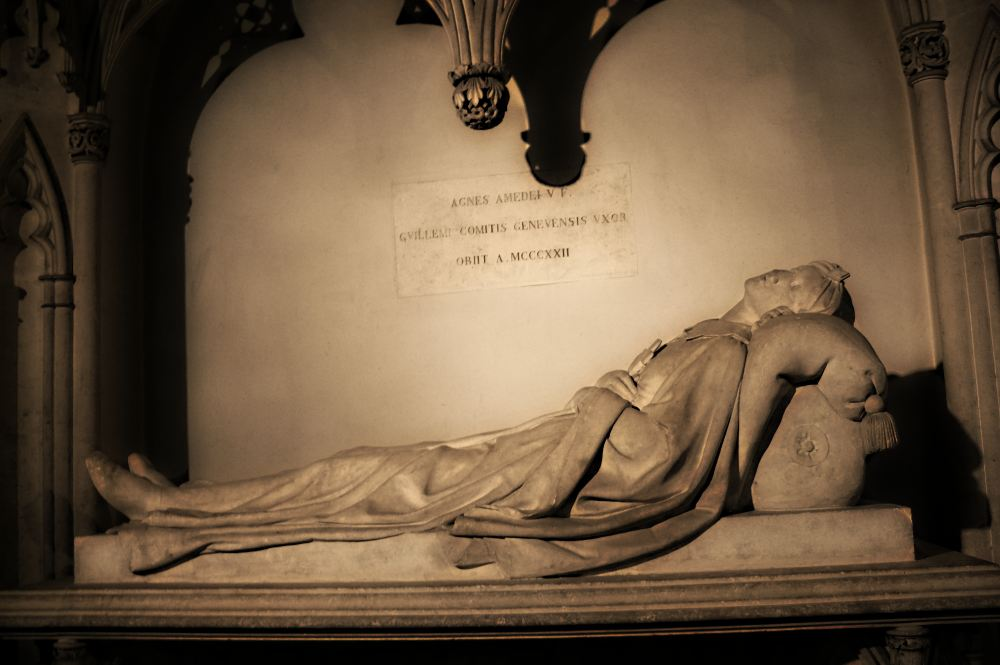
Tombe d'Agnès de Savoie.
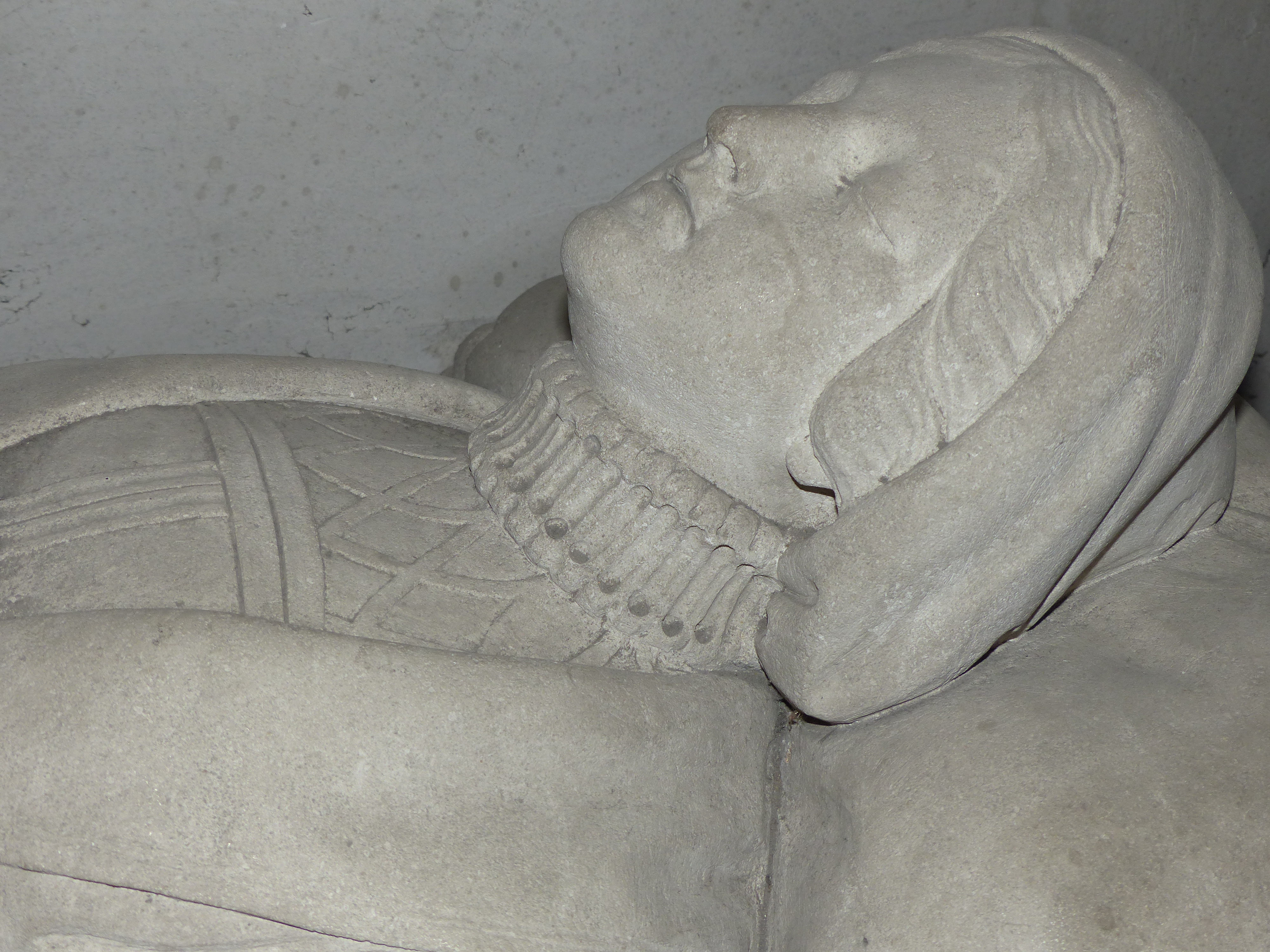
Gisant de Béatrix de Savoie.
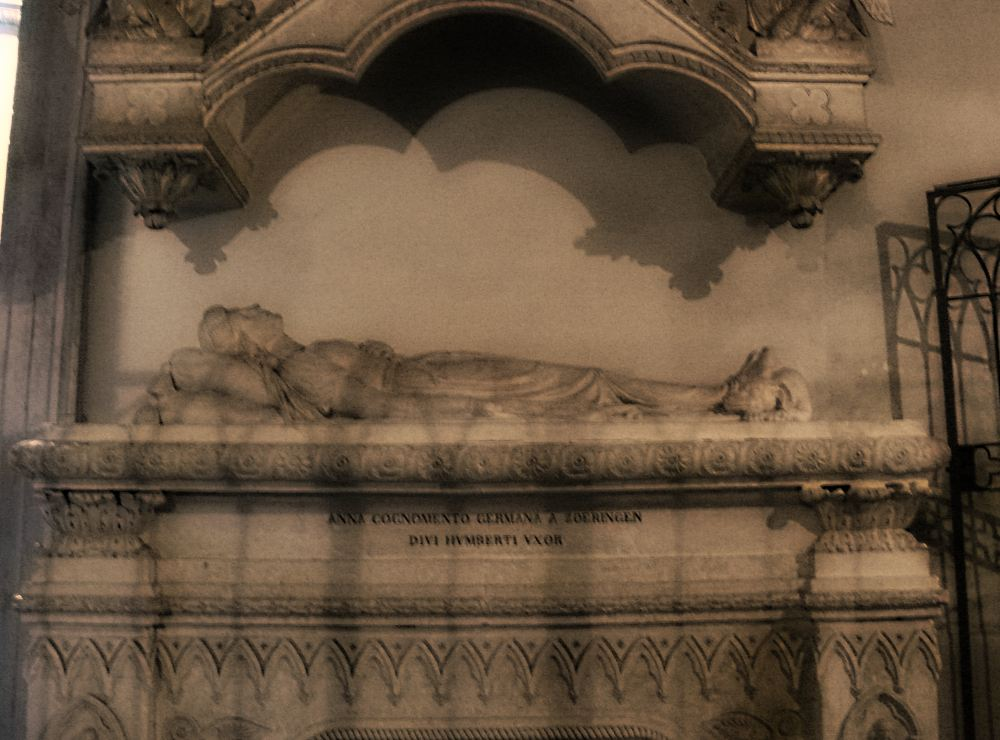
Tombe de Clémence de Zähringen, femme d'Humbert III de Savoie.
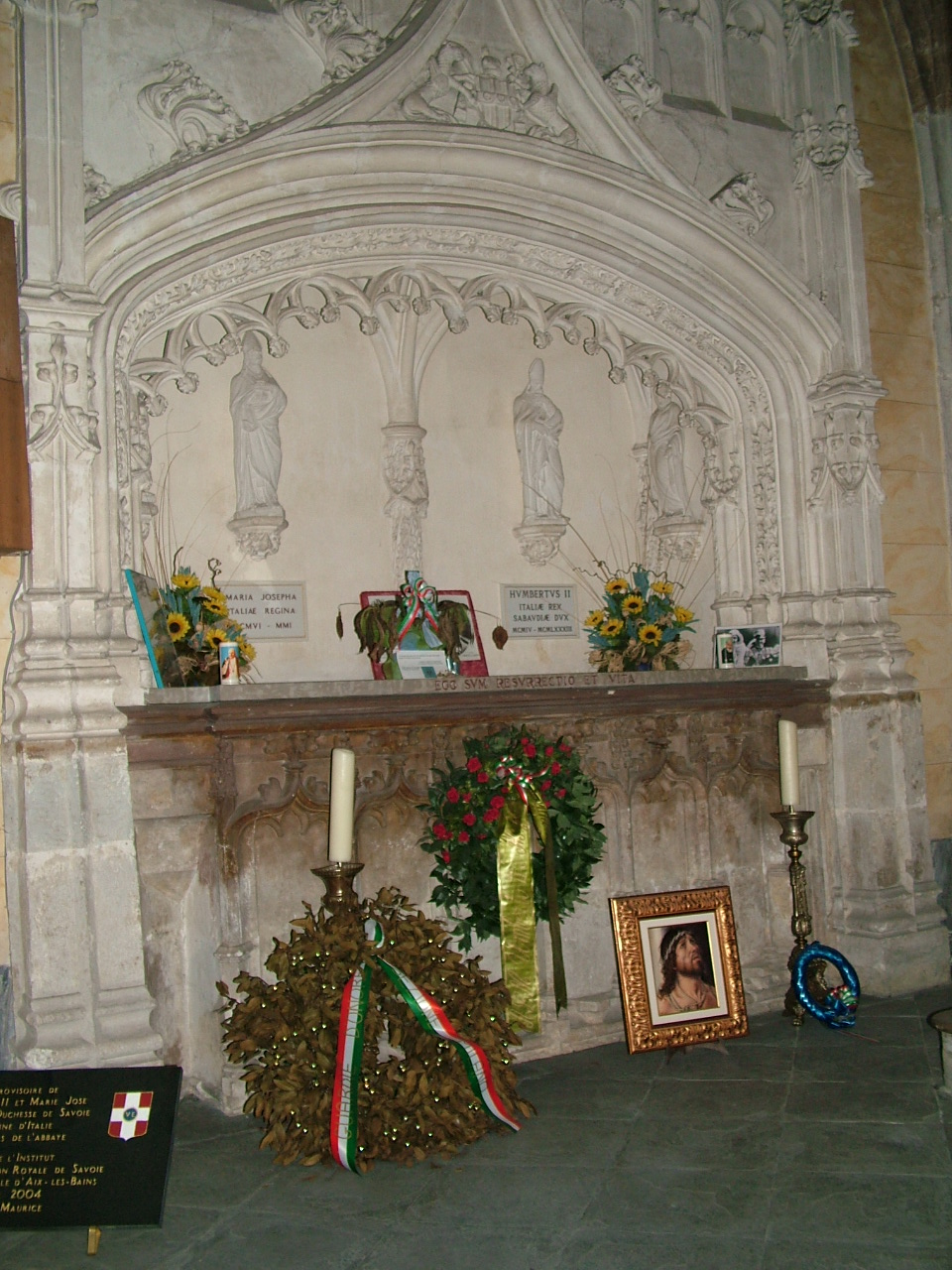
Tombeau d'Humbert II, dernier roi enterré à Hautecombe, mort en 1983, et de sa femme Marie-José.

À ses débuts, l'abbaye d'Hautecombe n'avait pas cette vocation de nécropole. Amédée III, son premier protecteur, par exemple, n'y est pas enterré. C'est la piété d'Humbert III, qui l'amenait souvent prier au monastère, et la perte prématurée de son épouse Clémence de Zähringen, qui amenèrent l'inhumation de cette dernière dans le cloître de l'abbaye, pour que son mari vienne se recueillir sur sa tombe, puis, logiquement, l'enterrement de celui-ci à côté d'elle, et la tradition s'instaura. Mais, à l'exception de Boniface de Cantorbéry, évêque, les nobles défunts étaient enterrés soit dans le cloître soit dans les espaces extérieurs
C'est Aymon de Savoie qui fit ériger à Hautecombe entre 1331 et 1342 la « chapelle des Princes », une crypte dont le plan était en “T”, prenant la place des deux chapelles situées à l'Est de la partie Nord du transept, et dans laquelle il fit transporter la totalité des dépouilles mortelles présentes à Hautecombe depuis Clémence de Zähringen. Elle fut décorée par les deux peintres Jean de Grandson et Giorgio d'Aquila,.
De cette date jusque vers le début du XVIe siècle, elle fut la nécropole des comtes de Savoie ainsi que celle des princes et princesses de cette dynastie. Au cours des siècles suivants, d'autres princes et princesses de Savoie, ainsi que certains souverains de la dynastie (ducs de Savoie puis rois de Sardaigne) choisirent d'être inhumés dans l'abbaye d'Hautecombe pour en faire leur nécropole, comme la basilique Saint-Denis l'est pour les rois de France. La liste des souverains qui y sont enterrés n'est pas aussi claire qu'il y semble au premier abord. Ainsi, le Grand dictionnaire universel du XIXe siècle de Pierre Larousse (publié entre 1866 et 1876) tome neuvième, décompte vingt-huit tombeaux et cénotaphes (donc trente en y ajoutant les deux du XXe siècle). La Notice sur la royale abbaye d'Hautecombe de Jean L. Cot en recense vingt-neuf (donc trente-deux aujourd'hui). En réalité, au moins quarante-et-une personnes de la maison de Savoie, hommes, femmes et enfants sont enterrés à Hautecombe. Cette différence tient premièrement au fait que les membres d'un couple sont enterrés parfois ensemble, parfois séparément ; que les enfants en bas âge ne sont pas toujours comptés dans les anciennes estimations ; enfin que certains tombeaux sont vides, les personnes prévues pour y être ensevelies l'ayant été ailleurs.
Par ailleurs, les sources du XIXe siècle font état de confusions, d'erreurs et d'inversions concernant les personnes. Ainsi, Jean L. Cot fait gésir Thomas II de Piémont dans l'abbatiale, alors qu'il est enterré dans la cathédrale d'Aoste. De même, il suppose que Marie-Anne de Savoie (la sœur aînée de Charles-Félix), princesse de Sardaigne, duchesse de Chablais (née le 17 décembre 1757, morte le 11 octobre 1824), qu'il nomme Marie-Anne-Caroline-Gabrielle, est enterrée à Hautecombe. En réalité, son tombeau est situé dans la salle des princes (cinquième salle) de la basilique de Superga, mais un monument à sa mémoire a été effectivement dressé dans la chapelle de Belley. Joseph Jacquemoud, de son côté, décrivant le tombeau de Claude d'Estavayer, fait la supposition qu'il y est enterré ; comme on l'a vu, ce dernier a été en fait inhumé à l'abbatiale de Romainmôtier.

#### Tableau généalogique
Les membres de la maison de Savoie qui sont enterrés à Hautecombe sont ceux dont le nom est dans un cadre vert, plus six autres détaillés en bas de liste :
|                                   |                                   |                                   |                                   |                                   |                                   |                               |                               |                                   |                                   |                                   |                                   |                                     |                                     | Amédée III de Savoie (1095-1148)    | Amédée III de Savoie (1095-1148)    | Amédée III de Savoie (1095-1148)    | Amédée III de Savoie (1095-1148)    | Amédée III de Savoie (1095-1148)  | Amédée III de Savoie (1095-1148)  |                                   |                                   |                                   |                                   |                                      |                                   | Mahaut d'Albon (1110-1145)       | Mahaut d'Albon (1110-1145)       | Mahaut d'Albon (1110-1145)        | Mahaut d'Albon (1110-1145)        | Mahaut d'Albon (1110-1145)        | Mahaut d'Albon (1110-1145)        |                                   |                                   |                                   |                                   |                                   |                                   |                                  |                                  |                                  |                                  |                                |                                |                                |                                |                                   |                                   |                                    |                                    |                                    |                                    |                                            |                                            |                                            |                                            |                                            |                                            |  |  |  |  |
|                                   |                                   |                                   |                                   |                                   |                                   |                               |                               |                                   |                                   |                                   |                                   |                                     |                                     | Amédée III de Savoie (1095-1148)    | Amédée III de Savoie (1095-1148)    | Amédée III de Savoie (1095-1148)    | Amédée III de Savoie (1095-1148)    | Amédée III de Savoie (1095-1148)  | Amédée III de Savoie (1095-1148)  |                                   |                                   |                                   |                                   |                                      |                                   | Mahaut d'Albon (1110-1145)       | Mahaut d'Albon (1110-1145)       | Mahaut d'Albon (1110-1145)        | Mahaut d'Albon (1110-1145)        | Mahaut d'Albon (1110-1145)        | Mahaut d'Albon (1110-1145)        |                                   |                                   |                                   |                                   |                                   |                                   |                                  |                                  |                                  |                                  |                                |                                |                                |                                |                                   |                                   |                                    |                                    |                                    |                                    |                                            |                                            |                                            |                                            |                                            |                                            |  |  |  |  |
|                                   |                                   |                                   |                                   |                                   |                                   |                               |                               |                                   |                                   |                                   |                                   |                                     |                                     |                                     |                                     |                                     |                                     |                                   |                                   |                                   |                                   |                                   |                                   |                                      |                                   |                                  |                                  |                                   |                                   |                                   |                                   |                                   |                                   |                                   |                                   |                                   |                                   |                                  |                                  |                                  |                                  |                                |                                |                                |                                |                                   |                                   |                                    |                                    |                                    |                                    |                                            |                                            |                                            |                                            |                                            |                                            |  |  |  |  |
|                                   |                                   |                                   |                                   |                                   |                                   |                               |                               |                                   |                                   |                                   |                                   |                                     |                                     |                                     |                                     |                                     |                                     |                                   |                                   |                                   |                                   |                                   |                                   |                                      |                                   |                                  |                                  |                                   |                                   |                                   |                                   |                                   |                                   |                                   |                                   |                                   |                                   |                                  |                                  |                                  |                                  |                                |                                |                                |                                |                                   |                                   |                                    |                                    |                                    |                                    |                                            |                                            |                                            |                                            |                                            |                                            |  |  |  |  |
| Clémence de Zähringen (1140-1173) | Clémence de Zähringen (1140-1173) | Clémence de Zähringen (1140-1173) | Clémence de Zähringen (1140-1173) | Clémence de Zähringen (1140-1173) | Clémence de Zähringen (1140-1173) |                               |                               | Humbert III de Savoie (1136-1189) | Humbert III de Savoie (1136-1189) | Humbert III de Savoie (1136-1189) | Humbert III de Savoie (1136-1189) | Humbert III de Savoie (1136-1189)   | Humbert III de Savoie (1136-1189)   |                                     |                                     |                                     |                                     |                                   |                                   | Béatrice de Vienne (1160-1230)    | Béatrice de Vienne (1160-1230)    | Béatrice de Vienne (1160-1230)    | Béatrice de Vienne (1160-1230)    | Béatrice de Vienne (1160-1230)       | Béatrice de Vienne (1160-1230)    |                                  |                                  | 9 autres enfants                  | 9 autres enfants                  | 9 autres enfants                  | 9 autres enfants                  | 9 autres enfants                  | 9 autres enfants                  |                                   |                                   |                                   |                                   |                                  |                                  |                                  |                                  |                                |                                |                                |                                |                                   |                                   |                                    |                                    |                                    |                                    |                                            |                                            |                                            |                                            |                                            |                                            |  |  |  |  |
| Clémence de Zähringen (1140-1173) | Clémence de Zähringen (1140-1173) | Clémence de Zähringen (1140-1173) | Clémence de Zähringen (1140-1173) | Clémence de Zähringen (1140-1173) | Clémence de Zähringen (1140-1173) |                               |                               | Humbert III de Savoie (1136-1189) | Humbert III de Savoie (1136-1189) | Humbert III de Savoie (1136-1189) | Humbert III de Savoie (1136-1189) | Humbert III de Savoie (1136-1189)   | Humbert III de Savoie (1136-1189)   |                                     |                                     |                                     |                                     |                                   |                                   | Béatrice de Vienne (1160-1230)    | Béatrice de Vienne (1160-1230)    | Béatrice de Vienne (1160-1230)    | Béatrice de Vienne (1160-1230)    | Béatrice de Vienne (1160-1230)       | Béatrice de Vienne (1160-1230)    |                                  |                                  | 9 autres enfants                  | 9 autres enfants                  | 9 autres enfants                  | 9 autres enfants                  | 9 autres enfants                  | 9 autres enfants                  |                                   |                                   |                                   |                                   |                                  |                                  |                                  |                                  |                                |                                |                                |                                |                                   |                                   |                                    |                                    |                                    |                                    |                                            |                                            |                                            |                                            |                                            |                                            |  |  |  |  |
|                                   |                                   |                                   |                                   |                                   |                                   |                               |                               |                                   |                                   |                                   |                                   |                                     |                                     |                                     |                                     |                                     |                                     |                                   |                                   |                                   |                                   |                                   |                                   |                                      |                                   |                                  |                                  |                                   |                                   |                                   |                                   |                                   |                                   |                                   |                                   |                                   |                                   |                                  |                                  |                                  |                                  |                                |                                |                                |                                |                                   |                                   |                                    |                                    |                                    |                                    |                                            |                                            |                                            |                                            |                                            |                                            |  |  |  |  |
|                                   |                                   |                                   |                                   |                                   |                                   |                               |                               |                                   |                                   |                                   |                                   | Thomas Ier de Savoie (1178-1233)    | Thomas Ier de Savoie (1178-1233)    | Thomas Ier de Savoie (1178-1233)    | Thomas Ier de Savoie (1178-1233)    | Thomas Ier de Savoie (1178-1233)    | Thomas Ier de Savoie (1178-1233)    |                                   |                                   | Marguerite de Genève (1180-1257)  | Marguerite de Genève (1180-1257)  | Marguerite de Genève (1180-1257)  | Marguerite de Genève (1180-1257)  | Marguerite de Genève (1180-1257)     | Marguerite de Genève (1180-1257)  |                                  |                                  |                                   |                                   |                                   |                                   |                                   |                                   |                                   |                                   |                                   |                                   |                                  |                                  |                                  |                                  |                                |                                |                                |                                |                                   |                                   |                                    |                                    |                                    |                                    |                                            |                                            |                                            |                                            |                                            |                                            |  |  |  |  |
|                                   |                                   |                                   |                                   |                                   |                                   |                               |                               |                                   |                                   |                                   |                                   | Thomas Ier de Savoie (1178-1233)    | Thomas Ier de Savoie (1178-1233)    | Thomas Ier de Savoie (1178-1233)    | Thomas Ier de Savoie (1178-1233)    | Thomas Ier de Savoie (1178-1233)    | Thomas Ier de Savoie (1178-1233)    |                                   |                                   | Marguerite de Genève (1180-1257)  | Marguerite de Genève (1180-1257)  | Marguerite de Genève (1180-1257)  | Marguerite de Genève (1180-1257)  | Marguerite de Genève (1180-1257)     | Marguerite de Genève (1180-1257)  |                                  |                                  |                                   |                                   |                                   |                                   |                                   |                                   |                                   |                                   |                                   |                                   |                                  |                                  |                                  |                                  |                                |                                |                                |                                |                                   |                                   |                                    |                                    |                                    |                                    |                                            |                                            |                                            |                                            |                                            |                                            |  |  |  |  |
|                                   |                                   |                                   |                                   |                                   |                                   |                               |                               |                                   |                                   |                                   |                                   |                                     |                                     |                                     |                                     |                                     |                                     |                                   |                                   |                                   |                                   |                                   |                                   |                                      |                                   |                                  |                                  |                                   |                                   |                                   |                                   |                                   |                                   |                                   |                                   |                                   |                                   |                                  |                                  |                                  |                                  |                                |                                |                                |                                |                                   |                                   |                                    |                                    |                                    |                                    |                                            |                                            |                                            |                                            |                                            |                                            |  |  |  |  |
|                                   |                                   |                                   |                                   |                                   |                                   |                               |                               |                                   |                                   |                                   |                                   |                                     |                                     |                                     |                                     |                                     |                                     |                                   |                                   |                                   |                                   |                                   |                                   |                                      |                                   |                                  |                                  |                                   |                                   |                                   |                                   |                                   |                                   |                                   |                                   |                                   |                                   |                                  |                                  |                                  |                                  |                                |                                |                                |                                |                                   |                                   |                                    |                                    |                                    |                                    |                                            |                                            |                                            |                                            |                                            |                                            |  |  |  |  |
|                                   |                                   |                                   |                                   |                                   |                                   |                               |                               |                                   |                                   |                                   |                                   |                                     |                                     |                                     |                                     |                                     |                                     |                                   |                                   |                                   |                                   |                                   |                                   |                                      |                                   |                                  |                                  |                                   |                                   |                                   |                                   |                                   |                                   |                                   |                                   |                                   |                                   |                                  |                                  |                                  |                                  |                                |                                |                                |                                |                                   |                                   |                                    |                                    |                                    |                                    |                                            |                                            |                                            |                                            |                                            |                                            |  |  |  |  |
| Cécile des Baux (1230-1275)       | Cécile des Baux (1230-1275)       | Cécile des Baux (1230-1275)       | Cécile des Baux (1230-1275)       | Cécile des Baux (1230-1275)       | Cécile des Baux (1230-1275)       |                               |                               | Amédée IV de Savoie (1197-1253)   | Amédée IV de Savoie (1197-1253)   | Amédée IV de Savoie (1197-1253)   | Amédée IV de Savoie (1197-1253)   | Amédée IV de Savoie (1197-1253)     | Amédée IV de Savoie (1197-1253)     |                                     |                                     | Marguerite de Savoie (1212-1273)    | Marguerite de Savoie (1212-1273)    | Marguerite de Savoie (1212-1273)  | Marguerite de Savoie (1212-1273)  | Marguerite de Savoie (1212-1273)  | Marguerite de Savoie (1212-1273)  |                                   |                                   | Guillaume de Savoie (1204-1239)      | Guillaume de Savoie (1204-1239)   | Guillaume de Savoie (1204-1239)  | Guillaume de Savoie (1204-1239)  | Guillaume de Savoie (1204-1239)   | Guillaume de Savoie (1204-1239)   | Boniface de Savoie (1205-1270)    | Boniface de Savoie (1205-1270)    | Boniface de Savoie (1205-1270)    | Boniface de Savoie (1205-1270)    | Boniface de Savoie (1205-1270)    | Boniface de Savoie (1205-1270)    |                                   |                                   |                                  |                                  | Alice de Savoie (1209-1277)      | Alice de Savoie (1209-1277)      | Alice de Savoie (1209-1277)    | Alice de Savoie (1209-1277)    | Alice de Savoie (1209-1277)    | Alice de Savoie (1209-1277)    |                                   |                                   | Philippe Ier de Savoie (1207-1285) | Philippe Ier de Savoie (1207-1285) | Philippe Ier de Savoie (1207-1285) | Philippe Ier de Savoie (1207-1285) | Philippe Ier de Savoie (1207-1285)         | Philippe Ier de Savoie (1207-1285)         |                                            |                                            |                                            |                                            |  |  |  |  |
| Cécile des Baux (1230-1275)       | Cécile des Baux (1230-1275)       | Cécile des Baux (1230-1275)       | Cécile des Baux (1230-1275)       | Cécile des Baux (1230-1275)       | Cécile des Baux (1230-1275)       |                               |                               | Amédée IV de Savoie (1197-1253)   | Amédée IV de Savoie (1197-1253)   | Amédée IV de Savoie (1197-1253)   | Amédée IV de Savoie (1197-1253)   | Amédée IV de Savoie (1197-1253)     | Amédée IV de Savoie (1197-1253)     |                                     |                                     | Marguerite de Savoie (1212-1273)    | Marguerite de Savoie (1212-1273)    | Marguerite de Savoie (1212-1273)  | Marguerite de Savoie (1212-1273)  | Marguerite de Savoie (1212-1273)  | Marguerite de Savoie (1212-1273)  |                                   |                                   | Guillaume de Savoie (1204-1239)      | Guillaume de Savoie (1204-1239)   | Guillaume de Savoie (1204-1239)  | Guillaume de Savoie (1204-1239)  | Guillaume de Savoie (1204-1239)   | Guillaume de Savoie (1204-1239)   | Boniface de Savoie (1205-1270)    | Boniface de Savoie (1205-1270)    | Boniface de Savoie (1205-1270)    | Boniface de Savoie (1205-1270)    | Boniface de Savoie (1205-1270)    | Boniface de Savoie (1205-1270)    |                                   |                                   |                                  |                                  | Alice de Savoie (1209-1277)      | Alice de Savoie (1209-1277)      | Alice de Savoie (1209-1277)    | Alice de Savoie (1209-1277)    | Alice de Savoie (1209-1277)    | Alice de Savoie (1209-1277)    |                                   |                                   | Philippe Ier de Savoie (1207-1285) | Philippe Ier de Savoie (1207-1285) | Philippe Ier de Savoie (1207-1285) | Philippe Ier de Savoie (1207-1285) | Philippe Ier de Savoie (1207-1285)         | Philippe Ier de Savoie (1207-1285)         |                                            |                                            |                                            |                                            |  |  |  |  |
|                                   |                                   |                                   |                                   |                                   |                                   |                               |                               |                                   |                                   |                                   |                                   |                                     |                                     |                                     |                                     |                                     |                                     |                                   |                                   |                                   |                                   |                                   |                                   |                                      |                                   |                                  |                                  |                                   |                                   |                                   |                                   |                                   |                                   |                                   |                                   |                                   |                                   |                                  |                                  |                                  |                                  |                                |                                |                                |                                |                                   |                                   |                                    |                                    |                                    |                                    |                                            |                                            |                                            |                                            |                                            |                                            |  |  |  |  |
|                                   |                                   |                                   |                                   |                                   |                                   |                               |                               |                                   |                                   |                                   |                                   | Béatrice de Savoie (1198-1267)      | Béatrice de Savoie (1198-1267)      | Béatrice de Savoie (1198-1267)      | Béatrice de Savoie (1198-1267)      | Béatrice de Savoie (1198-1267)      | Béatrice de Savoie (1198-1267)      |                                   |                                   | Thomas II de Savoie (1199-1259)   | Thomas II de Savoie (1199-1259)   | Thomas II de Savoie (1199-1259)   | Thomas II de Savoie (1199-1259)   | Thomas II de Savoie (1199-1259)      | Thomas II de Savoie (1199-1259)   |                                  |                                  | Béatrice Fieschi (1225-1283)      | Béatrice Fieschi (1225-1283)      | Béatrice Fieschi (1225-1283)      | Béatrice Fieschi (1225-1283)      | Béatrice Fieschi (1225-1283)      | Béatrice Fieschi (1225-1283)      |                                   |                                   | Pierre II de Savoie (1203-1268)   | Pierre II de Savoie (1203-1268)   | Pierre II de Savoie (1203-1268)  | Pierre II de Savoie (1203-1268)  | Pierre II de Savoie (1203-1268)  | Pierre II de Savoie (1203-1268)  |                                |                                | 7 autres enfants               | 7 autres enfants               | 7 autres enfants                  | 7 autres enfants                  | 7 autres enfants                   | 7 autres enfants                   |                                    |                                    |                                            |                                            |                                            |                                            |                                            |                                            |  |  |  |  |
|                                   |                                   |                                   |                                   |                                   |                                   |                               |                               |                                   |                                   |                                   |                                   | Béatrice de Savoie (1198-1267)      | Béatrice de Savoie (1198-1267)      | Béatrice de Savoie (1198-1267)      | Béatrice de Savoie (1198-1267)      | Béatrice de Savoie (1198-1267)      | Béatrice de Savoie (1198-1267)      |                                   |                                   | Thomas II de Savoie (1199-1259)   | Thomas II de Savoie (1199-1259)   | Thomas II de Savoie (1199-1259)   | Thomas II de Savoie (1199-1259)   | Thomas II de Savoie (1199-1259)      | Thomas II de Savoie (1199-1259)   |                                  |                                  | Béatrice Fieschi (1225-1283)      | Béatrice Fieschi (1225-1283)      | Béatrice Fieschi (1225-1283)      | Béatrice Fieschi (1225-1283)      | Béatrice Fieschi (1225-1283)      | Béatrice Fieschi (1225-1283)      |                                   |                                   | Pierre II de Savoie (1203-1268)   | Pierre II de Savoie (1203-1268)   | Pierre II de Savoie (1203-1268)  | Pierre II de Savoie (1203-1268)  | Pierre II de Savoie (1203-1268)  | Pierre II de Savoie (1203-1268)  |                                |                                | 7 autres enfants               | 7 autres enfants               | 7 autres enfants                  | 7 autres enfants                  | 7 autres enfants                   | 7 autres enfants                   |                                    |                                    |                                            |                                            |                                            |                                            |                                            |                                            |  |  |  |  |
|                                   |                                   |                                   |                                   |                                   |                                   |                               |                               |                                   |                                   |                                   |                                   |                                     |                                     |                                     |                                     |                                     |                                     |                                   |                                   |                                   |                                   |                                   |                                   |                                      |                                   |                                  |                                  |                                   |                                   |                                   |                                   |                                   |                                   |                                   |                                   |                                   |                                   |                                  |                                  |                                  |                                  |                                |                                |                                |                                |                                   |                                   |                                    |                                    |                                    |                                    |                                            |                                            |                                            |                                            |                                            |                                            |  |  |  |  |
|                                   |                                   |                                   |                                   |                                   |                                   |                               |                               |                                   |                                   |                                   |                                   |                                     |                                     |                                     |                                     |                                     |                                     |                                   |                                   |                                   |                                   |                                   |                                   |                                      |                                   |                                  |                                  |                                   |                                   |                                   |                                   |                                   |                                   |                                   |                                   |                                   |                                   |                                  |                                  |                                  |                                  |                                |                                |                                |                                |                                   |                                   |                                    |                                    |                                    |                                    |                                            |                                            |                                            |                                            |                                            |                                            |  |  |  |  |
|                                   |                                   |                                   |                                   |                                   |                                   |                               |                               | Thomas III de Piémont (1248-1282) | Thomas III de Piémont (1248-1282) | Thomas III de Piémont (1248-1282) | Thomas III de Piémont (1248-1282) | Thomas III de Piémont (1248-1282)   | Thomas III de Piémont (1248-1282)   |                                     |                                     | Sibylle de Baugé (1255-1294)        | Sibylle de Baugé (1255-1294)        | Sibylle de Baugé (1255-1294)      | Sibylle de Baugé (1255-1294)      | Sibylle de Baugé (1255-1294)      | Sibylle de Baugé (1255-1294)      |                                   |                                   | Amédée V de Savoie (1253-1323)       | Amédée V de Savoie (1253-1323)    | Amédée V de Savoie (1253-1323)   | Amédée V de Savoie (1253-1323)   | Amédée V de Savoie (1253-1323)    | Amédée V de Savoie (1253-1323)    |                                   |                                   |                                   |                                   |                                   |                                   | Marie de Brabant (c.1278-c.1340)  | Marie de Brabant (c.1278-c.1340)  | Marie de Brabant (c.1278-c.1340) | Marie de Brabant (c.1278-c.1340) | Marie de Brabant (c.1278-c.1340) | Marie de Brabant (c.1278-c.1340) |                                |                                | Louis Ier de Vaud (1253-1302)  | Louis Ier de Vaud (1253-1302)  | Louis Ier de Vaud (1253-1302)     | Louis Ier de Vaud (1253-1302)     | Louis Ier de Vaud (1253-1302)      | Louis Ier de Vaud (1253-1302)      |                                    |                                    | Jeanne de Montfort de Chambéon (1250-1302) | Jeanne de Montfort de Chambéon (1250-1302) | Jeanne de Montfort de Chambéon (1250-1302) | Jeanne de Montfort de Chambéon (1250-1302) | Jeanne de Montfort de Chambéon (1250-1302) | Jeanne de Montfort de Chambéon (1250-1302) |  |  |  |  |
|                                   |                                   |                                   |                                   |                                   |                                   |                               |                               | Thomas III de Piémont (1248-1282) | Thomas III de Piémont (1248-1282) | Thomas III de Piémont (1248-1282) | Thomas III de Piémont (1248-1282) | Thomas III de Piémont (1248-1282)   | Thomas III de Piémont (1248-1282)   |                                     |                                     | Sibylle de Baugé (1255-1294)        | Sibylle de Baugé (1255-1294)        | Sibylle de Baugé (1255-1294)      | Sibylle de Baugé (1255-1294)      | Sibylle de Baugé (1255-1294)      | Sibylle de Baugé (1255-1294)      |                                   |                                   | Amédée V de Savoie (1253-1323)       | Amédée V de Savoie (1253-1323)    | Amédée V de Savoie (1253-1323)   | Amédée V de Savoie (1253-1323)   | Amédée V de Savoie (1253-1323)    | Amédée V de Savoie (1253-1323)    |                                   |                                   |                                   |                                   |                                   |                                   | Marie de Brabant (c.1278-c.1340)  | Marie de Brabant (c.1278-c.1340)  | Marie de Brabant (c.1278-c.1340) | Marie de Brabant (c.1278-c.1340) | Marie de Brabant (c.1278-c.1340) | Marie de Brabant (c.1278-c.1340) |                                |                                | Louis Ier de Vaud (1253-1302)  | Louis Ier de Vaud (1253-1302)  | Louis Ier de Vaud (1253-1302)     | Louis Ier de Vaud (1253-1302)     | Louis Ier de Vaud (1253-1302)      | Louis Ier de Vaud (1253-1302)      |                                    |                                    | Jeanne de Montfort de Chambéon (1250-1302) | Jeanne de Montfort de Chambéon (1250-1302) | Jeanne de Montfort de Chambéon (1250-1302) | Jeanne de Montfort de Chambéon (1250-1302) | Jeanne de Montfort de Chambéon (1250-1302) | Jeanne de Montfort de Chambéon (1250-1302) |  |  |  |  |
|                                   |                                   |                                   |                                   |                                   |                                   |                               |                               |                                   |                                   |                                   |                                   |                                     |                                     |                                     |                                     |                                     |                                     |                                   |                                   |                                   |                                   |                                   |                                   |                                      |                                   |                                  |                                  |                                   |                                   |                                   |                                   |                                   |                                   |                                   |                                   |                                   |                                   |                                  |                                  |                                  |                                  |                                |                                |                                |                                |                                   |                                   |                                    |                                    |                                    |                                    |                                            |                                            |                                            |                                            |                                            |                                            |  |  |  |  |
|                                   |                                   |                                   |                                   |                                   |                                   |                               |                               |                                   |                                   |                                   |                                   |                                     |                                     |                                     |                                     |                                     |                                     |                                   |                                   |                                   |                                   |                                   |                                   |                                      |                                   |                                  |                                  |                                   |                                   |                                   |                                   |                                   |                                   |                                   |                                   |                                   |                                   |                                  |                                  |                                  |                                  |                                |                                |                                |                                |                                   |                                   |                                    |                                    |                                    |                                    |                                            |                                            |                                            |                                            |                                            |                                            |  |  |  |  |
|                                   |                                   |                                   |                                   |                                   |                                   |                               |                               | Jean de Savoie (1273-1284)        | Jean de Savoie (1273-1284)        | Jean de Savoie (1273-1284)        | Jean de Savoie (1273-1284)        | Jean de Savoie (1273-1284)          | Jean de Savoie (1273-1284)          |                                     |                                     |                                     |                                     |                                   |                                   |                                   |                                   | Agnès de Savoie (1286-1322)       | Agnès de Savoie (1286-1322)       | Agnès de Savoie (1286-1322)          | Agnès de Savoie (1286-1322)       | Agnès de Savoie (1286-1322)      | Agnès de Savoie (1286-1322)      |                                   |                                   | 4 autres enfants                  | 4 autres enfants                  | 4 autres enfants                  | 4 autres enfants                  | 4 autres enfants                  | 4 autres enfants                  |                                   |                                   |                                  |                                  | Alice de Piémont (1252-1277)     | Alice de Piémont (1252-1277)     | Alice de Piémont (1252-1277)   | Alice de Piémont (1252-1277)   | Alice de Piémont (1252-1277)   | Alice de Piémont (1252-1277)   |                                   |                                   | Louis II de Vaud (1283-1349)       | Louis II de Vaud (1283-1349)       | Louis II de Vaud (1283-1349)       | Louis II de Vaud (1283-1349)       | Louis II de Vaud (1283-1349)               | Louis II de Vaud (1283-1349)               |                                            |                                            |                                            |                                            |  |  |  |  |
|                                   |                                   | Édouard de Savoie (1284-1329)     | Édouard de Savoie (1284-1329)     | Édouard de Savoie (1284-1329)     | Édouard de Savoie (1284-1329)     | Édouard de Savoie (1284-1329) | Édouard de Savoie (1284-1329) | Jean de Savoie (1273-1284)        | Jean de Savoie (1273-1284)        | Jean de Savoie (1273-1284)        | Jean de Savoie (1273-1284)        | Jean de Savoie (1273-1284)          | Jean de Savoie (1273-1284)          |                                     |                                     |                                     |                                     |                                   |                                   | Marguerite de Savoie († 1359)     | Marguerite de Savoie († 1359)     | Marguerite de Savoie († 1359)     | Marguerite de Savoie († 1359)     | Marguerite de Savoie († 1359)        | Marguerite de Savoie († 1359)     | Agnès de Savoie (1286-1322)      | Agnès de Savoie (1286-1322)      |                                   |                                   | 4 autres enfants                  | 4 autres enfants                  | 4 autres enfants                  | 4 autres enfants                  | 4 autres enfants                  | 4 autres enfants                  |                                   |                                   |                                  |                                  | Alice de Piémont (1252-1277)     | Alice de Piémont (1252-1277)     | Alice de Piémont (1252-1277)   | Alice de Piémont (1252-1277)   | Alice de Piémont (1252-1277)   | Alice de Piémont (1252-1277)   |                                   |                                   | Louis II de Vaud (1283-1349)       | Louis II de Vaud (1283-1349)       | Louis II de Vaud (1283-1349)       | Louis II de Vaud (1283-1349)       | Louis II de Vaud (1283-1349)               | Louis II de Vaud (1283-1349)               |                                            |                                            |                                            |                                            |  |  |  |  |
|                                   |                                   | Édouard de Savoie (1284-1329)     | Édouard de Savoie (1284-1329)     | Édouard de Savoie (1284-1329)     | Édouard de Savoie (1284-1329)     | Édouard de Savoie (1284-1329) | Édouard de Savoie (1284-1329) |                                   |                                   |                                   |                                   |                                     |                                     |                                     |                                     |                                     |                                     |                                   |                                   | Marguerite de Savoie († 1359)     | Marguerite de Savoie († 1359)     | Marguerite de Savoie († 1359)     | Marguerite de Savoie († 1359)     | Marguerite de Savoie († 1359)        | Marguerite de Savoie († 1359)     |                                  |                                  |                                   |                                   |                                   |                                   |                                   |                                   |                                   |                                   |                                   |                                   | Aymon de Savoie (1291-1343)      | Aymon de Savoie (1291-1343)      | Aymon de Savoie (1291-1343)      | Aymon de Savoie (1291-1343)      | Aymon de Savoie (1291-1343)    | Aymon de Savoie (1291-1343)    |                                |                                | Yolande de Montferrat (1318-1342) | Yolande de Montferrat (1318-1342) | Yolande de Montferrat (1318-1342)  | Yolande de Montferrat (1318-1342)  | Yolande de Montferrat (1318-1342)  | Yolande de Montferrat (1318-1342)  |                                            |                                            |                                            |                                            |                                            |                                            |  |  |  |  |
|                                   |                                   |                                   |                                   |                                   |                                   |                               |                               |                                   |                                   |                                   |                                   |                                     |                                     |                                     |                                     |                                     |                                     |                                   |                                   |                                   |                                   |                                   |                                   |                                      |                                   |                                  |                                  |                                   |                                   |                                   |                                   |                                   |                                   |                                   |                                   |                                   |                                   | Aymon de Savoie (1291-1343)      | Aymon de Savoie (1291-1343)      | Aymon de Savoie (1291-1343)      | Aymon de Savoie (1291-1343)      | Aymon de Savoie (1291-1343)    | Aymon de Savoie (1291-1343)    |                                |                                | Yolande de Montferrat (1318-1342) | Yolande de Montferrat (1318-1342) | Yolande de Montferrat (1318-1342)  | Yolande de Montferrat (1318-1342)  | Yolande de Montferrat (1318-1342)  | Yolande de Montferrat (1318-1342)  |                                            |                                            |                                            |                                            |                                            |                                            |  |  |  |  |
|                                   |                                   |                                   |                                   |                                   |                                   |                               |                               |                                   |                                   |                                   |                                   |                                     |                                     |                                     |                                     |                                     |                                     |                                   |                                   |                                   |                                   |                                   |                                   |                                      |                                   |                                  |                                  |                                   |                                   |                                   |                                   |                                   |                                   |                                   |                                   |                                   |                                   |                                  |                                  |                                  |                                  |                                |                                |                                |                                |                                   |                                   |                                    |                                    |                                    |                                    |                                            |                                            |                                            |                                            |                                            |                                            |  |  |  |  |
|                                   |                                   |                                   |                                   |                                   |                                   |                               |                               |                                   |                                   |                                   |                                   |                                     |                                     |                                     |                                     |                                     |                                     |                                   |                                   |                                   |                                   |                                   |                                   |                                      |                                   |                                  |                                  |                                   |                                   |                                   |                                   |                                   |                                   |                                   |                                   |                                   |                                   |                                  |                                  |                                  |                                  |                                |                                |                                |                                |                                   |                                   |                                    |                                    |                                    |                                    |                                            |                                            |                                            |                                            |                                            |                                            |  |  |  |  |
|                                   |                                   |                                   |                                   |                                   |                                   |                               |                               |                                   |                                   |                                   |                                   |                                     |                                     |                                     |                                     |                                     |                                     |                                   |                                   | Bonne de Bourbon (1341-1403)      | Bonne de Bourbon (1341-1403)      | Bonne de Bourbon (1341-1403)      | Bonne de Bourbon (1341-1403)      | Bonne de Bourbon (1341-1403)         | Bonne de Bourbon (1341-1403)      |                                  |                                  | Amédée VI de Savoie (1334-1383)   | Amédée VI de Savoie (1334-1383)   | Amédée VI de Savoie (1334-1383)   | Amédée VI de Savoie (1334-1383)   | Amédée VI de Savoie (1334-1383)   | Amédée VI de Savoie (1334-1383)   |                                   |                                   | Louis, mort-né                    | Louis, mort-né                    | Louis, mort-né                   | Louis, mort-né                   | Louis, mort-né                   | Louis, mort-né                   | 3 autres enfants               | 3 autres enfants               | 3 autres enfants               | 3 autres enfants               | 3 autres enfants                  | 3 autres enfants                  |                                    |                                    |                                    |                                    |                                            |                                            |                                            |                                            |                                            |                                            |  |  |  |  |
|                                   |                                   |                                   |                                   |                                   |                                   |                               |                               |                                   |                                   |                                   |                                   |                                     |                                     |                                     |                                     |                                     |                                     |                                   |                                   | Bonne de Bourbon (1341-1403)      | Bonne de Bourbon (1341-1403)      | Bonne de Bourbon (1341-1403)      | Bonne de Bourbon (1341-1403)      | Bonne de Bourbon (1341-1403)         | Bonne de Bourbon (1341-1403)      |                                  |                                  | Amédée VI de Savoie (1334-1383)   | Amédée VI de Savoie (1334-1383)   | Amédée VI de Savoie (1334-1383)   | Amédée VI de Savoie (1334-1383)   | Amédée VI de Savoie (1334-1383)   | Amédée VI de Savoie (1334-1383)   |                                   |                                   | Louis, mort-né                    | Louis, mort-né                    | Louis, mort-né                   | Louis, mort-né                   | Louis, mort-né                   | Louis, mort-né                   | 3 autres enfants               | 3 autres enfants               | 3 autres enfants               | 3 autres enfants               | 3 autres enfants                  | 3 autres enfants                  |                                    |                                    |                                    |                                    |                                            |                                            |                                            |                                            |                                            |                                            |  |  |  |  |
|                                   |                                   |                                   |                                   |                                   |                                   |                               |                               |                                   |                                   |                                   |                                   |                                     |                                     |                                     |                                     |                                     |                                     |                                   |                                   |                                   |                                   |                                   |                                   |                                      |                                   |                                  |                                  |                                   |                                   |                                   |                                   |                                   |                                   |                                   |                                   |                                   |                                   |                                  |                                  |                                  |                                  |                                |                                |                                |                                |                                   |                                   |                                    |                                    |                                    |                                    |                                            |                                            |                                            |                                            |                                            |                                            |  |  |  |  |
|                                   |                                   |                                   |                                   |                                   |                                   |                               |                               |                                   |                                   |                                   |                                   | Bonne de Berry (1365-1435)          | Bonne de Berry (1365-1435)          | Bonne de Berry (1365-1435)          | Bonne de Berry (1365-1435)          | Bonne de Berry (1365-1435)          | Bonne de Berry (1365-1435)          |                                   |                                   |                                   |                                   |                                   |                                   | Amédée VII de Savoie (1360-1391)     | Amédée VII de Savoie (1360-1391)  | Amédée VII de Savoie (1360-1391) | Amédée VII de Savoie (1360-1391) | Amédée VII de Savoie (1360-1391)  | Amédée VII de Savoie (1360-1391)  |                                   |                                   |                                   |                                   | Maîtresse inconnue                | Maîtresse inconnue                | Maîtresse inconnue                | Maîtresse inconnue                | Maîtresse inconnue               | Maîtresse inconnue               |                                  |                                  |                                |                                |                                |                                |                                   |                                   |                                    |                                    |                                    |                                    |                                            |                                            |                                            |                                            |                                            |                                            |  |  |  |  |
|                                   |                                   |                                   |                                   |                                   |                                   |                               |                               |                                   |                                   |                                   |                                   | Bonne de Berry (1365-1435)          | Bonne de Berry (1365-1435)          | Bonne de Berry (1365-1435)          | Bonne de Berry (1365-1435)          | Bonne de Berry (1365-1435)          | Bonne de Berry (1365-1435)          |                                   |                                   |                                   |                                   |                                   |                                   | Amédée VII de Savoie (1360-1391)     | Amédée VII de Savoie (1360-1391)  | Amédée VII de Savoie (1360-1391) | Amédée VII de Savoie (1360-1391) | Amédée VII de Savoie (1360-1391)  | Amédée VII de Savoie (1360-1391)  |                                   |                                   |                                   |                                   | Maîtresse inconnue                | Maîtresse inconnue                | Maîtresse inconnue                | Maîtresse inconnue                | Maîtresse inconnue               | Maîtresse inconnue               |                                  |                                  |                                |                                |                                |                                |                                   |                                   |                                    |                                    |                                    |                                    |                                            |                                            |                                            |                                            |                                            |                                            |  |  |  |  |
|                                   |                                   |                                   |                                   |                                   |                                   |                               |                               |                                   |                                   |                                   |                                   |                                     |                                     |                                     |                                     |                                     |                                     |                                   |                                   |                                   |                                   |                                   |                                   |                                      |                                   |                                  |                                  |                                   |                                   |                                   |                                   |                                   |                                   |                                   |                                   |                                   |                                   |                                  |                                  |                                  |                                  |                                |                                |                                |                                |                                   |                                   |                                    |                                    |                                    |                                    |                                            |                                            |                                            |                                            |                                            |                                            |  |  |  |  |
|                                   |                                   |                                   |                                   |                                   |                                   |                               |                               |                                   |                                   | Marie de Bourgogne (1386-1422)    | Marie de Bourgogne (1386-1422)    | Marie de Bourgogne (1386-1422)      | Marie de Bourgogne (1386-1422)      | Marie de Bourgogne (1386-1422)      | Marie de Bourgogne (1386-1422)      |                                     |                                     | Amédée VIII de Savoie (1383-1451) | Amédée VIII de Savoie (1383-1451) | Amédée VIII de Savoie (1383-1451) | Amédée VIII de Savoie (1383-1451) | Amédée VIII de Savoie (1383-1451) | Amédée VIII de Savoie (1383-1451) |                                      |                                   |                                  |                                  |                                   |                                   |                                   |                                   | Humbert de Savoie (1377-1443)     | Humbert de Savoie (1377-1443)     | Humbert de Savoie (1377-1443)     | Humbert de Savoie (1377-1443)     | Humbert de Savoie (1377-1443)     | Humbert de Savoie (1377-1443)     |                                  |                                  |                                  |                                  |                                |                                |                                |                                |                                   |                                   |                                    |                                    |                                    |                                    |                                            |                                            |                                            |                                            |                                            |                                            |  |  |  |  |
|                                   |                                   |                                   |                                   |                                   |                                   |                               |                               |                                   |                                   | Marie de Bourgogne (1386-1422)    | Marie de Bourgogne (1386-1422)    | Marie de Bourgogne (1386-1422)      | Marie de Bourgogne (1386-1422)      | Marie de Bourgogne (1386-1422)      | Marie de Bourgogne (1386-1422)      |                                     |                                     | Amédée VIII de Savoie (1383-1451) | Amédée VIII de Savoie (1383-1451) | Amédée VIII de Savoie (1383-1451) | Amédée VIII de Savoie (1383-1451) | Amédée VIII de Savoie (1383-1451) | Amédée VIII de Savoie (1383-1451) |                                      |                                   |                                  |                                  |                                   |                                   |                                   |                                   | Humbert de Savoie (1377-1443)     | Humbert de Savoie (1377-1443)     | Humbert de Savoie (1377-1443)     | Humbert de Savoie (1377-1443)     | Humbert de Savoie (1377-1443)     | Humbert de Savoie (1377-1443)     |                                  |                                  |                                  |                                  |                                |                                |                                |                                |                                   |                                   |                                    |                                    |                                    |                                    |                                            |                                            |                                            |                                            |                                            |                                            |  |  |  |  |
|                                   |                                   |                                   |                                   |                                   |                                   |                               |                               |                                   |                                   |                                   |                                   |                                     |                                     |                                     |                                     |                                     |                                     |                                   |                                   |                                   |                                   |                                   |                                   |                                      |                                   |                                  |                                  |                                   |                                   |                                   |                                   |                                   |                                   |                                   |                                   |                                   |                                   |                                  |                                  |                                  |                                  |                                |                                |                                |                                |                                   |                                   |                                    |                                    |                                    |                                    |                                            |                                            |                                            |                                            |                                            |                                            |  |  |  |  |
|                                   |                                   |                                   |                                   |                                   |                                   |                               |                               |                                   |                                   |                                   |                                   |                                     |                                     |                                     |                                     |                                     |                                     |                                   |                                   |                                   |                                   |                                   |                                   |                                      |                                   |                                  |                                  |                                   |                                   |                                   |                                   |                                   |                                   |                                   |                                   |                                   |                                   |                                  |                                  |                                  |                                  |                                |                                |                                |                                |                                   |                                   |                                    |                                    |                                    |                                    |                                            |                                            |                                            |                                            |                                            |                                            |  |  |  |  |
|                                   |                                   | 7 autres enfants                  | 7 autres enfants                  | 7 autres enfants                  | 7 autres enfants                  | 7 autres enfants              | 7 autres enfants              |                                   |                                   | Bonne de Savoie (1415-1430)       | Bonne de Savoie (1415-1430)       | Bonne de Savoie (1415-1430)         | Bonne de Savoie (1415-1430)         | Bonne de Savoie (1415-1430)         | Bonne de Savoie (1415-1430)         |                                     |                                     |                                   |                                   |                                   |                                   | Louis Ier de Savoie (1413-1465)   | Louis Ier de Savoie (1413-1465)   | Louis Ier de Savoie (1413-1465)      | Louis Ier de Savoie (1413-1465)   | Louis Ier de Savoie (1413-1465)  | Louis Ier de Savoie (1413-1465)  |                                   |                                   | Anne de Lusignan (1418-1462)      | Anne de Lusignan (1418-1462)      | Anne de Lusignan (1418-1462)      | Anne de Lusignan (1418-1462)      | Anne de Lusignan (1418-1462)      | Anne de Lusignan (1418-1462)      |                                   |                                   |                                  |                                  |                                  |                                  |                                |                                |                                |                                |                                   |                                   |                                    |                                    |                                    |                                    |                                            |                                            |                                            |                                            |                                            |                                            |  |  |  |  |
|                                   |                                   | 7 autres enfants                  | 7 autres enfants                  | 7 autres enfants                  | 7 autres enfants                  | 7 autres enfants              | 7 autres enfants              |                                   |                                   | Bonne de Savoie (1415-1430)       | Bonne de Savoie (1415-1430)       | Bonne de Savoie (1415-1430)         | Bonne de Savoie (1415-1430)         | Bonne de Savoie (1415-1430)         | Bonne de Savoie (1415-1430)         |                                     |                                     |                                   |                                   |                                   |                                   | Louis Ier de Savoie (1413-1465)   | Louis Ier de Savoie (1413-1465)   | Louis Ier de Savoie (1413-1465)      | Louis Ier de Savoie (1413-1465)   | Louis Ier de Savoie (1413-1465)  | Louis Ier de Savoie (1413-1465)  |                                   |                                   | Anne de Lusignan (1418-1462)      | Anne de Lusignan (1418-1462)      | Anne de Lusignan (1418-1462)      | Anne de Lusignan (1418-1462)      | Anne de Lusignan (1418-1462)      | Anne de Lusignan (1418-1462)      |                                   |                                   |                                  |                                  |                                  |                                  |                                |                                |                                |                                |                                   |                                   |                                    |                                    |                                    |                                    |                                            |                                            |                                            |                                            |                                            |                                            |  |  |  |  |
|                                   |                                   |                                   |                                   |                                   |                                   |                               |                               |                                   |                                   |                                   |                                   |                                     |                                     |                                     |                                     |                                     |                                     |                                   |                                   |                                   |                                   |                                   |                                   |                                      |                                   |                                  |                                  |                                   |                                   |                                   |                                   |                                   |                                   |                                   |                                   |                                   |                                   |                                  |                                  |                                  |                                  |                                |                                |                                |                                |                                   |                                   |                                    |                                    |                                    |                                    |                                            |                                            |                                            |                                            |                                            |                                            |  |  |  |  |
|                                   |                                   |                                   |                                   |                                   |                                   |                               |                               |                                   |                                   |                                   |                                   |                                     |                                     |                                     |                                     |                                     |                                     |                                   |                                   |                                   |                                   |                                   |                                   |                                      |                                   |                                  |                                  |                                   |                                   |                                   |                                   |                                   |                                   |                                   |                                   |                                   |                                   |                                  |                                  |                                  |                                  |                                |                                |                                |                                |                                   |                                   |                                    |                                    |                                    |                                    |                                            |                                            |                                            |                                            |                                            |                                            |  |  |  |  |
|                                   |                                   |                                   |                                   |                                   |                                   |                               |                               |                                   |                                   |                                   |                                   |                                     |                                     | Yolande de France (1434-1478)       | Yolande de France (1434-1478)       | Yolande de France (1434-1478)       | Yolande de France (1434-1478)       | Yolande de France (1434-1478)     | Yolande de France (1434-1478)     |                                   |                                   | Amédée IX de Savoie (1435-1472)   | Amédée IX de Savoie (1435-1472)   | Amédée IX de Savoie (1435-1472)      | Amédée IX de Savoie (1435-1472)   | Amédée IX de Savoie (1435-1472)  | Amédée IX de Savoie (1435-1472)  |                                   |                                   |                                   |                                   | Philippe II de Savoie (1438-1497) | Philippe II de Savoie (1438-1497) | Philippe II de Savoie (1438-1497) | Philippe II de Savoie (1438-1497) | Philippe II de Savoie (1438-1497) | Philippe II de Savoie (1438-1497) |                                  |                                  | Claudine de Brosse (1450-1513)   | Claudine de Brosse (1450-1513)   | Claudine de Brosse (1450-1513) | Claudine de Brosse (1450-1513) | Claudine de Brosse (1450-1513) | Claudine de Brosse (1450-1513) |                                   |                                   |                                    |                                    |                                    |                                    |                                            |                                            |                                            |                                            |                                            |                                            |  |  |  |  |
|                                   |                                   |                                   |                                   |                                   |                                   |                               |                               |                                   |                                   |                                   |                                   |                                     |                                     | Yolande de France (1434-1478)       | Yolande de France (1434-1478)       | Yolande de France (1434-1478)       | Yolande de France (1434-1478)       | Yolande de France (1434-1478)     | Yolande de France (1434-1478)     |                                   |                                   | Amédée IX de Savoie (1435-1472)   | Amédée IX de Savoie (1435-1472)   | Amédée IX de Savoie (1435-1472)      | Amédée IX de Savoie (1435-1472)   | Amédée IX de Savoie (1435-1472)  | Amédée IX de Savoie (1435-1472)  |                                   |                                   |                                   |                                   | Philippe II de Savoie (1438-1497) | Philippe II de Savoie (1438-1497) | Philippe II de Savoie (1438-1497) | Philippe II de Savoie (1438-1497) | Philippe II de Savoie (1438-1497) | Philippe II de Savoie (1438-1497) |                                  |                                  | Claudine de Brosse (1450-1513)   | Claudine de Brosse (1450-1513)   | Claudine de Brosse (1450-1513) | Claudine de Brosse (1450-1513) | Claudine de Brosse (1450-1513) | Claudine de Brosse (1450-1513) |                                   |                                   |                                    |                                    |                                    |                                    |                                            |                                            |                                            |                                            |                                            |                                            |  |  |  |  |
|                                   |                                   |                                   |                                   |                                   |                                   |                               |                               |                                   |                                   |                                   |                                   |                                     |                                     |                                     |                                     |                                     |                                     |                                   |                                   |                                   |                                   |                                   |                                   |                                      |                                   |                                  |                                  |                                   |                                   |                                   |                                   |                                   |                                   |                                   |                                   |                                   |                                   |                                  |                                  |                                  |                                  |                                |                                |                                |                                |                                   |                                   |                                    |                                    |                                    |                                    |                                            |                                            |                                            |                                            |                                            |                                            |  |  |  |  |
|                                   |                                   |                                   |                                   |                                   |                                   |                               |                               |                                   |                                   |                                   |                                   |                                     |                                     |                                     |                                     |                                     |                                     |                                   |                                   |                                   |                                   |                                   |                                   |                                      |                                   |                                  |                                  |                                   |                                   |                                   |                                   |                                   |                                   |                                   |                                   |                                   |                                   |                                  |                                  |                                  |                                  |                                |                                |                                |                                |                                   |                                   |                                    |                                    |                                    |                                    |                                            |                                            |                                            |                                            |                                            |                                            |  |  |  |  |
|                                   |                                   |                                   |                                   |                                   |                                   |                               |                               |                                   |                                   |                                   |                                   | Philibert Ier de Savoie (1465-1482) | Philibert Ier de Savoie (1465-1482) | Philibert Ier de Savoie (1465-1482) | Philibert Ier de Savoie (1465-1482) | Philibert Ier de Savoie (1465-1482) | Philibert Ier de Savoie (1465-1482) |                                   |                                   | Charles Ier de Savoie (1468-1490) | Charles Ier de Savoie (1468-1490) | Charles Ier de Savoie (1468-1490) | Charles Ier de Savoie (1468-1490) | Charles Ier de Savoie (1468-1490)    | Charles Ier de Savoie (1468-1490) |                                  |                                  | Blanche de Montferrat (1472-1519) | Blanche de Montferrat (1472-1519) | Blanche de Montferrat (1472-1519) | Blanche de Montferrat (1472-1519) | Blanche de Montferrat (1472-1519) | Blanche de Montferrat (1472-1519) |                                   |                                   | Louis de Savoie (1488-1502)       | Louis de Savoie (1488-1502)       | Louis de Savoie (1488-1502)      | Louis de Savoie (1488-1502)      | Louis de Savoie (1488-1502)      | Louis de Savoie (1488-1502)      |                                |                                |                                |                                |                                   |                                   |                                    |                                    |                                    |                                    |                                            |                                            |                                            |                                            |                                            |                                            |  |  |  |  |
|                                   |                                   |                                   |                                   |                                   |                                   |                               |                               |                                   |                                   |                                   |                                   | Philibert Ier de Savoie (1465-1482) | Philibert Ier de Savoie (1465-1482) | Philibert Ier de Savoie (1465-1482) | Philibert Ier de Savoie (1465-1482) | Philibert Ier de Savoie (1465-1482) | Philibert Ier de Savoie (1465-1482) |                                   |                                   | Charles Ier de Savoie (1468-1490) | Charles Ier de Savoie (1468-1490) | Charles Ier de Savoie (1468-1490) | Charles Ier de Savoie (1468-1490) | Charles Ier de Savoie (1468-1490)    | Charles Ier de Savoie (1468-1490) |                                  |                                  | Blanche de Montferrat (1472-1519) | Blanche de Montferrat (1472-1519) | Blanche de Montferrat (1472-1519) | Blanche de Montferrat (1472-1519) | Blanche de Montferrat (1472-1519) | Blanche de Montferrat (1472-1519) |                                   |                                   | Louis de Savoie (1488-1502)       | Louis de Savoie (1488-1502)       | Louis de Savoie (1488-1502)      | Louis de Savoie (1488-1502)      | Louis de Savoie (1488-1502)      | Louis de Savoie (1488-1502)      |                                |                                |                                |                                |                                   |                                   |                                    |                                    |                                    |                                    |                                            |                                            |                                            |                                            |                                            |                                            |  |  |  |  |
|                                   |                                   |                                   |                                   |                                   |                                   |                               |                               |                                   |                                   |                                   |                                   |                                     |                                     |                                     |                                     |                                     |                                     |                                   |                                   |                                   |                                   |                                   |                                   |                                      |                                   |                                  |                                  |                                   |                                   |                                   |                                   |                                   |                                   |                                   |                                   |                                   |                                   |                                  |                                  |                                  |                                  |                                |                                |                                |                                |                                   |                                   |                                    |                                    |                                    |                                    |                                            |                                            |                                            |                                            |                                            |                                            |  |  |  |  |
|                                   |                                   |                                   |                                   |                                   |                                   |                               |                               |                                   |                                   |                                   |                                   |                                     |                                     |                                     |                                     |                                     |                                     |                                   |                                   |                                   |                                   |                                   |                                   | Yolande-Louise de Savoie (1487-1499) |                                   |                                  |                                  |                                   |                                   |                                   |                                   |                                   |                                   |                                   |                                   |                                   |                                   |                                  |                                  |                                  |                                  |                                |                                |                                |                                |                                   |                                   |                                    |                                    |                                    |                                    |                                            |                                            |                                            |                                            |                                            |                                            |  |  |  |  |

#### Époque moderne
À partir du début du XVIe siècle et du déclin de la ferveur et de la prospérité d'Hautecombe, aucun noble de la maison de Savoie ne se fait plus enterrer à Hautecombe. Les troubles politiques de l'époque, notamment liés à la Réforme calviniste qui se déroule à Genève, toute proche, ainsi que la politique expansionniste des Français, notamment de François Ier, expliquent aussi le déménagement de la capitale des États de Savoie de Chambéry à Turin en 1563 et, plus tard, le choix de la basilique de Superga comme nécropole sous Victor-Amédée III (1773-1796).
Il y a toutefois des exceptions :
- Marguerite de France, duchesse de Savoie est inhumée à Hautecombe en 1574. Elle était la fille du roi de France, François Ier, l'épouse du duc, Philibert-Emmanuel de Savoie et la mère du duc Charles-Emmanuel Ier. Elle joua un rôle déterminant pour obtenir la restitution des territoires de Savoie occupés par les troupes françaises, à la suite du traité du Cateau-Cambrésis. Elle fut pleurée par toute la Savoie. La description détaillée faite par Samuel Guichenon a permis de restaurer son tombeau profané par la Révolution Française. Cependant, son époux, le duc Emmanuel-Philibert, mort en 1580 à Turin, est inhumé séparément en la Cathédrale Saint-Jean-Baptiste de Turin[208].
- Claude d'Estavayer, qui cumula les fonctions et les honneurs : évêque de Belley, abbé d'Hautecombe, abbé du Lac de Joux, abbé commendataire de Romainmôtier, chancelier de Savoie et Chevalier de l'ordre de l'Annonciade[209]. Il fit construire son tombeau dans l'église abbatiale, mais, mort à Romainmôtier, il est enterré là-bas ; son tombeau d'Hautecombe accueille aujourd'hui les corps d'Humbert II et de Marie-José de Belgique[6].
- dom Antoine de Savoie, fils illégitime de Charles-Emmanuel Ier, qui est nommé abbé d'Hautecombe en 1651 par Charles-Emmanuel II, son neveu. Il est enterré à Hautecombe, mais est considéré aussi bien comme religieux que comme membre de la maison de Savoie.

Cette situation perdure jusqu'à Charles-Félix, restaurateur de l'abbaye après la Révolution, mort le 27 avril 1831, et qui y est enterré, ainsi que sa femme Marie-Christine, morte le 11 mars 1849.
Ensuite, le royaume de Sardaigne devient le catalyseur de la constitution du royaume d'Italie, et seuls les rois Victor-Emmanuel II et Humbert Ier, ainsi que l'épouse de ce dernier, sont enterrés au Panthéon à Rome. Cependant, les années de fascisme, de 1922 à 1945, sont ressenties par les Italiens comme une abdication de la monarchie, Victor-Emmanuel III ayant remis les pleins pouvoirs à Mussolini. En force de la Constitution de la République Italienne de 1948, le dernier roi Humbert II est interdit de séjour sur le territoire italien.
Sont donc enfin enterrés à Hautecombe (dans la chapelle Saint-Bernard, à droite en entrant), mais avec la mention « tombeau provisoire » exigée par des royalistes italiens réclamant le retour des corps en Italie et leur inhumation au Panthéon de Rome, le dernier roi d'Italie, Humbert II, mort le 18 mars 1983, ainsi que la reine Marie-José, son épouse, morte le 27 janvier 2001,.

#### Garde d'honneur des tombes royales
Très régulièrement, les membres savoyards et italiens de l'Institut national pour la garde d'honneur des tombes royales (it)) montent la garde, en uniforme, devant la tombe du roi d'Italie et duc de Savoie Humbert II et de son épouse la reine Marie-José. Un hommage est aussi rendu, à cette occasion, au roi Charles-Félix. Aujourd'hui, seuls huit Savoyards parmi 5 000 membres italiens, perpétuent cette tradition de la garde d'honneur, fondée par Victor-Emmanuel II.

#### Commémorations et cérémonies
Chaque année, en mars, en présence des différents princes et princesses de la famille royale de Savoie, une cérémonie du souvenir est organisée conjointement par les chevaliers des ordres dynastiques de la maison de Savoie (italiens et savoyards) et les gardes d'honneur des tombes royales, en mémoire d'Humbert II, roi d'Italie, de la reine Marie-José et des défunts de la dynastie.

### Autres personnes enterrées à Hautecombe
Un fait peu connu est la présence de nobles de nombreuses maisons mineures de Savoie, qui sont aussi enterrés à Hautecombe, ainsi que d'autres personnes méritantes ou à la faveur de circonstances spéciales.
La famille de Chevelu est une des premières bienfaitrices d'Hautecombe, en 1144. Il semblerait que cette famille était la branche savoyarde de la maison de Clermont-Tonnerre. On n'a la preuve écrite de l'inhumation à Hautecombe que de Jacques, qui demandera, en août 1295, à être enterré à Hautecombe et à laquelle il fait de nombreux legs et de François (5 mai 1487) de Chevelu, ainsi que de la première femme de ce dernier, Louise d'Escrivieux. La famille de Grésy compte également parmi celles qui ont fait des dons importants à l'abbaye et dont certains membres ont choisi d'y être enterrés, notamment Richard puis son père Rodolphe III (1263), dont le frère Pierre était moine ; en 1335, c'est Alice, veuve de Mermet de Corbières qui demande l'inhumation à Hautecombe ; Guigues, un membre de sa famille, y était moine.
La maison de Clermont-Tonnerre, dont il est fait mention ci-dessus, compte quelques membres inhumés dans l'abbaye : les plus notables sont les trois frères sourds et muets Guillaume, Amédée et Sibaud, morts après 1306, ainsi que leur nièce Marguerite, veuve d'Humbert de Montbel, décédée en 1327 ou peu après. La famille de Seyssel est également représentée, avec Guy (1316) et Guigues (1376). Dans la famille de Montbel, mentionnée juste ci-dessus, on trouve plus de preuves d'inhumation : c'est notamment le cas de Béatrice de Villars (veuve de Jean d'Entremont de Montbel), en 1383 ; de Guy, le 19 avril 1430, ainsi que de sa femme Catherine de Maubec ; de Jacques (14 mai 1476) et de son frère Antoine ; enfin, de Sébastien (1572).
D'autres familles ne sont représentées que par un ou quelques représentants prouvés : Guillaume du Pont (en 1340), Guy de Montfalcon (le 7 septembre 1374, il est enterré auprès de son père Arthaud et de sa mère Béatrice de Mareste), Humbert de Forax (ou Foras, le 20 septembre 1409), Étienne de la Mar (au début du XVe siècle, avec son père Berthet et ses frères Antoine, Louis et Jean de La Mar qui meurt, le 5 août 1438, en sa maison forte de Cummugnin et qui dans son testament demande à être enterré à Hautecombe), Humbert d'Aymavigne (en 1441 ; cette famille avait donné plusieurs moines à Hautecombe, dont Hugues en 1355 et Claude en 1428) ; les membres de la famille d'Orlier, en revanche, y sont nombreux : Albertet (le 8 octobre 1371), Guigonne (morte le 15 octobre 1380), Arthaud (1er septembre 1420), Pierre (30 janvier 1467), Claude (6 août 1484), enfin François (24 février 1491), parent de l'abbé commendataire d'alors, Sébastien.
Enfin, les Mécoras ont au moins enterré un couple dont on n'a pas retrouvé les prénoms, à une date inconnue ; Jean de Montluel choisit l'abbaye pour y être inhumé, en 1455, ainsi que sa veuve Guigonne de Luyrieu le 23 février 1461 ; Guillaume et Jean de Brésy (ou de Bourdeau), père et fils, sont ensevelis à Hautecombe ; ainsi que plusieurs artisans ayant œuvré pour l'abbaye, comme maître Perret et frère Jacermet, cordonniers ; J. Vallo et frère Martin, tuiliers ; de manière générale, le cimetière de l'abbaye était disponible pour les membres des familles des moines, ainsi que pour les noyés du lac, et les ouvriers morts d'accidents en travaillant à l'abbaye.

### Classement et protection

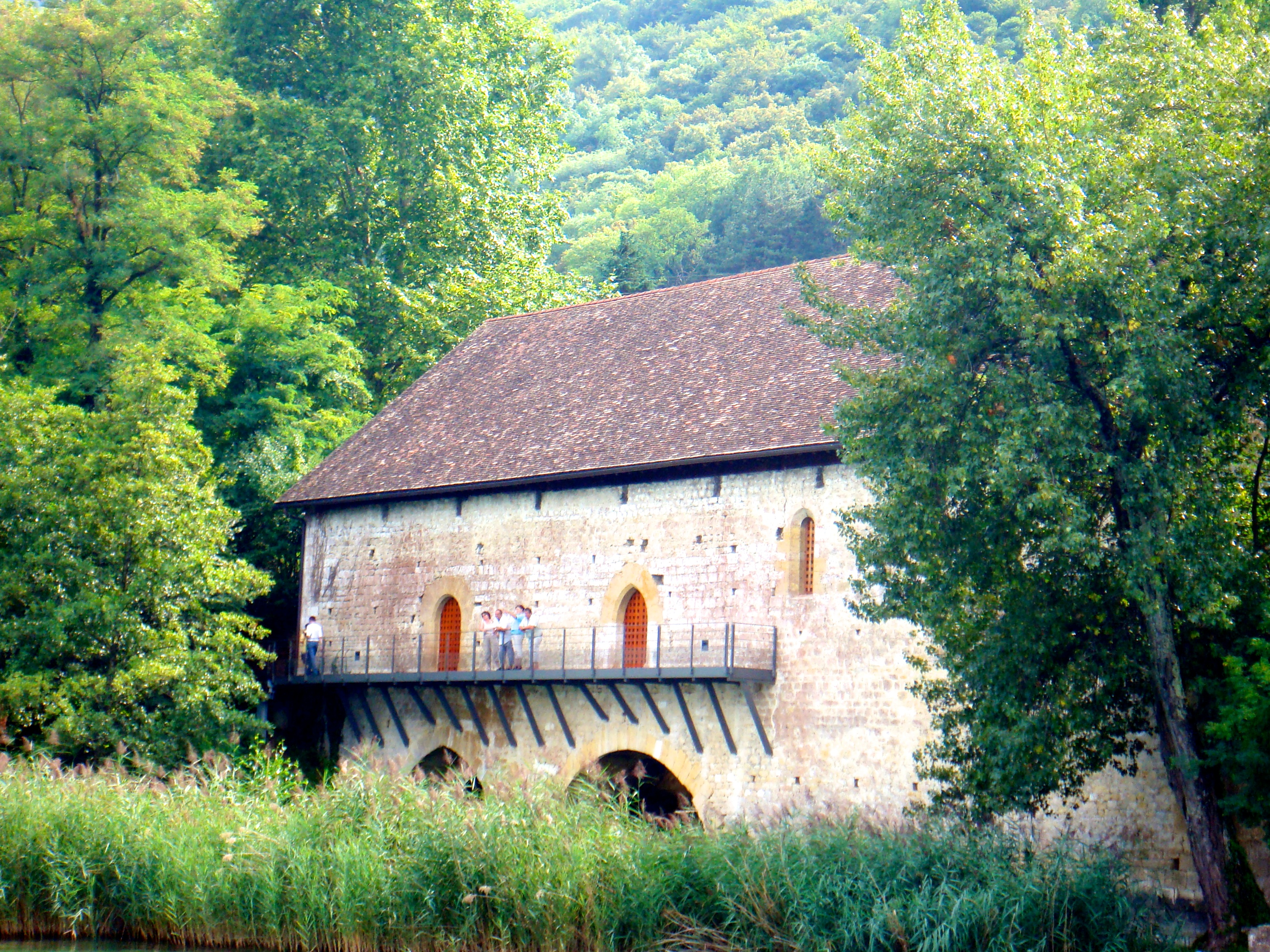
Grange batelière de l'abbaye d'Hautecombe, restaurée dans les années 1990.

L'ensemble de l'abbaye (église, cloître, terrasse, appartements du Roi, chapelle et cour Saint-André, phare, mais aussi la grange batelière) sont protégés au titre du classement dans la liste des monuments historiques, classement effectué en 1875.

### Affluence touristique
En 1867, Claudius Blanchard estimait qu'environ 10 000 touristes visitaient Hautecombe chaque année.
En septembre 1947, Paul Claudel écrivait à ce propos : « À Hautecombe, c'est toujours la même cohue ignoble ». En 1987, dom Pascal, dernier prieur bénédictin de l'abbaye, évaluait à 300 000 les visiteurs annuels. Depuis 1992, l'abbaye accueille suivant les sources entre 150 000 et 300 000 touristes par an.

## L'abbaye d'Hautecombe dans la littérature
Honoré de Balzac rend hommage aux ruines (non encore restaurées à l'époque) dans La Peau de chagrin : « là Raphaël aimait à contempler, sur la rive opposée, l'abbaye mélancolique de Haute-Combe, sépulture des rois de Sardaigne prosternés devant les montagnes comme des pèlerins arrivés au terme de leur voyage ».
Alphonse de Lamartine célèbre les ruines d'Hautecombe avant leur restauration par Charles-Félix : « Je m'assis sur le mur tapissé de lierre d'une immense et haute terrasse démantelée qui dominait alors le lac, les jambes pendantes sur l'abîme, les yeux errants sur l'immensité lumineuse des eaux qui se fondaient avec la lumineuse intensité du ciel. Je n'aurais pu dire, tant les deux azurs étaient confondus à la ligne de l'horizon, où commençait le ciel, où finissait le lac. Il me semblait nager moi-même dans le pur éther et m'abîmer dans l'universel océan. »
Il la décrit également dans son roman autobiographique Raphaël : « L'abbaye de Haute-Combe, tombeau des princes de la maison de Savoie, s'élève sur un contre-fort de granit au nord, et jette l'ombre de ses vastes cloîtres sur les eaux du lac. Abrité tout le jour du soleil par la muraille du mont du Chat, cet édifice rappelle, par l'obscurité qui l'environne, la nuit éternelle dont il est le seuil pour ces princes descendus du trône dans ses caveaux. Seulement, le soir, un rayon du soleil couchant le frappe et se réverbère un moment sur ses murs comme pour montrer le port de la vie aux hommes, à la fin du jour. Quelques barques de pêcheurs sans voiles glissent silencieusement sur les eaux profondes sous les falaises de la montagne. La vétusté de leurs bordages les fait confondre par leur couleur avec la teinte sombre des rochers. Des aigles aux plumes grisâtres planent sans cesse au-dessus des rochers et des barques, comme pour disputer leur proie aux filets ou pour fondre sur les oiseaux pêcheurs qui suivent le sillage de ces bateaux le long du bord. »
Jean-Pierre Veyrat (1810-1844), poète savoyard, meurt sans avoir achevé la composition de son poème Station poétique à Hautecombe, commencé en 1837.
L'abbaye est encore évoqué en littérature depuis la fin du XXe siècle. Didier van Cauwelaert place son roman La Vie interdite (1997) à Aix-les-Bains, en face d'Hautecombe, et y évoque notamment le départ des moines bénédictins. Jean Rosset titre un de ses romans La Limousine d'Hautecombe ; les moines bénédictins y recueillent un bébé abandonné devant l'abbaye. Maud Stricane a écrit un roman historique (L'Oubliée de Hautecombe) qui narre la vie de Yolande-Louise de Savoie (1487-1499), mariée à neuf ans au comte de Bresse, futur Philibert II, morte à onze ans et enterrée à Hautecombe.